# 仮面ライダーWの登場キャラクター
仮面ライダーWの登場キャラクター（かめんライダーダブルのとうじょうキャラクター）では、特撮テレビドラマ『仮面ライダーW』、およびその関連作品に登場するキャラクターについて記述する。
担当俳優は、特筆ない限りは原作テレビドラマ版、および劇場版での配役。担当声優は、ゲーム『KAMEN RIDER memory of heroez』、およびアニメ『風都探偵』シリーズでの配役。

## 鳴海探偵事務所
主人公らが拠点とする探偵事務所。風都の風花町1丁目2番地2号に建つ、古びた玉屋・かもめビリヤード場の2階に入居している。
テレビシリーズの始まる1年前まで、私立探偵・鳴海荘吉が所長を務めていたが、「ビギンズナイト」の一件で死去したため、現在は左翔太郎・フィリップ・鳴海亜樹子の3人が在籍している。業務は主に翔太郎・亜樹子が外部調査で情報を取集し、フィリップがそのキーワードをもとに検索し、事件の謎を抽出・解明するという分業体制で行われている。
失踪したペット探しから著名人の護衛など、探偵稼業として幾つもの依頼を受けており、風都では特にドーパント関連事件の駆け込み寺として有名である様子。事務所の権利者は荘吉の娘にして現所長である亜樹子。
- 名前の由来は、『探偵物語』と並んで松田優作の代表作である遊戯シリーズの主人公から[3]。

左 翔太郎（） / 仮面ライダーW / 仮面ライダージョーカー
演 / 声 - 桐山漣（幼少時：嘉数一星、老人：名取幸政） / 和田雅成（舞台『風都探偵 The STAGE』）
声 - 細谷佳正（幼少時：村瀬歩）
本作品の主人公である、鳴海探偵事務所に所属する私立探偵。一人称は「俺」。運営していた鳴海荘吉が不在の今、その意思と看板を受け継ぐ。
1950 - 1970年代調のハードボイルドに感化されており、レイモンド・チャンドラーのハードボイルド小説を愛読する、ハンフリー・ボガートばりのソフト帽を愛用するなど、立ち振る舞いなども常にハードボイルドを心がけているが、中身はよくも悪くも根が人情家のため、お人好しの二枚目半である。そのため、些細なことで冷静さを失ってしまいなかなかハードボイルドになりきれず、フィリップや亜樹子に「ハーフボイルド」（半熟くん）と未熟者呼ばわりされることも少なくない。また、子供は苦手である。
しかし、荘吉のもとで学んだ探偵術・護身術はそれなりに優秀であり、不測の展開では機転を利かせることも多く、風都では非常に幅広い交友関係と情報網を持っており、探偵として信頼に足る能力を持っている。また、猫探しの依頼を数多く引き受けてきたことからか、鳴き声を真似て猫に自身の意志を伝えることができる。戦闘中によく左手をスナップする癖がある。
幼少からの風都育ちで、風都を大切に思う気持ちは人一倍強く、街にはびこる犯罪者（本人曰く「街を泣かせる奴」）を決して許さない正義感を持つ。また、風都の都市伝説から生まれた「仮面ライダー」の呼称にも強いこだわりを持っており、その名を貶める者には強い怒りを見せる。
素性的に見れば物語でキーパーソンになることは少ないが、翔太郎の行動が事件の犯人や敵の陰謀を打開させる鍵を握る。各エピソードは翔太郎の語り部から始まり、事件解決後は彼がタイプライターで報告書を打ち込むという流れになっており、全体的に翔太郎の視点で物語は進んでいく。
翔太郎のバックボーンについては第1・2話で登場した津村真里奈が幼馴染であるということや、後述の荘吉に憧れを抱いて荘吉の元に弟子入りした以外のことはほとんど明かされていなかった。『風都探偵』では自宅を所持していることや、そこで一人暮らしをしていること、そして幼少時に両親を事故で亡くし風都の親戚に引き取られたことが明かされている。
- モデルは特に設定されていないが、価値観や口調は脚本の三条に比較的近いものとなっており、副主人公を感情移入しやすいタイプにすることで本作品の特殊性を出している。
- 桐山は翔太郎役に合格する以前から、仮面ライダーの主役オーディションを何度も受けては惜しいところで落選するなど、紆余曲折を経て深い思い入れを持っている（詳細は桐山漣#『仮面ライダーW』関連を参照）。その後、2022年にはねとらぼ調査隊の実施したアンケート「好きな平成ライダーシリーズの主演俳優は誰？」にて、第1位を獲得している。
- Wのスーツアクターを務めた高岩は、翔太郎役の桐山に翔太郎のクセとして、ハットを被ってチョッキを着るという『探偵物語』を彷彿とさせるものであったため、落とした帽子を拾う際に息を吹きかけてから被り直すキザな雰囲気を狙ったという。また、帽子のツバをさすったり、人を指さす際には脇を締めて少しチャラい感じを出したりしているという。

『劇場版 仮面ライダーディケイド オールライダー対大ショッカー』（以下『劇場版ディケイド』）
テレビシリーズに先行して登場。オーロラカーテンに偶然巻き込まれたことから、シャドームーンとの戦闘に突如参戦し、サイクロンジョーカー・ヒートジョーカー・ヒートメタルにハーフチェンジしながら戦い、シャドームーンを圧倒して大ショッカー基地まで飛ばした。変身こそ解除しなかったが、テレビシリーズと同様にフィリップと共に変身しており、お互いに「翔太郎」「フィリップ」と呼び合っている。ここでディケイドと対面したため、後の『MOVIE大戦2010』や『仮面ライダー大戦』で対面した時に互いを認識していた。
『仮面ライダー×仮面ライダー W&ディケイド MOVIE大戦2010』（以下『MOVIE大戦2010』）
「死人還り」の依頼を受け、調査を進めるうちに亡くなったと思われていた師匠・鳴海荘吉と思わぬ再会を果たし、再び「ビギンズナイト」と対峙する。助手だったころは半人前を強調するかのようにハーフパンツを履き、ソフト帽は早いと荘吉に禁じられていた。
『仮面ライダー×仮面ライダー オーズ&ダブル feat.スカル MOVIE大戦CORE』（『MOVIE大戦CORE』）
亜樹子の結婚式で、今は亡き荘吉に代わって共にバージンロードを歩く役を務める。過去の風都では津村真里奈と共に登場し、メリッサを助けようとドーパントに立ち向かった勇敢な荘吉に憧れを抱いたことが明かされている。
『仮面ライダーW RETURNS 仮面ライダーアクセル』（以下『アクセル』）
鳴海探偵事務所に所属する私立探偵。喫茶「白銀」にいたところを、逃走中の竜が接触する可能性があるとして、真倉らに見張られる。最初から竜の無実を信じており、後にリリィの手を借りて真倉たちのもとから脱出すると、コマンダー・ドーパントと戦う竜に協力する。
『仮面ライダーW RETURNS 仮面ライダーエターナル』（以下『エターナル』）
ミュージアムが遺した試作品ガイアメモリのスイーツ・ドーパントと戦っているところにミーナと出会い、克己の過去を知ることとなる。
『仮面ライダー×仮面ライダー フォーゼ&オーズ MOVIE大戦MEGA MAX』（以下『MOVIE大戦MEGA MAX』）
フィリップの復活後もダブルドライバーとロストドライバーを共に携帯し続けており、フィリップの状況に応じてWとジョーカーを使い分けている。最終決戦ではカンナギとの直接対決を望む火野映司 / 仮面ライダーオーズと如月弦太朗 / 仮面ライダーフォーゼの本心を察し、仮面ライダーの「先輩」として、ソラリス率いるゾディアーツ軍団の相手を引き受ける。弦太朗を「暑苦しい」と評し、名前の響きなどからフィリップに「似た者同士かもしれないね」と指摘された際は鼻で笑い飛ばすも、弦太朗の「ダチを泣かす奴は許せない」という発言に感銘を受け、妙な絆を築く。後のネット版『仮面ライダーフォーゼ みんなで授業キターッ!』第24話「先輩ライダーを学べ！ラビットハッチで僕と握手」の「質・問・不・用」では、仮面ライダーアクセルに弦太朗は翔太郎と前に一緒に戦ったことを語っていた。
『仮面ライダー×仮面ライダー ウィザード&フォーゼ MOVIE大戦アルティメイタム』（以下『MOVIE大戦アルティメイタム』）
本人は登場しないが、『仮面ライダーフォーゼ』の5年後を描いた「フォーゼ編」では、宇宙仮面ライダー部の元部員でジャーナリストとなったJKが翔太郎を思わせるポーズをとるなど、『フォーゼ』から『アルティメイタム』の「フォーゼ編」までの間に、彼との間に何らかの親交があったことが示唆されている。
『平成ライダー対昭和ライダー 仮面ライダー大戦 feat.スーパー戦隊』（以下『仮面ライダー大戦』）
本映画では翔太郎が単独で登場。最終決戦時には仮面ライダーWとして登場するが、通常時は仮面ライダージョーカーとして戦う。服装が荘吉を彷彿とさせる白いスーツにソフト帽に変わったが、依頼は相変わらずペットの犬や亀探しばかりのようである。
昭和ライダーとの戦いに力を貸してもらいに現れた門矢士 / 仮面ライダーディケイドの要請に最初は乗り気ではなかったが、本映画のキーマンである記憶を無くした少年・葵柊が風都の住人であることを知ると彼を守るために依頼を請け負い、彼と柊の母親である咲の情報を士に与える。
- BLACKとRXに戦いを挑む直前の台詞は、翔太郎役の桐山によるアドリブである。

小説『S.I.C. HERO SAGA』「KAMEN RIDER W -Playback-」
フィリップの台詞とジオラマにのみ登場。仮面ライダージョーカーに変身し、アイスエイジ・ドーパントとトライセラトップス・ドーパントの2体と戦っていた。
『風都探偵』
ビギンズナイト編において、荘吉に弟子入りするまでの詳細が判明する。幼少期にメリッサのコンサートを幼なじみと見に行った際、彼女を襲ったスパイダー・ドーパントからメリッサを守る姿に一目惚れし、自分を助手にするよう鳴海探偵事務所を訪問する。そこで自分が風都に詳しいことをアピールし、自分も街を守りたいことを話すも、その中でスパイダー・ドーパントについての話をして荘吉にそのことを思い出させてしまい、事務所を追い出される。そのことについての謝罪とお詫びの品を渡しに行く最中にアントライオン・ドーパントに遭遇する。そこでドーパントに発した啖呵を聞いた荘吉に助けられる。その後何年も荘吉に弟子入りを懇願するもまったく相手にしてもらえず、その苛立ちから荒れ始め、街の不良を片っ端から叩きのめす日々を送っていた。しかしある日、不良に絡まれた学生を守るために一切手を出さずに殴られ続け、それを知った荘吉にその成長を認められ、高校卒業後正式に彼の助手となった。
- テレビアニメ版での細谷の演技は、監督の椛島洋介から「オーダーすることなく翔太郎になっていった」と信頼を寄せられており、細谷も第4話での「オラァ！」という（桐山の演技に寄せた）一言以外に指示はなかったうえ、「アドリブもかなり採用された」と述べている。また、「重い雰囲気を出すことはせず、『楽しいな』っていう気持ちが途切れないように演じていた」とも述べている。

フィリップ / 仮面ライダーW
演 / 声 - 菅田将暉（幼少期：橋本智哉） / 木津つばさ（舞台『風都探偵 The STAGE』）
声 - 内山昂輝
本作品のもう1人の主人公。一人称は「僕」。
10年前にミュージアムによってすべての記憶を消されたうえ、組織に幽閉されながらガイアメモリの開発に利用されていたが、1年前の「ビギンズナイト」で翔太郎と荘吉に救出された。「フィリップ」は荘吉がフィリップ・マーロウにちなんで付けた名前であり、それと同時に荘吉から生き方を教わったことにより、翔太郎と共に「2人で1人」の私立探偵と仮面ライダーを務める。常に右の髪を何かで留めている。
脳内図書館「地球（）の本棚」にキーワードを加えて検索をかけることで、あらゆる知識・技術・体術などの事象の取得・実践を可能とする特殊能力の持ち主。ゆえに探偵業においては、翔太郎が外部調査で収集した情報をキーワードとし、検索によって事件の全貌を解明する役割を担う。
翔太郎とは対照的にマイペースかつクールな性格だが、幅広く深い知識を持つ一方で常識や既成概念に疎く、一度検索を始めると終了するまで周囲がいっさい目に入らなくなる。その一方、一度検索の完了した知識にはほとんど関心を示さず、その興味の対象は日々変化する。当初は知識・データのみを重視することが多かったが、翔太郎と共に探偵業を行ううち、仲間のピンチには自身の危機もかえりみずに戦線に立つなど、理屈を超えた感情面での行動を見せるようになり、特に翔太郎に対しては唯一無二のパートナーとして絶対的な信頼を寄せるようになる。
街のアイドル園咲若菜の熱烈なファンであり、飽きっぽいフィリップが唯一飽きずかつ理論抜きの個人的な視点で捉えている相手でもある。
正体は園咲家の長男にして末子の園咲 来人（）であり、12年前に星降谷遺跡のミュージアム中枢の「ガイアゲート」の発掘作業中に井戸に落ちて転落死している。現在のフィリップは、「地球の本棚」の力によって肉体がデータの塊として再構成された存在である。物語終盤までは「地球の本棚」にも自身の記憶・園咲に関する項目は削除されているかセキュリティがかけられており、自分の出自や正体を探ることができなかった。真実を知った後は、憧れの存在で姉であった若菜とも敵対することになるものの、園咲家全体を救い出す覚悟を決めて戦う。
琉兵衛によるガイアインパクト計画の際、クレイドールエクストリームに制御データとして取り込まれたが、シュラウドの助言・翔太郎の機転・エクストリームメモリの力によって再び肉体を取り戻し、琉兵衛 / テラー・ドーパントを撃破する。しかし、「地球の記憶」に近づき、データの集合体として分解された代償は大きく、消滅は時間の問題となり、Wへの変身もあと一度きりの状態であった。そして、若菜を拉致してガイアインパクト計画を乗っ取った加頭順 / ユートピア・ドーパントの野望を阻止した直後、変身解除と同時に「僕たちは永遠に相棒だ、この地球がなくならない限り」と翔太郎に言い残し、消滅した。
その後、フィリップが消滅した事実を知った若菜の意思によって密かに新たな肉体を授けられ、復活することになった。肉体の再構成には約1年を要したが、その間は人知れず新たなエクストリームメモリの中から翔太郎を見守っていた。ガイアスペースの中で父・琉兵衛をはじめとする家族と再会し、以前の絆を取り戻した彼らから地球の未来を託され、家族の想いを背負って戦い続けることを誓う。
- 翔太郎との対比として、「危険な魔少年」という設定になり、「誰でも知っているようなことを知らない」といった無垢さを持たせることで視聴者に愛される可愛い面を出している。
- 菅田が2017年8月14日深夜（8月15日未明）に放送されたラジオ番組『菅田将暉のオールナイトニッポン』で本作品について明かしたところによれば、本放送当時は変身時に昏倒するフィリップを砂場で真似る子供が急増し、親たちから苦情が来たという。また、同番組の2019年4月8日深夜（4月9日未明）放送分では、本作品の企画書でジョーカーエクストリームの説明を初めて目にした際に困惑したことを挙げ、書面だけでは作品の魅力は把握しきれない旨を明かしている。
- 菅田が2018年4月23日に主演映画『となりの怪物くん』のイベントに登壇した際、彼とのW主演で同じく登壇した土屋太鳳は、本作品を本放送で見てフィリップから元気をもらっていたことを明かしている。

『劇場版ディケイド』
テレビシリーズに先駆けて登場。オーロラカーテンに偶然巻き込まれたことから、シャドームーンとの戦闘に突如参戦し、サイクロンジョーカー・ヒートジョーカー・ヒートメタルにハーフチェンジしながら戦い、シャドームーンを圧倒して大ショッカー基地まで飛ばした。変身は解除しなかったが、テレビシリーズと同様に彼と翔太郎が変身しており、互いに「翔太郎」、「フィリップ」と呼び合っている。ここでディケイドと対面したため、『ディケイド』テレビシリーズの後日譚となる『MOVIE大戦2010』で対面した時に互いを認識していた。
『MOVIE大戦2010』
荘吉を前に動揺する翔太郎を諌める。実は翔太郎の知らないもう1つの「ビギンズナイト」を「地球の本棚」で体験している。
『MOVIE大戦CORE』
亜樹子のマリッジブルーに興味を示す。
『アクセル』
鳴海探偵事務所に所属する私立探偵。喫茶「白銀」にいたところを、逃走中の竜が接触する可能性があるとして、真倉らに見張られる。最初から竜の無実を信じており、後にリリィの手を借りて真倉たちのもとから脱出すると、コマンダー・ドーパントと戦う竜に協力する。
『エターナル』
ミュージアムが遺した試作品ガイアメモリのスイーツ・ドーパントと戦っているところにミーナと出会い、克己の過去を知ることとなる。
『MOVIE大戦MEGA MAX』
復活以降もコンビでの探偵・仮面ライダーとして戦闘を続けている。以前と違い、自身の好奇心からの検索を優先させるなど、他の事情のためにWへの変身を渋ることもある。検索能力によってレム・カンナギの目論見を察知し、最終決戦では弦太朗に「先輩」と呼ばれて感慨深げに変身し、ソラリス率いるゾディアーツ軍団の相手を引き受ける。同作品では亜樹子に代わり、変身後は無防備になる身体を弦太朗に支えられた。
『小説 仮面ライダーW Zを継ぐ者』（以下『Zを継ぐ者』）
テレビシリーズの第32話と第33話の間に起きたエピソードで、ある理由で行動ができなくなった翔太郎の代わりに「左翔太郎」を名乗り、事件の解決に奔走する。シュラウドから渡されたロストドライバーを使用し、仮面ライダーサイクロンに単独で変身する。
小説『S.I.C. HERO SAGA』「KAMEN RIDER W -Playback-」
石ノ森章太郎をショウタロウと呼んでいる。石ノ森にジョーカーメモリを渡し、サイクロンメモリで石ノ森と共に仮面ライダーWに変身する。
本作品では、テレビシリーズ第48話での消滅を経て復活する過程で「身体を持たない者が行く世界」に迷い込んでいた。その際、データ人間という特徴ゆえの記憶が「身体を持たない者が行く世界」を侵食し、風都に変えてしまう。
本来は「悪魔と相乗りする勇気」を持たない石ノ森がWへ変身できたことについて、フィリップは「自分と石ノ森の間に『姉に対する慚愧の念』という共通点があったから同調することができた」と推測している。
『風都探偵』
基本的な設定は翔太郎と同様であるが、頭髪の配色はサイクロンメモリを意識した緑系に変更されている。
- テレビアニメ版での内山の演技は、監督の椛島や翔太郎役の細谷、ときめ役の関根明良に絶賛されており、特に細谷には「インテリジェンスな感じもあるし、謎っぽいところもあってまんまな感じ」とも述べられている。

鳴海 亜樹子（）
演 - 山本ひかる（幼少期：植田紗帆） / 生駒里奈（舞台『風都探偵 The STAGE』）
声 - 小松未可子
本作品のヒロイン。荘吉の娘で、鳴海探偵事務所の権利者。一人称は「あたし」。
20歳だが童顔で子供っぽい言動のため、翔太郎には女子中学生と揶揄される。大阪で長く暮らしていたが、荘吉の所在を追って風都に訪れた。
予想外の出来事に直面した際に口走る「あたし聞いてない！」が口癖。また、常時携帯する専用スリッパで相手（ドーパントも含む。大抵は翔太郎が餌食になるが、オールド・ドーパントが放ったオールドクリークを受けて老人となった翔太郎にはできなかった）を問わずに突っ込みを入れる。
当初は事務所を閉鎖させて翔太郎らを事務所から追い出そうとするが、ドーパント事件に巻き込まれた一件で考えを変えて閉鎖を取りやめ、その正義感も手伝って勝手に探偵事務所所長を名乗ってそのまま事務所に居座る。普段は経理などを取り仕切っているが、目立ちたがり屋で自分の出番に関して敏感であるうえ、良くも悪くも行動力に溢れているため、好奇心に近い行動原理で危険な事件にも強引に首を突っ込み、しばしば翔太郎の調査の足を引っ張る。しかし、その強引な行動や自由な発想による発言が事件解決の糸口になることも多く、父譲りの正義感で身を呈して依頼人を救うこともある。
なお、物語後半では竜に好意を抱いている節が見られ、その部分がコミカルに描かれている。一方、翔太郎に対する日頃の扱いは上記のスリッパも含めて雑であるが、根幹に抱える信頼は非常に厚い。
思い込みが激しい一面もあることから誤解を生んでしまうことがあり、スイーツ・ドーパントの正体を外す、パペティアー・ドーパントである堀之内に命を狙われる、竜と葵の関係による離婚の危機などのトラブルにつながった。
翔太郎とフィリップのコンビに亀裂が入った際には仲を取り持つ、若菜や互いにいがみ合う園咲姉妹に絶望したフィリップに家族を取り戻す気持ちも持たせるなど、鳴海探偵事務所を支える重要な役割を果たしている。『戦国MOVIE大合戦』（以下『戦国MOVIE大合戦』）では、同一の容姿を持つチャチャが登場している。
テレビシリーズ終了後、『オーズ&ダブル』で照井竜と結婚して照井亜樹子になるが、自身の周囲の人物が皆仮面ライダーであるため、「仮面ライダーアレルギー」に陥る、竜を誤解して離婚しようとするなど、夫婦関係は波乱万丈。
『MOVIE大戦2010』
父の死を知って一時ショックを受けるも、翔太郎から聞いた父のポリシーを受け継ぎ、依頼人のためにと気丈に「死人還り」を捜査する。
『MOVIE大戦CORE』
照井竜と入籍するが、自分の周りの男性全員が仮面ライダーであり、自分より事件解決を優先する態度に憤慨し、「仮面ライダーアレルギー」に陥ってしまう。そして、プテラノドンヤミー（雄）に連れさらわれ、メモリーメモリの能力で父の過去を知ることになる。
『アクセル』
竜との結婚後の生活が描かれており、充実した日々を送っていたが、入籍したにもかかわらず夫が自分のことをいつまでも「所長」と呼んでおり、下の名前で呼んでくれないことに関してだけは不満を抱いている様子が描かれている。
夫がとある事件に巻き込まれて指名手配された時には、自分以外の女と逃亡した竜に激怒し、離婚届を携えて独自に追跡した末に彼を捕えて問い詰めるが、その際に竜が葵を名前で呼んだことで不満が爆発し、離婚を決意してしまう。その後、失意に暮れていたところを相模に捕まり、人質にされてしまうが、竜によって救い出されて彼の言葉と葵の後押しにより、和解する。
『風都探偵』
『オーズ&ダブル』以降の設定が引き継がれており、竜との入籍による改姓の後も事務所では旧姓を用いている。
竜に保釈された「T字路の魔女」ことときめを事務所で預かり、翔太郎の助手とする。Wへの変身時に倒れるフィリップをキャッチする反応がときめの方が優れてきたことにショックを受けている。

鳴海 荘吉（）
演 - 吉川晃司
声 - 津田健次郎
亜樹子の父で、鳴海探偵事務所の旧所長。ロストドライバーとスカルメモリを用いて仮面ライダースカルに変身する。
『ビギンズナイト』当時の詳細は仮面ライダー×仮面ライダー W&ディケイド MOVIE大戦2010#鳴海荘吉を参照。その当時が描かれる『風都探偵』のビギンズナイト編では、『MOVIE大戦CORE』で相棒のマツが変身するスパイダー・ドーパントを倒した後、マツを手に掛けた自責の念から探偵業を休業して鳴海探偵事務所に引き籠っていたが、幼少期の翔太郎と出会ったことから緩和されていったことも明かされている。

## 風都署関係者
照井 竜（） / 仮面ライダーアクセル
演 / 声 - 木ノ本嶺浩 / 上野凱（舞台『風都探偵 The STAGE』）
声 - 古川慎
風都警察署に配属されたエリート刑事。一人称は「俺」。
単独行動を好み、常に革ジャンのライダースファッションを着用するなど刑事らしからぬ風貌だが、非常に優秀であることから若くして警視に就任し、ドーパント関連事件の捜査を担当する「超常犯罪捜査課」を設立してその課長となる。普段はドゥカティ社製の赤いカスタムバイク「ディアブロッサ」に乗る。一警察官として優秀なだけでなく、格闘技やバイクの操縦技術にも精通している。
父に警察官の雄治（）を持つ警察官一家で生まれ育ち、父と同じく警察官の道を歩む普通の青年だったが、1年前の夏、自身の昇進の日に「W（ダブリュー）のメモリの氷の怪人」が起こした無差別殺人によって父と母・真由美（）と妹・春子（）の命を奪われた過去を持っており、家族の仇に復讐するためにシュラウドからエンジンブレードとアクセルメモリ、そしてアクセルドライバーを授けられ、ドーパントと戦う力を得る。
登場当初は自分の復讐を否定されたうえ、犯罪者に対する考え方の違いなどから、翔太郎たちと馬が合わなかったが、インビジブルメモリの事件を通して翔太郎たちから「仲間」と認められ、自身も彼らを「大切な仲間」だと自覚するようになった。以降の事件では翔太郎たちの窮地に積極的に駆けつけ、彼らを助けている。また、鳴海探偵事務所にも積極的に訪れるようになった。
井坂 / ウェザー・ドーパントとの戦いの最終局面においては、井坂への復讐のためではなく、春子の面影が重なる少女・島本凪を救うために自らの限界を超え、アクセルトライアルのマキシマムドライブを制御する力を身に付け、ついに井坂を倒した。
性格はハードボイルドを地で行く隙のない孤高の一匹狼で、他者に質問されることを極度に嫌う。質問されればほとんどの場合「俺に質問するな！」と一蹴する。しかし、クールに見えて実はかなりの激情家であり、過剰な復讐心から暴走しやすく、警察官としての自覚の足りなさも持つ。ただし、それらの性格は井坂への復讐心によって構築された部分が大きく、彼を倒した以降は子供の扱いに難儀する、異性に対する免疫が皆無など、人間味溢れる一面を見せるようになる。
後に自分がドーパントの精神攻撃に耐性が強い特殊体質（テラーのテラーフィールドやオールドのオールドクリークへの耐性が強い）であること、それを知ったシュラウドが園咲琉兵衛 / テラー・ドーパントへの対抗策として自分を利用していたこと、井坂にも同様の目的でウェザーメモリを与えていたことを知り、今度はシュラウドへの憎しみに執着しかける。しかし、事件の当事者の姿を通してシュラウドの行動理念の根底が「息子（フィリップ）を救おうとする親の愛」であったことを理解した後、彼女の犯してきた罪を赦すと共に「憎しみの力ではなく仮面ライダーとして琉兵衛を倒す」と誓い、翔太郎やフィリップと共にこれを成し遂げた。ミュージアムが壊滅し、財団Xが風都から撤収した後も超常犯罪捜査課に残り、鳴海探偵事務所と共にドーパント犯罪の取り締まりを続けている。
主人公の翔太郎を名字の「左」と呼ぶ数少ない人物である。
『戦国MOVIE大合戦』には彼にそっくりなヒデヨシが登場している。
- アクセルに変身する際の掛け声は、「変ッ、身！」と間を空けて叫ぶが、これはWとの違いをはっきりさせるためのアドリブであったことが、演じている木ノ本により明かされている。

『MOVIE大戦2010』
テレビシリーズに先駆けてエンドロール終了後の追加シーンで風都タワーに現れ、アクセルメモリを持ちながら「風都にいる仮面ライダーは一人じゃないぜ」と発言した。
『MOVIE大戦CORE』
亜樹子と結婚、『アクセル』では甲斐甲斐しく主夫を務める傍ら、引き続き刑事として、同時に仮面ライダーとしてドーパント犯罪に立ち向かっている。
『アクセル』
主人公として登場。風都警察署超常犯罪捜査課の課長を務める刑事。妻・亜樹子のことを結婚前と変わらず「所長」と呼ぶが、自分にとっては特別な呼び方らしい。
連続スリ殺害事件の捜査中、その犯人であるコマンダー・ドーパントの策略によって警察から追われる身となったうえ、葵にアクセルメモリをスラれたことから、生身で戦わなければならなくなる。翔太郎たちの影響で支えてくれる誰かがいれば運命は変えられると信じており、コマンダー・ドーパントの誘惑にも応じず、彼のことも法で裁く道を選んだ。
『ドライブサーガ 仮面ライダーチェイサー』
警視庁と風都市の管轄の境目で発見された死体（後にロイミュード077と判明）が「ガイアメモリ」を所持していたことで、泊進ノ介（仮面ライダードライブ）と詩島剛（仮面ライダーマッハ）の前に現れ、ガイアメモリが関わるため警視庁に捜査権はないと主張し、進ノ介と剛を追い払おうとする。この時、進ノ介に「福井警視」と間違って呼ばれ、すぐさま「照井です」と訂正している。進ノ介が警視庁の仮面ライダーだということは知っており、ロイミュード077が復活した際には協力してこれを倒した。他人から質問されることを嫌う性格はあまり変わっておらず、初対面時の進ノ介と剛からは「ロイミュードより手強く恐い人」という印象を持たれていた。電話越しだが亜樹子（未登場）のことは現在も変わらず「所長」と呼び続けているうえ、彼女との間に「春菜」という名前の娘が生まれたことも明らかとなっており、娘の前では非常に甘い性格になっている。

刃野 幹夫（）
演 - なだぎ武（ザ・プラン9）
声 - 堀内賢雄
風都署の巡査からの叩き上げの刑事。一人称は「俺」。翔太郎とは彼が幼少期のころからの古い付き合いで、良き理解者。昆布茶が好物で、超常犯罪捜査課室の在庫が切れていると仕事中でも真倉に買いに行かせる。
制服警官時代は不良になっていた学生時代の翔太郎を更生させようとよく追いかけ回しており、それが元で彼からは「ジンさん」と慕われている。ドーパント関連事件における翔太郎の手腕を信頼しており、彼へ積極的に捜査情報や資料を提供する見返りに事件解決の手柄は貰う協力関係を結んでいる。お気楽で調子がいいものの、知人が道を誤った際には根気よく接する人格者。また、不良時代の翔太郎を追いかけては同じ嘘に何度も騙されるなど非常に騙され上手で、嘘を言っていた相手でさえ最後は自分の嘘に付き合わされてしまうほどである。肩こりが持病で、常にツボ押しを携帯している。
翔太郎たちのお陰とはいえ、これまでのドーパント関連事件について実績があったため、竜が風都署に赴任してからは彼が設立したドーパント関連事件を専門に担当する超常犯罪捜査課に配属され、直属の部下になった。作中ではその言動からいわゆるコメディリリーフのポジションにあるものの、翔太郎のささいな変化に気づく、仮面兵士と戦うといった活躍もみせる。
ネット版『仮面ライダーW FOREVER AtoZで爆笑26連発』では、酷似した容姿の刃野博士が登場している。
- キャラクターのイメージは、『探偵物語』で成田三樹夫が演じた服部。

『MOVIE大戦2010』
「死人還り」に関する情報を届ける。荘吉に打ちのめされて「探偵を辞める」と言った翔太郎の変化を見抜く。
『MOVIE大戦CORE』
竜と亜樹子の結婚式に招待される。過去の風都で、メリッサのコンサートに乱入したスパイダー・ドーパントに立ち向かった際、荘吉と出会っていた。
『アクセル』
コマンダー・ドーパントの分身体である仮面兵士たちと周囲の環境を巧みに利用した格闘術で傷つきながらも単独で渡り合うが、腹部を撃たれてしまう。同作品にて、階級が警部補であることが判明した。

真倉 俊（）
演 - 中川真吾 / 相澤莉多（舞台『風都探偵 The STAGE』）
声 - 沢城千春
風都署の刑事で刃野の後輩。一人称は「俺」。
刃野とは違い、部外者である翔太郎が事件に関わることを快く思っておらず、しばしば衝突する。そのため、刃野が翔太郎に情報提供する際は何かと理由をつけて追い払われるが、憎まれ口を叩きつつも何度も探偵事務所を遊びに訪れるほか、オールド・ドーパントの力で翔太郎が老化した際には世話を焼くなど、仲良くやっている。翔太郎のことは「探偵」と呼んでいる。
あだ名は翔太郎に勝手に命名された「マッキー」で、当初はそう呼ばれるたびに「真倉刑事と呼べ！」と激昂していたが、いつしか受け入れてしまい、亜樹子からも呼ばれていた。
正論を口にすることもあるが、警察官としての信念がどこか空回りしており、翔太郎や刃野を初めとした周囲の人物からは「ナマクラさん」と三下扱いされてからかわれるなど不遇な扱いを受けることもしばしば。基本的には善人だが権力に弱く、一般市民や容疑者など自分より下と見なした相手には高圧的な態度を取り、自分より立場が上な人間でも何らかの形で不利な状況に追いやられると途端に手のひらを返すなど、典型的な「強いものには媚を売り、弱いものには威張り散らす」タイプ。
ネット版『仮面ライダーW FOREVER AtoZで爆笑26連発』では、酷似した容姿の真倉助手が登場している。
- キャラクターのイメージは、『探偵物語』で山西道広が演じた松本。

『アクセル』
『MOVIE大戦CORE』と同じ髪型で登場。竜が警察から追われる身となっても、疑念こそ抱いてはいたが上の命令にやむなく従っていた。また、終盤では刃野に髪型が変わったことをいじられている。

## 風都イレギュラーズ
風都の人間関係や裏事情に精通した、街の変わり者たち。翔太郎には情報屋として愛用されており、彼のことを「翔ちゃん」と呼んでいる。
- 「風都イレギュラーズ」の名は、「シャーロック・ホームズシリーズ」に登場する浮浪児集団「ベイカー・ストリート・イレギュラーズ」に由来する。これはもともとは番組スタッフ間での通称として用いられていたものであり、劇中でそう呼ばれることはないが、第48話冒頭の人物相関図でこの呼称が使われたほか、関連書籍[32][33]やテレビスペシャル『仮面ライダーW大百科[注釈 17]』ではこの通称で紹介されており、『Zを継ぐ者』ではフィリップたちがこの通称で呼んでいると説明された。どの人物も愛称で、本名や年齢は不明。

ウォッチャマン
演 - なすび
声 - 伊丸岡篤
街中の美女を撮影し、画像をブログに掲載する趣味を持つ男性。「ウォッチャマン」という名はインターネット上でのハンドルネーム。一人称は「俺」または「僕」。行動範囲が広いことから情報屋としては最も優秀で、翔太郎がしばしば利用する。報酬目当てで依頼に的確な対応を行なう一方、「探偵と言えば情報屋」という翔太郎の古風な探偵像を小馬鹿にしている面もある。iPhone 3Gをはじめとして、ソフトバンクモバイルの携帯電話を多数愛用している。自転車マニアという一面も持っており、インターネットオークションで手に入れた「ふうとくんバイシクル」は一番のお宝である。
『風都探偵』でもテレビシリーズと同様の設定で登場するが、携帯電話はスマートフォンに乗り換えた模様。

サンタちゃん
演 - 腹筋善之介
時季にかかわらずサンタクロースの衣装にサングラスという怪しい風貌で、街の子供たちに玩具をプレゼントしながら徘徊するサンドイッチマンの男性。一人称は「俺」。子供たちの人気者である。プレゼントは1回だけ事件解決の小道具として翔太郎が使用したことがあるが、実際の品物としてはあまり役に立たない。クイーンやエリザベス、ウォッチャマンとは仲が良く、特にウォッチャマンとは「風麺」で食事をしている場面が多いが、メンマは苦手。
本人曰く財政難らしく、普段の商店の看板持ちを含めてフリーターという面も持ち、「消えても気にされない（ガイアメモリの実験台として最適の）人間」としてガイアメモリ流通関係者に目をつけられる、窓拭きのアルバイトで骨折するなど不運が多かったが、ミュージアム壊滅から1年後にはペットショップの店長になっていた。そのため、『風都探偵』では店長と呼ばれるようになっている。

クイーン、エリザベス
2人組の女子高生。風都の高校生についての事情に精通しており、学生が絡む事件の際には翔太郎に情報を提供することが多い。共に典型的な「今どきの女子高生」。
作中の歌番組『フーティックアイドル』のコンテストにより芸能界デビューを果たした。コンテストで順調に勝ち進んでいたが、後述の影響で脱落したものの、事件が解決した後にエリザベス曰く「番組関係者が口利きしてくれた」ことでCDデビューということでこうなった。Queen & Elizabethも参照。
『風都探偵』では女子大生となっており、今でも女子高生たちのカリスマのアイドルユニットとして活動している。「愛しのq」で、名前の由来が客船クイーン・エリザベスであることが判明した。
クイーン
演 - 板野友美（AKB48）
やや大人びて冷静な性格で、エリザベスへのツッコミ役を務める。一人称は「私」。「可愛くない」が禁句。『運命のガイアメモリ』では、T2メモリ「クイーン」に惹かれ、半ば憑りつかれるように挿そうとしていた。
『風都探偵』の「愛しのq」で、翔太郎のことが気になってはいたが踏み出せなかったこと、ときめを応援していること、翔太郎が仮面ライダーであることに薄々感づいていたことが判明した。
エリザベス
演 - 河西智美（AKB48）
明るく子供っぽい性格で、フィリップのことを意識している。一人称は「あたし」。『運命のガイアメモリ』では、T2メモリ「A」「K」「B」を女子高生ルートで集めていた。
『風都探偵』の「愛しのq」で、翔太郎とフィリップが仮面ライダーであることを知った。

青山 晶（）
演 - 嘉数一星
声 - 小林大紀
テレビシリーズ第49話に登場した小学6年生。姉の唯（演 - 小池唯）を助けて欲しいと依頼しに来た。
「自分一人では何もできない」と公言していたが、「自分も本当は一人じゃ何もできないが、無理やり踏ん張っているだけ」と翔太郎から諭された。
『風都探偵』では最年少で風都イレギュラーズ入りを果たし、中学生となっている。「自分一人では何もできない」と公言するのはテレビシリーズのころから変わらないが、現在は「他人の力を借りて物事を進める」という意味合いに変わるなど、大きな成長を見せている。

SNACK & COFFEE 白銀
フランク 白銀（）
演 - 山野史人
テレビシリーズ第27話・第28話に登場。リリィの祖父。長年、風都で興行を打ってきたベテランマジシャン。本名は白銀 匡。
『アクセル』
マジシャン引退後、喫茶店「SNACK & COFFEE 白銀」を営んでおり、客からは「マスター」と呼ばれている。
『風都探偵』
「SNACK & COFFEE 白銀」のマスターとして登場。店舗は、翔太郎が風都イレギュラーズと情報交換するための情報基地や、探偵事務所以外で依頼人と話す場所としても使われている。
テレビシリーズでリリィを救ってくれた翔太郎たちへの恩を重んじており、調子に乗るリリィをたしなめている。
リリィ 白銀（） / インビジブル・ドーパント
演 - 長澤奈央
声 - 貫井柚佳
テレビシリーズ第27話・第28話に「インビジブル」のメモリの使用者として登場。フランク白銀の孫娘で見習いマジシャン。本名は白銀 理恵。
インビジブルメモリの過剰適合者で井坂深紅郎に目をつけられ、「引退するフランク白銀の華を添えるため、マジックを成功させたい」という願いからメモリに手を出す。インビジブル・ドーパントとして透明化する能力を手に入れたが、透明化の自制が利かなくなったため、探偵事務所に助けを求めて依頼してきた。
依頼通りメモリを渡した井坂に会うとメモリを自在に扱えるように手術するよう懇願し、撤退した井坂の手によって任意で透明化できるようになる。しかし、井坂が改造したインビジブルメモリによって透明になるたびに生命力を吸い取られ、命の危機に瀕する。その対処方法はフィリップの検索によって判明し、アクセルのエンジンブレード・エレクトリックの効果で一度心臓を停止させられてメモリが排出された後、再び電撃で心臓を動かされたことによって一命を取り留め、事情を酌まれて逮捕もされずに済む。事件解決後は竜に惚れ、頬にキスをした。
- 演じる長澤は、第27話・第28話監督の坂本浩一の要望で起用された。これ以降、長澤は坂本作品の常連女優となった。

『アクセル』
本業の傍ら、祖父のフランクとともに喫茶店を切り盛りしており、翔太郎たちの行きつけの店になっている。結婚した竜に未だ好意を持っており、彼への不満を愚痴る亜樹子をからかう。
翔太郎たちが警察に見張られた際には脱出マジックで逃走を手伝う。
『風都探偵』
喫茶店を切り盛りする一方、テレビシリーズでの件を忘れて調子に乗ってはフランクにたしなめられている。

## その他の登場人物
「風麺」のマスター
演 - どうきひろし
テレビシリーズ第17・41話のほか、『運命のガイアメモリ』『超バトルDVD』『仮面ライダーアクセル』『MOVIE大戦CORE』『レッツゴー仮面ライダー』『スーパーヒーロー大戦乙』『平成ジェネレーションズ FOREVER』『風都探偵』に登場。風都市内でラーメン屋台「風麺」を営んでいる中国人風のトーンの高い喋り方が特徴の男性。ひょうきんかつ陽気な性格だが不幸体質な一面もあり、怪人に屋台を壊される、スリグループに財布を盗まれるなど、災難に巻き込まれることも少なくない。
『ドライブサーガ 仮面ライダーチェイサー』では、マスターは登場しないが「風麺」の屋台が登場。
『風都探偵』でも、風麺を営む姿が描かれている。
ネット版『仮面ライダーW FOREVER AtoZで爆笑26連発』
『ガイアメモリ研究所』で刃野博士が真倉助手に「UFO」のメモリを挿そうとしたが避けられ、マスターに挿さったために「UFO・ドーパント」に変身した。
『アクセル』
バッグに入ったお金を葵らにスラれた。
ネット版『仮面ライダー×スーパー戦隊×宇宙刑事 スーパーヒーロー大戦乙』
『客のいない屋台の謎 仮面ライダーバース編』に登場。タイトル通り、「客のいない屋台」についてさまざまな推論が展開されている。
『平成仮面ライダー20作記念 仮面ライダー平成ジェネレーションズ FOREVER』
経緯は不明だが翔太郎からWライドウォッチを預かっており、常磐ソウゴにそれを託す。

## 園咲家
自らを「地球に選ばれた家族」と称する、風都への多大な影響力を持つ富豪一家。裏の顔として秘密結社ミュージアムを設立しており、財団Xによる支援のもと、ガイアメモリの研究およびそれを人々に供給してドーパントによる事件を誘発させる根源的存在でもある。一家の裏の顔を知るごく一部の者を除き、一家専属のメイドたちでさえ仕事以外では関わってはならないとされ、風都署はおろか警察自体すら園咲家の詮索は不可能である。
「理想の社会の構築」を目的とし、風都とその住民を「地球の記憶」の巨大な実験場にしている。ただ、琉兵衛にその野心が芽生える前はごく普通の裕福な家庭であり、家族で楽しい一時を過ごしていたらしいことが回想シーンで描写されている。
当初、翔太郎たちは直接対峙した霧彦や冴子以外は組織の幹部であることを知らなかったが、中盤に組織を抜け出した山城諭の告白により、その存在が明らかとなった。
第46話にて仮面ライダーWおよびアクセルとテラー・ドーパントとの激戦の末に園咲邸は炎上し、琉兵衛の死と共に壊滅する。
最終話では来人を除く4人で地球の未来を来人に託すことを選択し、成仏する描写がなされている。琉兵衛の妻・文音についてはシュラウド、長男・来人についてはフィリップの項を参照。
各自、園咲家の者にしか使用できない上位種のガイアメモリ・ゴールドメモリとガイアドライバーにより、一般のドーパントを凌駕する能力を誇る幹部級のドーパントに変身する。
- ネーミングには日本一有名な家族アニメをもじったものがいくつかある[10]。

園咲 琉兵衛（） / テラー・ドーパント
演 / 声 - 寺田農
声 - 宝亀克寿
園咲家の家長で、ミュージアムの創設者にして首領。一人称は「私」。
風都博物館館長という表の顔を持つ。表面的には笑顔を絶やさず穏やかで、家族には優しく食事など団欒に興じるが、その本性は園咲家が風都の頂点に立つことを当然と認識し、自身の行いによる市民の被害も意に介さない非情さを見せ、家族でさえも自身の意に沿わなくなれば笑いながら始末する冷酷な人物。家族の中では絶対的な権力を持っており、いかなる揉めごとも制止させる。
ケーキなどの甘味に目がなく、有能なパティシエの作った菓子を楽しむことを日課とする。また、自身も料理の腕前は高いらしく、園咲家の最後の晩餐では手料理を振る舞っている。
元は家族とともに星降谷で多くの遺物を発掘していた考古学者であったが、ガイアゲートに来人が転落して死亡し、データの塊として復活した彼が「地球の記憶」と繋がる力を得たことを知ったことから、地球のすべてを知ることで園咲家を人類を進化に導く「地球に選ばれた家族」にし、神の領域に登り詰めるためにガイアメモリを扱う組織を結成した。
実は最初から冴子ではなく若菜をミュージアムの後継者（女王）にするつもりだったらしく、Wの登場や冴子の造反は若菜に決意を促す「火付け役」としてあえて黙認していたに過ぎず、Wのエクストリームへの覚醒すらクレイドールの進化のための布石だったと発言している。終盤にて最終計画ガイアインパクトにより、人類そのものを地球と一体化させることで非絶滅種族にしようと企てていたことが判明する。
最終作戦ではテラーの力で翔太郎の戦意を喪失させ、発狂死寸前まで追い込んだうえでフィリップを制御プログラムにし、若菜をガイアインパクトで完全な「神の巫女」へ昇格させようと目論んだが、フィリップとの「約束」を思い出すことで恐怖を乗り越えて復帰した翔太郎がWの変身システムを利用してフィリップを呼び戻したことでガイアインパクトに失敗したうえ、Wとアクセルの共闘や連携攻撃にテラーの特性の欠点（後述）を突かれて敗北する。最後はテラードラゴンの墜落で炎上する屋敷内へ入り、若菜が地球の記憶を受け継いだことを確認すると、幸せだった当時の家族との思い出を回想しながら炎の中でダンスを続け、崩れゆく屋敷と運命を共にする。
フィリップが若菜に蘇生させられたときは、ガイアスペースで以前の穏やかな息子想いの父に戻っており、「この星の中からお前を見守っている」と言い残して家族と共に消えた。
『仮面ライダーディケイド』の光栄次郎とは、「栄ちゃん」「琉ちゃん」と親しく呼び合う友人関係にあり、屋台で酒を酌み交わしたり駄弁ったりしている。なお、栄次郎と接する際は園咲家の家族の前での威厳に満ち溢れた様子とは打って変わって軽妙でラフな話し方をしており、孫娘の教育談義に熱が入るなど、素は結構軽い性格をしていることが分かる。
『仮面ライダーゴースト 伝説！ライダーの魂！』では、フレイによって呼び出された怪人としてテラー・ドーパントが登場。恐怖を乗り越えたスペクターを見て、以前にも乗り越えた者がいたことを示唆する発言をしている。ダブル魂となったスペクターに敗れ「家族の元へ帰る」と言い残し爆散した。

園咲 冴子（） / タブー・ドーパント / Rナスカ・ドーパント
演 / 声 - 生井亜実
声 - 佐藤聡美
園咲家の長女。30歳。一人称は「私」。
ミュージアム傘下でガイアメモリを製造販売するIT企業「ディガル・コーポレーション」の女社長で、メモリ流通の最高責任者を務めている。冷徹な経営能力と卓越した戦闘能力を持つ。性格は冷酷非情で、ビジネス面で自分の利益となる話でなければ聞く耳すら持たず、一度無能・用済みと判断した者は容赦なく切り捨て、目的のためならば身内であろうと犠牲や利用も平然と行う。彼女が経営する会社は、「遅刻者はクビよ」と言い出したり、開発チームが立てたプランを彼女にダメだと言い出したらその開発チーム全員をクビにしたりするなど、厳しい社風だとうかがえる。
幼少より一家の跡継ぎとしてスパルタ教育を受けており、父への憎しみから琉兵衛を倒して自分がミュージアムを統括するという野望を抱いている。若菜に対しては自由奔放に育てられていたことを目の敵にし、憂さをぶつけていた。
フィリップ（来人）奪回の失敗などにより新型のガイアメモリの開発が難航し、琉兵衛から釘を刺され焦りを浮かべ、新たに自分の利益になると判断して井坂に接近するが、さらに彼と関わり続け、自分の心を見透かす井坂に惹かれていく。彼の真意を聞いたことで結託、琉兵衛を追い落とそうとミュージアムを離反するが、井坂の死によって計画は予想外の失敗に終わり、反逆者としてミュージアムから追われることとなる。
その後も逃亡を続けていたが、ミックの奇襲でガイアドライバーは破損し、タブーメモリも失ってしまう。その後、加頭に保護され、彼に協力関係を結ぶよう申し込まれるが、それを拒否。掃除婦に偽装してまで亡き夫の「ナスカメモリ」を入手し、自身の意地のみで家族や仮面ライダーたちへ復讐する道を選んだ。
若菜との激しい戦いでナスカメモリをブレイクされた後、「ミュージアムの新しいトップ」として加頭に身柄を狙われることとなった。憎しみの中にも自分を認めさせたかった父を失ったことで何かが吹っ切れたのか、翔太郎たちに協力的な態度を見せており、彼らに財団Xの存在や加頭の拠点「CHARMING RAVEN」の場所を知らせるヒントを教えた。
フィリップを失いたくないゆえにWに変身せず、単身でユートピア・ドーパントに立ち向かい、殺されそうになっていた翔太郎を助け、ユートピア / 加頭を攻撃するもNEVERである彼を倒せず、逆に若菜ともども拉致される。
その後も園咲の人間としてのプライドから加頭に反抗し、若菜を逃がすためにタブーに変身して戦うが、圧倒的な力を持つユートピアには敵わず倒されてしまう。そして、「最も憎んでいた妹を救おうとして死ぬ」という自らの皮肉な運命を自嘲しながら、駆けつけた翔太郎の前で息を引き取った。
ガイアスペースではフィリップや若菜に対して優しい昔の性格に戻っており、フィリップに「風都を守る風でいなさい」と励まし家族と共に消えた。

園咲 若菜（） / クレイドール・ドーパント
演 / 声 - 飛鳥凛（幼少期：笠菜月）
声 - M・A・O
園咲家の次女。21歳。一人称は「私」。
ラジオ局「WIND WAVE」の人気番組「園咲若菜のヒーリング・プリンセス」のDJ。風都では絶大な人気を誇るアイドルで、ファンからは「若菜姫」と呼ばれる。刃野やフィリップも彼女のファン。姉の冴子と違って表向きは人当たりが良いが、裏では周囲のあらゆる人間を見下しており、気に入らないことがあると露骨に不快な顔をして舌打ちするなど、裏表の激しい性格である。その際の口癖は「何で私を怒らせるの!?」。
スパルタ教育を受けていた冴子に比べると甘やかされて育てられ、子供のころに冴子から八つ当たりで酷い苛めを受けている。それが前述の性格を形成した要因となり、冴子に対してことあるごとに突っかかりや因縁をつけ、彼女が失態を犯した時には陰でせせら笑い、霧彦や井坂といった冴子が見染めた男性もことごとく嫌っている。しかし、自分を慕っていた来人には愛情を持っていたために良心や優しさは残っており、彼女自身が弟の面影を重ねるフィリップとの交流を通し、そんな自分と向き合うようになる。
冴子の離反と、彼女の代わりに後を継ぐことになったせいで前以上に不安定な状態が顕著になっていき、迷った末にフィリップと駆け落ちを図るも琉兵衛に阻止され、フィリップの素性を明かされた上で「この星のため」と説得を受け、一転してミュージアム後継の道を選ぶことになる。組織の中核としての才覚は冴子よりも優れており、彼女がミュージアムを指揮監督するようになってから、計画の進行の遅延が改善している。
ガイアインパクトの実行のためにフィリップを制御プログラムとして地球の意思に接続しようとしていたが、翔太郎の復活により失敗。その身に地球の記憶が宿った状態で、一命は取り留めたが、加頭に連れ去られる。データ化した状態で財団Xの持つ人工衛星にダウンロードされるところだったが、冴子によって阻まれ、フィリップの依頼によって、その場に現れた翔太郎に救出される。その際、自分を憎んでいたはずの姉に助けられたことに衝撃を受けていた。
Wとユートピアの最終決戦の後は、警察病院にその身柄を保護されたが脱走し、その際に聞いた翔太郎の話から、自分のためにフィリップが消滅してしまったことを知る。その後は父や地球のためではなく、今の自分が本当に望むことは何かを考える。そして、シュラウドのもとを尋ねて教えを請い、自身をフィリップ復活のための代価として使うことを決意した（本人は「私なりのガイアインパクト」と称している）。その身体はエクストリームメモリとして再構成され、メモリの内部空間で約1年をかけてフィリップの身体を構築した。

園咲 霧彦（） / ナスカ・ドーパント
演 / 声 - 君沢ユウキ
声 - 石川英郎
旧姓は須藤（）。黒スーツ姿に妹・雪絵（）が婚約祝いに贈った、白地の中央に一点血が滲んだような配色のスカーフを着けている。一人称は「僕」もしくは「私」。
元はディガル・コーポレーションに勤務する一介の「闇のセールスマン」だったが、史上最多の販売実績を冴子が見初めて園咲家の婿養子として街の名士に成り上がり、組織の幹部入りを果たす。婿入り後は冴子直属の部下としてガイアドライバーとガイアメモリを授けられ、商談や戦闘などの第一線に立っていたが、それを常に妨害するWに興味を持ち、その正体が翔太郎であることを知って幾度となく挑戦する。
キザな性格で自信家ゆえに得意げに話す癖があり、余裕と営業用の笑みを常に絶やさないが、陰での鍛錬も欠かさない。ガイアメモリについては人間を素晴らしい存在に進化させる理想的な手段との見解を持つが、同時にガイアメモリの危険性も理解し、相応に分別や矜持へのこだわりを持つため、未来を担う子供たちにはガイアメモリを売らない主義を頑なに貫く姿勢を持つ。
風都への純粋な愛着は同じ風都育ちの翔太郎と同様であり、小学3年当時には風都のイメージキャラクターふうとくんをデザインしてコンクールで優勝している。物語中盤、散髪中にたまたま隣に座っていた翔太郎と意気投合し、その直後に相手の正体を知って戦うことになるが、互いに街を愛するものと認識し合う。また、そのことから唯一の肉親である雪絵には、何かあったら鳴海探偵事務所を頼るよう言い遺していた。
ミュージアムが子供たちや自分を含めた風都の全住人を実験対象としか見ていなかったことを知り、園咲家から離反してWと共闘した後、メモリの副作用ゆえに自分の寿命が長くないことを悟りつつ、翔太郎にふうとくんのキーホルダーと街の未来を託して立ち去る。その後、冴子に離反を持ちかけるも用済みと判断されて処刑され、灰塵と化して消滅する。表向きには事故死とされたその報道は、翔太郎に「風都を愛する者同士」として虚無感を覚えさせた。
- 後ろ手を組むポーズは、霧彦役の君沢の提案によるもので、心理学的に自信の現れという意味合いとなっている。そのため、第4話で琉兵衛と対峙する際には後ろ手を組んでいない。

『MOVIE大戦2010』
「死人還り」を行うドーパントの力に目を付け、彼と戦うWを襲撃する。偶然琉兵衛と屋台にいた栄次郎を「死人還り」を起こした者と予測していた。DC版で三人一緒に変身するシーンが追加される。

ミック / スミロドン・ドーパント
声 - 赤羽根健治（ゲーム『memory of heroez』） / 高戸靖広（アニメ『風都探偵』）
園咲家の飼い猫。品種はブリティッシュショートヘア。
琉兵衛がフィリップ＝来人の3歳当時に買い与えた猫で、名付け親もフィリップ。猫ではあるが琉兵衛に寵愛され、園咲家では晩餐会に参加するなど親族同然の扱いを受け、メモリと首輪型のドライバーを与えられている。気性が荒く、家族には懐くが、霧彦や井坂にはまったく懐かない。食事の時には琉兵衛に抱かれている。
ミュージアムへの反逆者や失態を犯した構成員の抹殺を行う処刑人の役目を担っており、琉兵衛の命令であれば霧彦や冴子であろうとも容赦なく抹殺の対象として追跡・始末するが、あくまでも命令にしか応じないうえに自らの意志で戦うことも無く、状況の突然の変化には対応できない。
少なくとも14歳以上とかなりの老齢ながらまだ元気で、普段は猫らしく屋敷内や街を自由気ままに徘徊している。知能は非常に高く（あくまで猫としては）、琉兵衛直属の用心棒を務めており、猫ならではの隠密性を活かした標的の追跡・捕獲、要人の護衛といった諜報活動も行っている。
終盤でWやアクセルと最終計画のキーアイテム・イーヴィルテイルの争奪戦を繰り広げるが、園咲家のデータを閲覧したフィリップによる園咲家での特別な御馳走をもらう際の独特な仕草を利用した術中にはまり、左右に細長いもの（メタルシャフト）を振り、移動させたい場所を指されたことで鎮座し、メタルスタッグブレイカーでドライバーを破壊されてメモリブレイクされる。その場はテラーの出現を受けて逃亡したが、ミュージアムの壊滅後はフィリップの「依頼」により翔太郎が保護する。最終的には鳴海探偵事務所の飼い猫となり、新たな飼い主の亜樹子らにもすぐに懐いている。
テレビシリーズ最終話には登場しないが、冒頭で翔太郎がキャットフードを購入しているシーンがあるため、存命していることがうかがえる。
- 演じるネコは品種名から名づけられた「ブリトニー（ブリちゃん）」。2021年3月時点でも生存しており、『風都探偵』のインタビューでは寺田と再会を果たして彼を感動させている。寺田によれば、テレビシリーズ撮影当時はなかなか言うことを聞いてくれずスタッフも苦労させられており、抜け毛が多いことから1カット撮り終えるたびに衣装担当が掃除してくれたという。

『風都探偵』
鳴海探偵事務所へは気が向いた時にしか戻ってこないが、その際には「街」による風都の異変を感知して翔太郎たちを導くなど、かつて経験したガイアメモリの影響による知性の高さをフィリップに分析されている。新たに事務所の一員となったときめには亜樹子の時よりも即座に懐いており、彼女を驚かせている。
なお、事務所で飼われているという設定を踏まえ、ドアの下部にはミック専用のペットドアが追加されている。
短編SDアニメでは心の声で人語を喋っており、一人称は「我輩」で、好きな食べ物はアクアパッツァ。

### 園咲家の関係者
シュラウド
声 - 幸田直子
その名の通り、全身を黒いロングコートに包み、顔をサングラスと包帯で覆った長髪の女。一人称は「私」。
その容貌から、亜樹子には「ミイラ女」と呼ばれた。家族の仇への復讐に燃える竜にアクセルとしての力を与えた人物。また、鳴海探偵事務所を古くから知ると発言するなど荘吉との関わりも示唆されており、フィリップのミュージアムからの救出を荘吉に依頼し、彼の救出後も新しいメモリガジェットの設計図とギジメモリを送付し、窮地にはアクセルに与えたガンナーAやエクストリームメモリで救出するなど、度々支援を行っている。
本名は園咲 文音（）。琉兵衛の妻にして、冴子・若菜・フィリップ（来人）の実母である。科学技術や機械工学に精通するミュージアムの科学者としてガイアメモリ研究に携わっていたが、最愛の息子を家族の記憶を消したうえでミュージアムの道具として奪い、さらに顔に怪我を負わされ、自分を用済みと切り捨てた琉兵衛への復讐を決意。家族の下を離れて、琉兵衛への復讐のために独自のガイアメモリおよびメモリから人体を守るためのドライバー、それを使った兵士をサポートするマシンなどを開発する。また、打倒・琉兵衛を狙う井坂に、ウェザーメモリを提供した張本人でもある。若いころの回想シーンでも、素顔は最後まで明らかにならなかった。
ライダーやドーパントには変身しないが、炎を操る能力を持つほか、護身用武器にシュラウドマグナムというハンドガンを持つ。これにボムメモリを装填することにより、着弾寸前に四散してそれぞれが敵に向かう光弾を発射するマキシマムドライブを発動する。
竜にメモリとドライバーを渡したのは、彼が精神干渉タイプのドーパント（すなわちテラー）の攻撃に耐性のある特殊体質に加え、テラーの恐怖心に打ち勝てる強い力、すなわち自分と同じ「家族を奪われた憎しみ」を持っていたためであった。これにより、竜をアクセルとして戦わせて強く鍛え上げたうえで最終的には竜とフィリップをW・サイクロンアクセルエクストリームに変身させ、琉兵衛を倒させようと考えていた。だが、ビギンズナイトの際にイレギュラーな存在であった翔太郎によって荘吉が亡くなり、竜ではなく彼がWに変身したことを知り、組織からフィリップを奪取したことには満足したものの、彼への怒りを覚えていた。このため、意図せず双方に関わり計画の異分子となりかねない不確定要素の翔太郎に対しては否定的な言動が多く、フィリップと接触した際には翔太郎と縁を切るよう忠告する。フィリップの進化によって変身後のWが不安定になりつつあったこともあり、フィリップも一度はその言葉を受け入れかけたが、亜樹子の仲介で和解した後の戦いで初めてWがCJXに覚醒した時も、苛立ちと共に翔太郎を認めない態度を示している。また、竜の戦う原動力が「憎しみ」から「他人を守ろうとする意志」に変化したことにも失望を見せた。
計画の最終段階として、仮想のテラーとして作り出した他者を老化させる精神攻撃を得意とするオールド・ドーパントを利用して竜の特殊体質を確認すると共に、翔太郎を老化させることで排除して竜とフィリップにWへの変身を促す。その後、井坂にメモリを提供したことが竜の耳に入ったことを利用し、竜に自身こそが復讐の元凶であると促し、自身を殺させることで竜の復讐心を煽ろうとした。
そもそも井坂にウェザーメモリを渡したのは、彼がテラーメモリを手に入れるために複数のメモリを手に入れており、琉兵衛を倒すだろうと予想していたからである。結果的にその行動は「暴走した井坂によるウェザーの力を試すための無差別殺人」という惨劇を招くきっかけとなり、自分も内心では竜の家族をはじめ、多くの無関係な犠牲者を出したことを悔いていた。最終的には、良心と復讐心の正体が「息子・来人を救いたい」という愛情であることを竜に見抜かれ、「琉兵衛は俺たち3人が憎しみ以外の力で倒す」という宣言を聞いて家族のことを深く謝罪し、復讐を中止する。それと同時に、人々を守ろうと戦う翔太郎に対する考えを改めてフィリップの相棒であることを認め、信頼を寄せるようになる。
以降は傍観者という立ち位置を続けながらも母としての意思が強く見られ、ガイアインパクトの生贄として囚われたフィリップ、フィリップの消滅の事実を知り悩む翔太郎、フィリップの消滅に愕然とする若菜らに彼らなりの答えを見つけられるように助言を与えた。しかし、最後は若菜に声をかけると、彼女の腕の中で安らかに息を引き取った。
『仮面ライダーW FOREVER AtoZ/運命のガイアメモリ』
ディレクターズカット版ではラストに何者かがシュラウドの包帯を巻くシーンがあるが真偽は明かされず、オーディオコメンタリーでも「彼女は誰だったのか？最後はちょっとホラー映画チックになってしまいましたが」とコメントしている。
『MOVIE大戦CORE』
若いころの姿が描かれ、彼女が荘吉の幼馴染で、彼に秘密のガレージに匿われた後に自らが作ったロストドライバーとスカルメモリを託したことが判明する。
- 琉兵衛と知り合う以前から荘吉と知り合ったことから、彼女が頼れるのは荘吉だけであったという設定になった。また、若いころのシュラウドを表現するためにバトルヒロインとしたうえ、『コブラ』のコブラにとってのアーマロイド・レディのように荘吉の戦う相棒という設定になった。

井坂 深紅郎（） / ウェザー・ドーパント
演 - 檀臣幸
42歳（1967年10月20日生まれ）。井坂内科医院の院長。一人称は「私」。
一見すると穏やかで物腰柔らかい印象であるが、裏世界での顔はドーパント専門の外科医で、ドーパントの能力に対する異常なまでの貪欲さを持ち、それを満たすためには手段を選ばない狂気を秘めており、他人の心を見透かす不気味さを放つ人物。竜が探していた家族の仇・「W（）のメモリの持ち主」その人である。
かつては「自分が何者であるのか」という疑問を解明するために生命の研究に没頭していたが、その答えを見出せずに自暴自棄となっていた10年前にテラー・ドーパントを目撃し、その圧倒的な力に恐怖と同時に感動を覚えると、琉兵衛を倒してメモリを手に入れることを誓って傾倒し、現在の人物像が完成する。琉兵衛を狙うシュラウドからウェザーメモリを与えられるとその力に魅了されて暴走し、目的のためなら手段を選ばなくなる。風都の住人だけでなく自身をも被験体にし、物語開始時の昨年にあたる時期にはメモリの性能を試すため、様々な手法で周期的な連続殺人を実行していた。竜の家族を殺害したのもその過程でほぼ無差別に選んだ対象の一つに過ぎず、この暴走はシュラウドの予想を超えたものであり、彼女に内心で後悔させることになった。
「ガイアメモリとは直挿しすることに意味がある」との理念から、メモリの力を一部でもスポイルするドライバーの使用や仮面ライダー用の精錬されたメモリの存在には否定的で、ドライバー不使用による副作用や力の暴走にも利用価値を見出している。これらの行いにより、冴子には「ガイアメモリが生んだ突然変異の化け物」と称されている。これらの独自の実験は一定の成果を得ており、1人につきメモリ1つが限界容量であることを無視し、肉体に日々複数のメモリを挿入することで、メモリの「地球の記憶」そのものを取り込めるよう強化されており、メモリに特殊な操作を施した状態で過剰適合者に使わせることで、メモリの力を使用者が死ぬレベルまで増幅させたうえで使用者の死後に回収し、自らがそのメモリの能力を吸い取ってさらに強大になろうと目論んでいた。その代償として異常なまでのカロリー摂取が必要となったため、常軌を逸する食欲による食事を重ねており、胸にはメモリの効果を試験した生体コネクタ痕が無数に刻まれている。
その研究成果からミュージアムの重要な支持者としての待遇を受けており、園咲家とは何度も会談を行っているが特定の組織に従うことは好まないため、所属はしていない。その異様さは園咲家の面々にも認識されており、琉兵衛は「少々危険な人物」と評し、特に若菜は得体のしれない不気味さに加え、勝手にドライバーをいじられたこともあって露骨に嫌悪している。琉兵衛とは表向きでは協力関係にあるが、若菜の治療の一件や自身の目的もあり、一触即発の状態であった。また、自分の楽しみ（実験）を妨害した者に対しては徹底的に排除する執着心を持つ。冴子のことは当初は利用していただけだったが、いつしか彼女を本当に愛するようになり、そのことに自身も驚いていた。
とある事件の調査で検問した竜の前で変身したことから正体が露見して病院を去り、園咲家の食客として滞在する。それからしばらくはミュージアムの用心棒のような存在として、たびたび翔太郎たちの妨害を図るが、後に期が熟したと判断して琉兵衛を倒す最終段階に入る。それはミュージアムの保管庫から盗み出したケツァルコアトルスメモリを自分の能力に加えることであり、メモリの過剰適合者である島本凪を恐怖の感情で支配しようと画策。凪の心の支えとなっていた竜を殺害してメモリを完成させようと決闘を申し込むが、「復讐」ではなく「守る」ために戦うことを決意した彼が新たに手に入れたトライアルメモリのマキシマムドライブ「マシンガンスパイク」を受け、メモリブレイクされる。その直後、ガイアメモリの過剰摂取や改造メモリの使用などによるデータコンフリクト（反動）によって全身にコネクタが出現し、それらに肉体を蝕まれていく苦痛の中、翔太郎とフィリップには「お前たちの運命はシュラウドという女に仕組まれていた」、竜には「先に地獄で待っている」と言い残して消滅した。その様子を見届けた翔太郎には、「悪魔にはふさわしい最期」と評されている。
- 衣装は『アベンジャーズ』のジョン・スティードをモチーフとしている。
- 井坂役の檀が前年にやっていた舞台『千里眼の女』でオカルト関連に没頭する心理学者を演じていたことがきっかけで、プロデューサーの塚田がオファーしたという。

『風都探偵』
第117話にてスクリーム・ドーパントの攻撃を受け、致命傷を負い死後の世界に来た竜の前に現れる。地獄で霊体となっており、生前最後に遺した言葉通り竜が地獄へ来る時を待っていた。
死後の世界へやって来た竜の体を診察し、「今はまだこちらに来る時ではない」と診断。ウェザー・ドーパントに変身し、ウェザー・ドーパントの能力を使用した電気ショックにより竜の心肺を蘇生。「私以外の快楽殺人者にたやすく敗れてほしくない」と竜に告げ、竜が「風都の全ての敵を倒し真の修羅として完成した時」の再戦を熱望しつつ現世に送り返した。

## 財団X
加頭 順（） / ユートピア・ドーパント
演 - コン・テユ
ミュージアムの管理を行う財団Xのエージェントで、詰襟の白いスーツを着た青年。一人称は「私」。
完全に無表情かつ、感情表現に乏しく、不意に手にしている物を床に落とすことで自らの心を表現する。
ミュージアムの経営体制を管理しており、園咲家には正面から出入りし、琉兵衛に対しても進捗状況を伝える際、無感情かつ慇懃無礼に接する。ミュージアムの元幹部である冴子には、存在を知らされていなかった。
琉兵衛と商談している裏で彼を裏切った冴子を匿い、無償でミュージアムの動向・情報を提供している。その動機は彼女への好意からであり、財団としてではなく、一個人として彼女を支援している。しかし、加頭曰く無表情さからなかなか信用されないらしく、冴子にも支援の動機は冗談だと思われていた。
琉兵衛の死後は若菜の身柄を独自に確保したうえ、彼女をデータ化して財団Xの人工衛星にインストールし、地球規模でのガイアインパクトを行おうと企む。そのために冴子をミュージアムの後継者に擁立し、表舞台に姿を現して翔太郎たちと対峙する。
本来、園咲家の者にしか使用不可能なゴールドメモリの1つであるユートピアメモリとガイアドライバーを、スポンサー特権として所持している。ユートピアメモリとの適合率は98パーセントと驚異的な数値を示しており、ユートピア・ドーパントへの変身時は強クラスの実力を発揮する。
さまざまな投資対象の優れた超人化技術を、実演を兼ねてすべて取り込んだテストタイプ超人兵士のエリートとしての側面も持つ。『運命のガイアメモリ』・『エターナル』に登場した死者蘇生兵士・NEVER（ネクロオーバー）の通常兵器を一切受け付けないほどの強靭な肉体は、タブー・ドーパントの猛攻にも生身で耐えきる。そのうえ、『エターナル』に登場した超常能力を増幅する細胞処置を受けた超能力兵士・クオークスとしてパイロキネシスやサイコキネシスの能力を持ち、テレビシリーズでの戦闘時には雷・竜巻・地割れを発生させている。
Wへの変身を拒む翔太郎を一蹴して竜に重傷を負わせたうえ、フィリップの心の揺らぎが若菜のエクストリームの力を促進することを見出し、風都の人々の生きる希望を奪って仮死状態にすることで、フィリップに精神的な苦痛を与える。そのやり方に反発し、自分を裏切った冴子をその手で葬ったが、翔太郎の決死の行動によって若菜を救出され、ガイアインパクトを阻止される。
最終決戦では抑えていた激情を露にしてWに挑むが、ダブルプリズムエクストリームを受けてメモリブレイクされ、自身も消滅した。その際には「人を愛することが罪だとでも？」と述懐しており、組織としての目的以上に愛した冴子に尽くすという個人の目的を重視していたことがうかがえる。
- プロデューサーの塚田は、役の参考として『ファニーゲーム』を挙げたが、加頭役のコン・テユは、『オールド・ボーイ』のチェ・ミンシクの雰囲気を元にしたという。
- 名前の由来は、数字に非常にこだわる性格で唯一感情を表現できることから、「数」および「順番」の「順」。
- 衣装は田端のものの流用。

『エターナル』
風都に着任する以前の動向が描かれる。T1エターナルメモリで仮面ライダーエターナル レッドフレアに変身して現れ、サイコキネシスを用いて克己とレイカを圧倒するが、克己に惹かれたエターナルメモリに拒絶される。その後はユートピア・ドーパントとして克己と再戦するが、彼が変身したエターナルの力に敵わず、「エターナルレクイエム」を受けて戦死する。その死体は財団Xに回収され、財団の幹部・田端の提案でNEVERとして蘇生させられることとなる。
感情が欠落したかのような態度や物言いはNEVERになっていたことが原因であり、クオークスの研究施設「ビレッジ」にてエターナル / 大道克己に息の根を止められる以前は、動揺すると喋り方が上擦るなどの人間らしさはまだ残されていた。上記のように、クオークスの超能力（パイロキネシス・サイコキネシス）を使いこなすこともできる。

田端
演  - 竹岡常吉
財団Xのメンバーの1人で加頭の部下。組織や加頭への忠誠心は厚く、克己が変身したエターナルに敗れて死亡した加頭を「財団Xはあなたを失うわけにはいかない」とNEVERとして蘇らせることを最初に提案した。
ヘリコプターでT2ガイアメモリを財団本部へ運搬中、襲撃してきた克己にエターナルメモリを強奪されたことからヘリを自爆させ、自分の命と引き換えに他のメモリを街中に散布した。
上記のように、わずかな登場ながらテレビシリーズ・劇場版・Vシネマを通じ、それぞれ後の展開に大きな影響を与えている。

ネオン・ウルスランド
演 - ガウ
財団Xの局長。加頭の上司の女性で、彼と同様に詰襟の白いスーツを着ており、加頭以上に冷酷にして無表情。
ミュージアムの壊滅後に登場し、加頭に新たなる拠点として、表向きは製薬会社としての顔を持つ「CHARMING RAVEN」を提供する。携帯端末や白いストップウォッチを手にしており、会話の時間を常に計測しては秒刻みのスケジュールの管理を行っている。
CJXと加頭 / ユートピア・ドーパントとの戦闘を離れた場所から見届け、加頭が敗れ去るとガイアメモリに完全に見切りをつけて立ち去り、財団Xは風都におけるガイアメモリ事業から完全に手を引いた。
彼女が所持していた携帯端末には投資対象候補のデータとして、NEVERが評価：B+、シリーズ次回作『仮面ライダーオーズ/OOO』のキーアイテム「オーメダル」（携帯端末上では「COREMEDAL & CELLMEDAL」）が評価：Aと、それぞれ記録されていた。

## ドーパント事件の関係者
この項では、探偵事務所の依頼者やドーパント事件の加害者・被害者を記載する。
津村 真里奈（） / ティーレックス・ドーパント
演 - 山内明日（幼少時：八木瑛美莉）
翔太郎の小学校時代の同級生で、幼馴染。テレビシリーズ第1・2話に登場する依頼人であり、事件の真犯人。「失踪した婚約者・戸川陽介を探して欲しい」と翔太郎に依頼しにやってくる。
元は風都のアパレルメーカー「WIND SCALE」に勤めていたデザイナーであったが、自分が作成したデザインが上司によってことごとく不採用されたうえにリストラされた結果、会社に恨みを抱いて戸川と共犯関係を結び、上層部の人間を会社と共に抹殺する。そのため、自分がデザインした商品を販売している店舗に戸川を利用して襲撃させた。
戸川を殺害した後、翔太郎に正体を見破られたうえで勧められた自首を拒否し、交戦するが敗れて逮捕された。
『MOVIE大戦CORE』
幼少時代の真里奈が、幼少時代の翔太郎とともに登場する。

戸川 陽介（） / マグマ・ドーパント
演 - YOH
テレビシリーズ第1・2話に登場。事件の実行犯。
元は風都のアパレルメーカー「WIND SCALE」に勤めていた社員。自分を解雇した会社を恨んで復讐するため、「WIND SCALE」の店舗があるビルを次々とマグマで溶かしていった。
Wとの戦いでメモリブレイクされた後、ティーレックス・ドーパントに変身した真里奈に口封じで殺害された。

和泉 優子（）
演 - 妹尾友里江
テレビシリーズ第3・4話に登場。和泉和菓子店の看板娘。
経営難に苦しむお店を救うために少しでも借金を返済したいという、些細な動機でミリオンコロッセオに入ったが、そこで魅せられて親から金を毟り取る高慢的な性格の不良娘になってしまった。
命をかけたファイナルゲームにまで敗北して命を吸い取られる直前、亜樹子たちに救われて改心し、元の店の看板娘に戻った。
第13話にて再登場。園咲若菜の「ヒーリング・プリンセス」でのスペシャル企画の風都の甘い物ベスト3の一つに「風都銘菓 和泉和菓子店」が取り上げられ、インタビューに応じる。
- 演じる妹尾は、自身の見た目が温和な雰囲気であることから荒れ狂う場面を演じるのに苦労したが、椅子を蹴る場面などはやりたい放題で気持ち良かったと述べている。

和泉優子の父母
演 - 九太朗、上村依子
テレビシリーズ第3・4話に登場する依頼人。風都銘菓・風花饅頭の元祖と言われている老舗「和泉和菓子店」の店主夫婦。
「ミリオンコロッセオに入り浸る娘・優子の素行調査をして欲しい」と探偵事務所にやってくる。

加賀 泰造（） / マネー・ドーパント
演 - 我修院達也
テレビシリーズ第3・4話に登場。風都の都市伝説となっている非合法のカジノ「ミリオンコロッセオ」のオーナー。
自身もゲームに参加するギャンブラーでもあり、お金そのものよりもギャンブルにはまり、それに並々ならぬ快感を抱いており、ギャンブルに溺れて破滅していく人間の姿を見ることを愉しむ愉快犯。客に巨額の金を賭けさせたうえで全財産を失わせた後、生命を賭けさせるファイナルゲームを持ちかける。それにも敗れた客を、マネー・ドーパントとなった自分が相手の体に端子が付いたコイン型のメモリ・ライフコインを挿し、生命を奪っていた。ゲームの腕前も一人前で、翔太郎とのババ抜き対決では終盤までゲームを支配していた。
ミリオンコロッセオの所在を探ろうとする翔太郎と交戦して圧倒されていくが、「家族」への強いトラウマを持つフィリップが上手く機能しなくなった隙に退散する。潜入捜査してきた亜樹子の挑戦を承諾し、彼女に呼ばれたフィリップとルーレットで対戦すると、序盤は大敗したものの再びフィリップのトラウマを刺激して逆転し、Wのメモリを次々と奪っていく。フィリップの危機にババ抜きで勝負を挑んできた翔太郎にも高い洞察力で圧倒して追いつめるが、亜樹子の言葉でトラウマを脱却したフィリップと翔太郎の連携プレーに遭い、敗北する。最後はマネー・ドーパントとなっての戦いにも敗れ、メモリブレイクされる。皮肉にもギャンブルの敗者から言われて嘲笑していた「次こそ私にツキが来る」を最後に自分が言ってしまった。

楠原 みやび（）、あすか親子
演 - 川田希、大村らら
テレビシリーズ第5・6話に登場する依頼人。身辺警護を依頼。
楠原みやびは同じ風都市市議会議員だった夫・楠原 大三郎（）の遺志を引き継ぎ、第二風都タワー建設に邁進している。建設予定地の地下にミュージアムの関連施設が存在したため、鷹村に命を狙われる。なお、第二風都タワーは琉兵衛から「宇宙基地みたいで風都にふさわしくない」とデザインを非難されていた。
あすかはみやびの娘。みやびから死んでいる父は「仮面の騎士」となって人知れず戦っていると聞かされたため、初めて見た仮面ライダーWを父と思い込んでいた。
Wが鷹村を倒した後、第二風都タワー建設の計画を白紙にし、みやびは議員を引退した。
みやびは『風都探偵』第66話 - 第74話「bたちの宝物」で再登場。風都市立エコロジー研究所の職員となっているほか、Wの正体を知っていることが正式に判明した。
- みやび役の川田は、ただ性格がきついのではなく、強がっているキャラクターであることを意図したと述べている。

鷹村 源蔵（） / アノマロカリス・ドーパント
演 - 伊東孝明
テレビシリーズ第5・6話に登場。第二風都タワーの建設予定地の土地の地主で、ミュージアムの末端。
翔太郎たちが自身が所有する土地に来たときは部下のノリ（演 - えんじ則之）と一緒にラジコンで遊んでいた。霧彦に目をつけている。
彼の持つ土地の地下に自身が工場長を務めるガイアメモリの精錬工場が存在していたため、第二風都タワー建設計画を白紙にさせようと、自身が持つプロダクション（完成版）モデルと部下が持つプロトモデル（実験版）の2つのアノマロカリスメモリを利用して楠原親子を襲撃する。
部下がメモリブレイクされ襲撃もことごとく失敗したため、霧彦の協力を仰いで仮面ライダーWの足止めをしている間にあすかを誘拐して始末しようとするが、Wに阻まれて敗北し、メモリブレイクされる。工場は冴子の指示により、爆破解体された。

稲本 弾吾（）
演 - 森崎ウィン
テレビシリーズ第7・8話に登場する依頼人。風都で有名な17歳のカリスマ高校生ストリートダンサー。フィリップが知りたがっていたダンス技「ヘブンズトルネード」を踊れる人物。
かつては星野千鶴と共にストリートダンスを踊っていたが、1年前に決別している。千鶴がコンビを解消した理由を理解できず、学校も自主退学し、その勢いのまま闇サイト「闇の害虫駆除」で千鶴を殺してほしいと書き込みをしてしまう。しかし、同サイトを元に本当に「闇の仕置人ゴキスター」が殺人をしていることを知ると、事件が本当に起きてしまうという恐れから匿名で窓から「今日、風花高校に来る怪しいやつ（闇の仕置人ゴキスター）が来る。絶対に捕えてくれ」と書かれた依頼状で包んだ石を鳴海探偵事務所に放り込み、調査を依頼する。
ヘブンズトルネードの謎を解き、仮面ライダーWがコックローチ・ドーパントと戦っていた際には、Wとペアでストリートダンスする要領でコックローチ・ドーパントと戦った。

星野 千鶴（）
演 - 藤井玲奈
テレビシリーズ第7・8話に登場する稲本弾吾のダンスパートナー。風花高校に通う女子高生。弾吾が闇サイト「闇の害虫駆除」に書き込んでしまったため、コックローチ・ドーパントのターゲットにされる。
弾吾とはダンスパートナーだったが、自身のダンス技術が足を引っ張ってしまうのではないかと考え、ヘブンズトルネードで大事なバランス感覚を訓練するため、弾吾に秘密でアーティスティックスイミングを始める。しかし、真意を知らない弾吾とはケンカ別れしてしまう。
ゴキスターに狙われている原因が弾吾であることが発覚してケンカになるが、フィリップが地球の本棚から検索した「仲直りする最高のシチュエーション」でリボルギャリーのハッチの中の格納部に閉じ込め、ケンカギリギリになるまで本音をぶつけあう方法でお互いの本心を出させ、仲直りした。

伊刈（） / コックローチ・ドーパント
演 - 片桐仁（ラーメンズ）
テレビシリーズ第7・8話に登場。風都の闇の仕置人「ゴキスター」を名乗り、インターネットの闇サイト「闇の害虫駆除」に書き込まれた殺人依頼を請け、その対象者を執拗に狙う同人漫画家。
歪んだ正義感の持ち主で、自らの作品「風都仕置人疾る」で綿密な駆除計画を立て、それを則って遂行していく。一度狙った対象は「駆除」が完了するまで撤回を許さずに徹底的に追い詰める執拗な性格。
コックローチ・ドーパントのスピードで翻弄し、次々とWのガイアメモリを奪っていく。最後は稲本弾吾とWのコンビネーションダンス攻撃によって翻弄され、敗れる。

浅川 麻衣（）
演 - 乙黒えり
テレビシリーズ第9・10話に登場する依頼人。「園咲家にスイーツを作りに行ったパティシエの父・勇三を探して欲しい」と他の消えたパティシエの親族とともにやってくる。
父と同じ店でパティシエとして働いており、上位6人目として園咲家のゲストパティシエとして呼ばれていた。スイーツ・ドーパントに何度も誘拐されそうになるが、亜樹子や翔太郎たちが守ってくれたことにより、難を逃れた。
第14話にて再登場。園咲若菜の「ヒーリング・プリンセス」でのスペシャル企画「風都の甘い物ベスト3」の食べ歩き取材の生中継にてインタビューに応じ、「嫌がらせの事件に負けないように」と励ます。

佐々木 由貴子（） / スイーツ・ドーパント
演 - 濱田万葉
園咲家に仕えるメイドの一人で元飲食系雑誌ライター。「舌先を駆け巡る極彩色の甘美」というフレーズが有名。
過去に風都一番街に自身がプロデュースした店を出店したがその店が潰れ、借金を踏み倒すためにスイーツメモリを購入し、ドーパントとなった。しかし、メモリの力に飲まれ、他の自らの味覚を満足させる腕を持つパティシエを使って自分のためだけのお菓子を強制的に作らせようと暴走した結果、メイドとなって園咲家に潜り込むと、スイーツタイムに呼ばれる人気ゲストパティシエを次々と拉致監禁し、我が物にしようと犯行を重ねていった。
表向きは礼儀正しい性格をしており、園咲家にメイドとして潜入していた亜樹子にメイドとしての絶対訓を教えるほどだったが、終盤で見せた本性は口調が砕けている。
亜樹子の作った不味いスイーツに激高して正体を明かすと、麻衣を誘拐しようと力ずくで行動を起こすが、亜樹子が身を呈したために失敗し、最後はWにメモリブレイクされる。

青木 幹男（）
演 - 辻岡正人
テレビシリーズ第11・12話に登場する依頼人で、ストリートギャングの黒須の部下。
「命を狙われている!! 助けてくれ!!」と切迫した様子で翔太郎に電話で助けを求めた後、駆けつけた彼の目の前で怪物車に轢かれて猛毒のウイルスに感染し、死亡する。

山村 康平（）
演 - 橋爪遼
姉の幸を撥ねた黒須たちに復讐を誓い、怪物車を運転していた。

山村 幸（） / バイラス・ドーパント
演 - 松岡璃奈子
テレビシリーズ第11・12話に登場。黒須たちストリートギャングが乗った車に轢き逃げされ、昏睡状態になる。
湯島と交際している最中、彼が結婚詐欺師と気付いて失意の中でバイラスメモリを購入する。その直後、黒須たちの乗った車に轢かれる直前にバイラスメモリを差し込み、肉体は昏睡状態に陥る一方で怒りや憎しみの感情で精神エネルギーがドーパント化する。黒須たちの殺害を済ませ、最後のターゲットとして恋人の湯島を狙うが、Wに倒される。

湯島 則之（）
演 - 坂田鉄平
テレビシリーズ第12話に登場。売れない画家で、女子大で美術の指導をしている男。
山村幸と結婚の約束をしていたが、結婚式の一か月前に幸が交通事故に遭い意識不明になってしまった。実は女性を食い物にするような卑劣な人間で、幸に対して結婚詐欺を行おうとしていた。それを知った幸に殺されそうになると、反省するどころか「俺には関係ない」と唾棄したうえにバイラス・ドーパントが目の前で消滅した時には嘲笑したため、激怒した翔太郎に「お前の罪を数えろ」と言われて殴られた。

上尾 強（） / バイオレンス・ドーパント
演 - 三好博道（オキシジェン）
テレビシリーズ第13・14話に登場。園咲若菜のマネージャー。頼りにならずいつも若菜に怒られている。
若菜のことが好きであり、彼女に暴力を振るわれても実のところ喜んでいた。その好意を佐伯に利用されバイオレンスメモリを購入させられ、事件の実行犯となった。
「ヒーリング・プリンセス」に「ミスター・クエスチョン」と名乗り電リクを装って犯行予告を出して、若菜がインタビューで答えた内容に沿って風都で彼女に縁のある場所で破壊工作を行った。正体がバレると若菜を誘拐するという強行手段を取るが、Wの追跡から逃れられずメモリブレイクされる。

佐伯 素子（）
演 - 中丸シオン
若菜の先輩の「ボイス・イン風都」のニュースレポーター。上尾を唆した事件の主犯。
自分より人気がある若菜を妬ましく邪魔と思っており、若菜に好意を寄せていた上尾にバイオレンスメモリを購入させて、事件を起こさせた。
すべての事情を知った若菜と口論となり、若菜がクレイドール・ドーパントに変身したところを目撃する。若菜が立ち去った後、彼女がドーパントであることを公表しようとするが、その直後に現れた霧彦によって始末された。普段は優しく人当たりが良い態度だが、本性は荒く、口汚い口調で若菜を罵倒した（回想では、その強烈な性格にディガルコーポレーションのセールスマンであるワタベシン〈演 - 中根司〉もタジタジだった）。

麻生 冬美（）
演 - 森下悠里
テレビシリーズ第15・16話に登場する依頼人。男女2人組の怪盗「ツインローズ」の一人。
予告状を出して一滴の血も流さず目当ての物を手に入れる怪盗として風都では有名な指名手配犯。出たとこ勝負するような性格で、そのことでフィリップが活路を見出すキッカケを与えた。
倉田が襲撃した風都都市銀行の銀行員を装って探偵事務所に訪問。「銀行強盗をした仮面ライダーを探して欲しい」と依頼する。翔太郎に正体がバレると、警察の自首を条件に改めて変貌してしまった倉田を止めて欲しいと依頼する。事件解決後、約束どおり自首をした。
- 会話ばかりの聞き込みは退屈であることから、絵面に動きを持たせるためにボルダリングをするという場面が追加された。

倉田 剣児（） / アームズ・ドーパント
演 - 西興一朗
テレビシリーズ第15・16話に登場。男女2人組の怪盗「ツインローズ」の一人。首の骨を鳴らすために首を回す癖がある。
メモリを手にする前は麻生とともにツインローズの理念を大事にする怪盗であったが、メモリの力に蝕まれて凶暴化し、攻撃や破壊をすることに対する快感を得るために誰かれ構わず傷つけるようになってしまった。
冴子と契約し、Wをおびき出すためにあちこちで「仮面ライダー」を騙って強盗などの犯罪を引き起こした。その過程で仮面ライダーWと交戦して逃走し、わざと手がかりを残した上で翔太郎をおびき寄せた。その上でWと互角の戦いを繰り広げるが、冴子からの指示によりダブルドライバーのソウルサイドのメモリスロットに特殊な液体をぶつけ、翔太郎がWに変身するのを不可能にし捕獲する。そのまま翔太郎と亜樹子を人質に取り冴子の要求通りフィリップを誘拐しようとするもフィリップが仮面ライダーWファングジョーカーに変身したことで失敗し、最後はファングストライザーを受けメモリブレイクされた。

バーバー風のマスター
演 - あご勇
テレビシリーズ第17・18話に登場する依頼人。翔太郎と霧彦の行きつけの床屋「バーバー風」のマスター。
翔太郎に、ストーリーの2日前に家を出た娘の茜を探して欲しいと依頼する。

江草 茜（） / バード・ドーパント
演 - 今野真菜
テレビシリーズ第17・18話に登場。翔太郎とは幼いころからの知り合い。15歳で風都南中学3年。陸上部のエース。
陸上の高飛びの成績に伸び悩みスランプになっているところ、冴子に声をかけられ、ガイアメモリのコネクタ設置手術を受ける。術後、バードメモリの影響から高飛びの記録が怖いくらいに伸びていったが、逆に不安になり仲の良い友達に打ち明けた。このことがキッカケで統馬たちもバードメモリの存在を知り、メモリを使い回すようになった。
翔太郎が統馬たちを懲らしめてメモリを回収した後、探偵事務所で事の顛末をすべて話す。しかし、メモリの毒素が体中に回るとバードメモリに魅入られて欲するようになり、探偵事務所から飛び出す。そこに現れた冴子によって異常進化されたバード・ドーパントに変身し、正確にメモリブレイクしないと死んでしまう状態に陥ってしまう。本能の赴くまま暴走するが、Wと霧彦の共闘によってバードメモリを正確にメモリブレイクされ、難を逃れた。

藤川 統馬（）、金村 有一（）、久保田 弥生（）
演 - 木村遼希、吉原拓弥、伊倉愛美
テレビシリーズ第17・18話に登場。茜が持つバードメモリを使い回ししていた。
最初はただ空を飛ぶことを楽しむことだけが目的だったが、使用するたびにガイアメモリの毒素に呑まれていき、悪乗りして遊び感覚で江草茜の陸上競技のライバルの親の職場を空から襲撃するようになった。このことは風都で「鳥人間」の都市伝説になっていた。
茜の居場所を突き止めた翔太郎にバードメモリを渡さず、4人組のリーダー格である統馬が使用し、Wと交戦する。Wに敗北した後、コネクタを持たず直接差し込んだ統馬と有一は副作用から病状が悪化して瀕死の状態に陥り、入院する。その後、副作用が起きなかった弥生を除いて病院送りとなった統馬と有一は、事件解決の1週間後に無事退院した。

片平 清（） / アイスエイジ・ドーパント
演 - 渋谷謙人
テレビシリーズ第19・20話に登場。片平真紀子の長男。
些細なことにキレる気性が荒い性格で、今回の事件を行った動機も自身の気分を損なった相手を徹底的に叩きのめしたかったためと安直な理由によるものだった。竜は自身の家族が氷漬けになって殺されたため、彼が「W」のメモリの持ち主だと誤解していた。
翔太郎が事件の聞き込みをしているときは母をフォローをするなど親孝行な息子を演じていたが、そのとき翔太郎が自身の肩を当てられたという理由で標的にし、襲撃する。竜の変身した仮面ライダーアクセルと交戦し、一度目は母の身代わりもあって逃げおおせたが、二度目は逃げ切れずメモリブレイクされ、竜に逮捕された。

片平 真紀子（）
演 - 大沢逸美
テレビシリーズ第19・20話に登場。風都の西区にあるコーンフラワーブルーという花屋のフラワーコーディネーターで店主。
矢車菊の染色に定評があり自社農園で花の開発生産を行い、テレビに出演したり、雑誌で取り上げられたりするが、お金に関してはあまりいい話が無く評判も良くない。アイスエイジ・ドーパントが引き起こした事件に青く染色した矢車菊が置かれていたため、警察からマークされていた。
実は息子の清がドーパントとなって事件を引き起こしていることを知っており、アイスエイジ・ドーパントがアクセルとの初戦で逃げていた時、清をかばってアイスエイジメモリを所持したため、アクセルに殺されそうになった。

九条 綾（） / トライセラトップス・ドーパント
演 - 木下あゆ美
テレビシリーズ第21・22話に登場。超常犯罪捜査課に新しく配属したロス市警帰りの女刑事。
同僚であり恋人だった風都署捜査一課の刑事・溝口正輝が裏金がらみの汚職事件の冤罪を着せられたうえで殺害されたことを知り、復讐のために風都にやってきた。
竜と共に警察官殺しの犯人を追いかけているフリをしている一方で、溝口に成りすまして溝口を貶めた悪徳刑事たちを次々と殺害していった。溝口の事件に関する最後の刑事・阿久津の始末を終えると、冴子に接触。阿久津たちがやっていた仕事を引き受け、ゆくゆくはミュージアムの幹部にと申し出る。しかし、すでに自身の復讐心はメモリの毒素と相まって増幅されており、溝口を貶めた刑事だけでなく溝口を糾弾して守ってくれなかった風都全体に憎悪の矛先を向けた復讐鬼となっており、暴走してしまう。ビッグ・トライセラトップスとなって風都を破壊しようとするが、アクセルに変身した竜によってメモリブレイクされ、逮捕された。
- 演じる木下は、第21話・第22話監督の坂本浩一の要望により、起用された。坂本は『特捜戦隊デカレンジャー』のころから木下のファンであり、これ以降の木下は坂本作品の常連女優となった。
- ロサンゼルスの回想シーンは、坂本がプライベートで当時の居住地であるロサンゼルスに帰った際に現地で撮影しており、坂本の妻である梛野素子が代役を務めた。

溝口 正輝（）
演 - 白井圭太
テレビシリーズ第21・22話に登場。九条の同僚であり恋人だった風都署捜査一課の刑事。
阿久津たちの手により、裏金がらみの汚職事件の冤罪を着せられたうえで殺害された。

阿久津 憲（）
演 - 大高洋夫
テレビシリーズ第21・22話に登場。ミュージアムと繋がりのある汚職刑事。
トライセラトップス・ドーパントから狙われて船に乗って逃げるが、船ごと始末された。

ジミー中田（）
演 - 冨田佳輔
テレビシリーズ第23・24話に登場。ストリートミュージシャン。19歳。本名は中田 次郎（）。
ストリートミュージシャンといっても歌唱力は非常に低く、周囲を苦しめた。音楽のジャンルは本人曰くラップをフォークソングに織り交ぜた「スピニング・トゥ・フォーク（スピック）」で、代表曲は「風都タワー」。
Wがライアー・ドーパントと戦っている時にゆきほが「才能がない」と言ったのを聞いて挫折。24話でストリートミュージシャンを辞めようとしたが、翔太郎に「お前は自分に嘘をついている」と諭され、自身の実力で『フーティックアイドル』の最終選考に挑むこととなる。結果は不合格となったが、審査員の上木には「ハートは感じたよ」と評価される。その後、自身の歌がラブソングであったことがゆきほに伝わり、彼女と同じ職場で働くことになった。
『風都探偵』第81話から再登場し、そのころには「下手だが心に響く」歌手として有名になっていた。風都タワー感謝祭が中止になるかもしれないと聞いて事務局に駆け付け、今度は自分たちが仮面ライダーを助けるために歌いたいと申し出た。なお、『運命のガイアメモリ』の時点でゆきほと結婚しており、さらにゆきほが妊娠中であったことが判明している。

墨田 ゆきほ（）
演 - 中野公美子
テレビシリーズ第23・24話に登場。ジミー中田の唯一のファン。颭塊熱処理場で工員として働いている。
ジミーの歌唱力の下手っぷりを理解したうえでのファンであり、彼をテレビ風都の勝ち抜き番組『フーティックアイドル』に優勝させようとライアー・ドーパントと契約した。無味乾燥な日常を送っていた中でジミーと出会い、自分に笑顔をかえしてくれた彼に熱を上げ、ライアーに渡すための大金を稼ごうと無理をして工場で働いていた。

沢田 さちお（） / ライアー・ドーパント
演 - モロ師岡
テレビシリーズ第23・24話に登場。売れない路上ポエム作家。サンタちゃん曰く「ストリートの兄貴分」。若菜のファン。
「電波塔の道化師」を自称し、かなり湾曲した性格の持ち主で、夢に敗れた若者の絶望の涙を和紙に染み込ませてコレクションする愉快犯。夢を目指す者の夢を叶える代償に高額な報酬を要求し、最後に契約を破棄して挫折に誘導させて涙を収集するという方法により、何人の若者の涙を集めた。
墨田による依頼で「フーティックアイドル」の審査員たちにライニードルを撃ち込み、ジミーが素晴らしい歌唱力と音楽センスの持ち主だということを思い込ませてきた。
前述の性格とは裏腹に、ポエムに対する一生懸命さは本物で、違うタイプの電波塔の道化師に扮した翔太郎に詩集が売れないことをイジられた際は激高していた。
翔太郎たちが仕掛けたコン・ゲームに嵌り、Wとバイクフォームに変身したアクセルの複合攻撃を受けてメモリブレイクされ、自身の涙が最後のコレクションとなった。

大貫 一郎太（）、上木 彩矢、TAKUYA
演 - 水木一郎、上木彩矢、TAKUYA
テレビシリーズ第23・24話に登場。フーティックアイドルの審査員。
番組のオープニングを歌う上木彩矢とTAKUYAは第23話と24話のオープニングで歌唱するスペシャルヴァージョンを披露した。
大貫一郎太はフーティックアイドルのスペシャルイベントである「飛び入り挑戦者バトル」で、右寄りにいる赤いアクセサリーを着用した人をよく指名する。こういう傾向をフィリップは事前に調べたうえ、翔太郎と一緒に仮面シンガーとして「Finger on the Trigger」を披露した。

リコ
演 - 澤田萌音
テレビシリーズ第25・26話に登場する依頼人。堀之内の娘・里香子に似ている。
突如、亜樹子の前に現れ「人形の声を聞いて」と頼み、住所の書かれたメモを渡すが、突然消えてしまう。
亜樹子の前に現れていた少女は里香子本人ではなく、パペティアーメモリが人形に影響を及ぼして現れた幻影、あるいはリコちゃんの付喪神とでもいうべき存在であり、彼女はずっと堀之内を止めようとしていた。

堀之内 慶應（） / パペティアー・ドーパント
演 - 四方堂亘
テレビシリーズ第25・26話に登場。鴨乃川賞を受賞し、ベストセラーとなった喪った娘をモデルとした小説「少女と人形の家」の作者である小説家。
書店で本を購入した人へのサイン会を開き、ファンの読者と一人一人握手をする誠実な人物。しかし自身の娘との思い出も込められた小説「少女と人形の家」をけなす評論家にはパペティアー・ドーパントとなって里香子の形見であるフランス人形の「リコちゃん」を操り度重なる制裁を加えてきた。
物陰からリコちゃんを操っていた際にルナトリガーの攻撃で炙り出され、リコちゃんも亜樹子に回収されてしまうが、井坂深紅郎の助けでその場を離脱する。口論の際、亜樹子に本当は自分の娘を愛していないんじゃないかと非難され、亜樹子を抹殺すべく井坂から手駒として与えられたクレイドール・ドーパントを操り、鳴海探偵事務所を襲撃した。所内にいたフィリップを追い詰めたものの、ガンナーAの乱入でクレイドール・ドーパントを倒されて失敗すると次は亜樹子を直接襲撃し、助けに現れた仮面ライダーWとアクセルと交戦する。当初はアクセルを糸で操ってWを追い詰めたものの、メモリガジェット「フロッグポッド」の音声で騙された隙に反撃を受けてアクセルを解放され、そのままサイクロンメタルのメタルツイスターでメモリブレイクされた。
変身解除後、妻も娘も亡くしてすべてを失ったことを吐露するが、亜樹子から「まだ『リコちゃん』がいる」と諭され、人形のリコちゃんが自身の暴走を止めようとしていたことを知って狂気から解き放たれ、慟哭した。

雪村 姫香（）
演 - 麻生夏子
テレビシリーズ第29・30話に登場する依頼人。「眠れない」と一風変わった依頼をしてきた風都大学に通う女子大生。愛称はひめかりん。
誰かれに「運命の王子様」とつぶやく、夢見がちなメルヘンな女の子。その行動が災いして、下記の福島はじめゼミの者から全員に好意を抱かれる。その行動から、翔太郎に決め台詞の「お前の罪を数えろ」と言われてしまった。

福島 元（） / ナイトメア・ドーパント
演 - 加藤康起
テレビシリーズ第29・30話に登場。風都大学・脳科学研究室・赤城脳波学研究所の助手の一人。
自身に好意を抱いていると勘違いし、学生の雪村姫香が研究室の全員に「運命の王子様」と呼んで色目を使っていたことに怒り、彼女を眠れないようにすることと自身が「運命の王子」として雪村姫香と永遠に一緒になることが目的に、大学の脳科学研究所の学生たちを次々に眠り病に陥らせていた。
夢の中では仮面ライダーを圧倒し竜を眠り病に陥らせ、翔太郎たちを翻弄していく。自身に疑いの目が向かれると自らも被害者のフリをして疑いを晴らしたが、亜樹子が夢を見る囮となって寝言で翔太郎に伝えられたことにより、正体が露呈してしまう。その後、正体を知られた翔太郎たちに現実世界では敵わず、あっさりとメモリブレイクされてしまう。

赤城（）教授
演 - 西冬彦
テレビシリーズ第29・30話に登場。脳科学者で、雪村や福島が所属する風都大学・脳科学研究室・赤城脳波学研究所の教授。
上半身裸でライオンの被り物を被っている奇抜な男性で、明晰夢の研究をしている。翔太郎たちに研究所内で起きたことや研究内容から最初は事件の犯人と疑われるが、翔太郎たちと接触してすぐ眠り病によって眠ってしまう。

尾藤 勇（）
演 - 小沢和義
テレビシリーズ第31・32話に登場する依頼人。荘吉を「旦那」と慕う男性で通称は「サム」。
縁日の的屋を仕切り、りんご飴を売って凌いでいたが、10年前に弟分の有馬丸男の起こした事件の罪を被り服役していた。刑期を終え、鳴海探偵事務所へ荘吉からの出所祝いを受け取りに訪れる。
『オーズ&ダブル』
生前の荘吉とのつながりが描かれ、彼にストーンを紹介する。

有馬 丸男（） / ビースト・ドーパント
演 - 勝矢
テレビシリーズ第31・32話に登場。
尾藤の元弟分で、今は建設会社『株式会社 有馬建設工』の社長を務めている。通称は「マル」。10年前、ビースト・ドーパントになって風都ダム付近で現金輸送車を襲撃して30億円を強奪し、その輸送車をダム湖に落として証拠隠滅を図った。それから「野獣人間」として都市伝説となっていた。

有馬 鈴子（） / ゾーン・ドーパント
演 - 魏涼子
テレビシリーズ第31・32話に登場。
丸男の妻で、通称は「ベル」。ゾーン･ドーパントの正体。
美貌の持ち主で、尾藤が惚れた女性。尾藤が丸男の代わりに服役したのも、「この人がいないと生きていけない」とすがった鈴子を想ってのことだった。しかし、10年前の現金輸送車襲撃事件の主犯であり、マルとともにドーパントとなって実行していたが、荘吉によって自身のメモリの隠し場所である木彫りの熊を奪われ、変身できなくなっていた。

不破 夕子（） / イエスタデイ・ドーパント
演 - 平田薫
テレビシリーズ第33・34話に登場する依頼人。
最初は「きのう」という飼い猫探しを依頼していた。その正体は霧彦の妹須藤 雪絵（）であり、冴子に兄を処刑された復讐のためにイエスタデイのメモリを使用していた。冴子をWに襲わせてミュージアムの幹部入りを騙って彼女に近づくが、冴子にすべてを読まれており、自らの能力によって暴走し、Wにメモリブレイクされた後は副作用によって記憶喪失となる。
- 当初は、謎解きがメインの前後編となったが、前編ですべてトリックを暴かないと子供には分からないため、謎解きを前編で完結させて霧彦の妹の復讐話を付け足すこととなった。

島本 凪（）
演 - 和川未優
テレビシリーズ第35・36話に登場する。風都野鳥園の職員。竜の妹・春子の面影を持つ。風都野鳥園の職員である父の影響で鳥好きになっている。しかし、その父は凪の目の前でウェザーに殺されてしまう。
ケツァルコアトルスメモリの過剰適合者であったため、井坂によって腕に未成育のコネクタを打ち込まれたうえで次々と恐怖を与え続けられ、コネクタを成長させられる。竜からペンダント（春子が竜に昇進祝いに贈ったもの）をお守りとして渡され、アクセルトライアルがウェザーを倒したことでコネクタが消滅し、元に戻った。

山城 諭（）
演 - 中西良太
テレビシリーズ第37・38話に登場する依頼人。脳科学者。
ミュージアムの研究施設から脱走し、家族の居場所を捜してほしいと依頼した。探偵事務所を訪れた時に前述の依頼に臨むが、翔太郎たちが公式サイト作りのための写真撮影に夢中になっているところを、撮影が終わると写っていた自分が翔太郎たちに幽霊だと勘違いされ、パニックになっていたところで気づいた。家族に再会する直前でイナゴの女に襲われて致命傷を負い、絶命直前にはフィリップが園咲の人間であることを明かす。

イナゴの女 / ホッパー・ドーパント
演 - 佃井皆美
テレビシリーズ第37・38話に登場。ミュージアムの処刑人。
ゴスロリファッションと紫色のボブカットが特徴。イナゴの佃煮を入れたハート形の小箱を所持しており、誰かに会うたびに「食べるぅ？」と言う。変身前でも身体的運動能力が非常に高く、格闘技と強烈な電撃鋏を仕込んだ踵・スタンヒールがあるブーツを駆使して戦う。
ミュージアムから脱走した山城を殺すために行動しており、彼を負傷させた後はアクセルトライアルと交戦してメモリブレイクされる。その後、逃走したもののスミロドン・ドーパントに口封じとして殺害される。

虹村 あい（）
演 - 谷澤恵里香
テレビシリーズ第39・40話に登場する依頼人。シネコン、T・ジョイ風都の受付係。
自分が知らない間に自分の主演映画が公開されていることを知り、その真相を調べてほしいと依頼した。

川相 透（） / ジーン・ドーパント
演 - 川野直輝
テレビシリーズ第39・40話に登場。シネコン、T・ジョイ風都の店員で映画好き。
内気な性格で、他人とのコミュニケーションの際には、スケッチブックを使用して筆談する。ジーンメモリを購入して単独で自主制作映画『ジェシカの彷徨と恍惚 傷だらけの乙女は何故西へ行ったのか 漂流編』を完成させようとしており、シネコンの観客をその映画を見せるために劇場の扉を観葉植物を壁にしてドアを封鎖して7時間20分もの間、軟禁した。翔太郎たちに正体を明かされてからは亜樹子にメモリを取り上げられ、撮影チーム・透組を結成させられるが、若菜に拉致されてガイアプログレッサーを彼女と融合させた。事件解決後は自分の意見を言えるようになり、映画製作に勤しんでいる。
『風都探偵』では本人は登場しないものの、映画監督として正式に活動していることが語られている。

城島 泪（）
演 - 奥村佳恵
テレビシリーズ第41・42話に登場。
恋人であった智をダイヤモンドに変えさせられ、誠に脅迫され、ジュエルの変身者「ダイヤモンドの女」に成りすましていた。

上杉 誠（） / ジュエル・ドーパント
演 - 河合龍之介
テレビシリーズ第41・42話に登場。カリスマモデル。ジュエル・ドーパントの真の正体で、女性をダイヤに変えていた張本人。普段は爽やかな好青年を演じているが、実際は「女性を愛そうと思えば思うほど欠点が目にいって、逆に壊したくなる」という思想をもつ危険人物。
泪に片想いしていたが、智と泪が両想いと知った途端、智をダイヤに変えて泪を脅し、ドーパントのふりをさせた。
泪を爆弾で始末し、クルーザーで海外に逃亡しようとしたところで翔太郎にその正体を見破られしまい、泪の始末も失敗に終わる。最後は若菜の妨害を振り切ったフィリップにジュエルの弱点を検索され、ビッカーチャージブレイクでメモリブレイクされた。

武田 智（）
演 - 小谷幸弘
テレビシリーズ第41・42話に登場。泪の恋人。
誠によってダイヤモンドに変えられたが、Wによってジュエルがメモリブレイクされたことで、元に戻った。

後藤 良枝（）
演 - 遊井亮子
テレビシリーズ第43・44話に登場する依頼人。
老人の姿になってしまった娘のみゆ（演 - 山田海遊〈元の姿〉、久松夕子〈老人〉）を助けてほしいと依頼する。
みゆは児童劇団『風の子』に所属しており、みゆが劇の主役に抜擢されたことを関根光子（演 - ひがし由貴）に目を付けられてしまう。こうして関根は老けさせ屋に依頼し、みゆを老人化させた。
みゆを老人にしようと老けさせ屋に依頼したのが関根だと知ると、その怒りで老けさせ屋に関根の娘である久美（演 - 小西結子）を老人化してほしいと依頼し、久美を老人にした。その後、そのことについて関根と大喧嘩していた時、竜に「アンタは自分の憎しみをぶつけただけだ」と諭された結果、2人とも自分たちの過ちに気づいた。

相馬 卓（） / オールド・ドーパント
演 - 小豆畑雅一
テレビシリーズ第43・44話に登場する街頭占い師で、手相占いを行っている。裏稼業は「老けさせ屋」として対象者を老化させ、依頼人の復讐を代行している。合言葉は「老人は海を何と呼ぶ」の問いに「ラ・マール」と答える。
翔太郎を老化させてWを無力化するが、みゆたちの涙を見て探偵としての心を思い出した翔太郎に居場所を突き止められ、そのままWやアクセルと交戦。オールドの能力で翔太郎の寿命を一瞬で縮めて殺害しようとするが、アクセルの捨て身の策で妨害され、マシンガンスラッシャーでメモリブレイクされた。

轟 響子（）
演 - 平田裕香
テレビシリーズ第45・46話に登場する依頼人。風都博物館の学芸員。
インディ・ジョーンズのような格好をしており、手にしたムチを振るう。琉兵衛の失くし物である「イーヴィルテイル」を探してほしいと依頼する。学会で異端児扱いされていたところを琉兵衛が目をかけてくれたことで彼を恩人と慕っている。強気な性格だが、琉兵衛の正体を知ったときはテラー・ドーパントの恐怖を植え付けられた翔太郎ほどではないが腰を抜かして恐怖に怯えていた。
『風都探偵』では依頼人として登場し、琉兵衛の後任として風都博物館の館長となったことが明かされている。年に1回は都市伝説解明の依頼を持ち込み、翔太郎を連れ回しているという。

相田 伊三（） / オヤコドン・ドーパント
演 - ヒロシ
『仮面ライダーW 超バトルDVD 丼のα/さらば愛しのレシピよ』に登場するオムライス屋「オムライFU」のマスター。

相田 エリコ（）
演 - 藤江れいな（AKB48）
『仮面ライダーW 超バトルDVD 丼のα/さらば愛しのレシピよ』に登場。伊三の娘。

フロッグポッド（声）
演 - 太田真一郎
『仮面ライダーW 超バトルDVD 丼のα/さらば愛しのレシピよ』に登場。ドンブリコンテストの司会&レポーターを務める。

## 小説版の登場人物
禅空寺 香澄（）
『小説 仮面ライダーW 〜Zを継ぐ者〜』のヒロイン。ZENONリゾートを運営する禅空寺家の次女。18歳。

弓岡 あずさ（） / ズー・ドーパント
『小説 仮面ライダーW 〜Zを継ぐ者〜』に登場。香澄の侍女を務める初老の女性。

禅空寺 俊英（） / ズー・ドーパント
『小説 仮面ライダーW 〜Zを継ぐ者〜』に登場。ZENONリゾートのCEO。禅空寺家の長男で、背がやや低い。30歳。

禅空寺 朝美（） / クインビー・ドーパント
『小説 仮面ライダーW 〜Zを継ぐ者〜』に登場。俊英の妻。25歳。

禅空寺 麗子（） / フラワー・ドーパント
『小説 仮面ライダーW 〜Zを継ぐ者〜』に登場。禅空寺家の長女。本業はモデル。24歳。

新藤 敦（）
『小説 仮面ライダーW 〜Zを継ぐ者〜』に登場。麗子の婚約者。

石ノ森 章太郎（） / 仮面ライダーW
小説『HEROSAGA』に登場。この作品にて左翔太郎の代わりにフィリップと共に変身する。
執筆中だった『サイボーグ009』を生きているうちに完結できなかった悔しさから、死後もなお「身体を持たないものが行く世界」にて仕事を続けようとする。最後は、フィリップから作品は小説という形で息子が引き継いだことを知り、未練を断ち切った。

小野寺 由恵（） / メモリー・ドーパント
小説『HEROSAGA』に登場。石ノ森章太郎の姉。
上記の悔しさを持つ弟を迎え入れるため、ドーパントに変身していた。

## 漫画『風都探偵』の登場人物
ときめ/ ジョーカー・ドーパント
声 - 関根明良
演 - 能條愛未（舞台『風都探偵 The STAGE』）
第1話「tに気をつけろ」の調査対象であり、『風都探偵』のヒロイン。薄紫色のロングヘアが映える美貌に加え、素肌の上から着ている薄い生地のキャミソールに、ローライズのジーンズといった妖艶な容姿を持つ美女。ロード・ドーパントの発生させた異空間を利用し、空中浮遊や障壁通過などと物理法則を無視した移動や追い剥ぎを行う神出鬼没さから、「T字路の魔女」と称される。
記憶の一部が欠落しているが、「仮面ライダー」の名については聞き覚えがあるという。
自身もガイアメモリを所持していたことから、ロード・ドーパントの正体かと容疑をかけられるが、メモリが破損していたことが判明してその容疑については晴れる。メモリはフィリップが解析することとなり、自身は追い剥ぎの件で警察へ連行されていく際に翔太郎へ感謝を込めてキスを残す。その後、メモリの正体を突き止めるために竜の働きで特例措置が適応されて保釈され、一時的に鳴海探偵事務所で翔太郎の助手となる。家がないらしく、公園暮らしのホームレス状態だったため、翔太郎の助手になってからは翔太郎の自宅で暮らしている。また、亜樹子からは探偵助手として秘密ノートを、メガネウラの事件以降はフィリップが制作したピンクのスタッグフォンを渡される。
第37話において、破損したメモリがジョーカーメモリであるという事実が明示される。
第46話でジョーカーメモリを起動するも、生体コネクタが出現せず、ときめ本人は使用していなかった。
第126話でジョーカーメモリをガイアドライバーrexに装填し、ドーパント体となった。
短編SDアニメでは若菜に代わって「ヒーリングプリンセスNEO」のDJとなっている話が存在する。
- 関根はオーディションで選ばれた。テレビアニメ版では記憶喪失の設定を活かすため、あえて漫画版を読まないで収録に臨んでいたが、第3話での翔太郎へのキスシーンは台詞がオーディション時のものと同じだったため、新鮮な気持ちで演じたという。また、「謎が多いミステリアスな部分が魅力的なので、そこを大事に」と考えていたほか、「周囲の影響で成長していくので、自分も他人の演技をしっかり聞き、その影響を受けていこう」と意識しながらアフレコに臨んでいたとも述べている。

### 裏風都の住人
万灯 雪侍（） / オーロラ・ドーパント
声 - 小野大輔
演 - 君沢ユウキ（舞台『風都探偵 The STAGE』）
第1話の後日譚「tに気をつけろ+α」から登場した裏風都の指導者。長髪の一部を虹色に染めて編み、末端にはリング状のアクセサリーを取り付けている。ロード・ドーパントが作り出した裏風都を本拠地としており、そこを「選ばれし優れた人間だけが住める街」と言っている。ガイアドライバーrex（レクス）に「オーロラメモリ」を挿し込むことでオーロラ・ドーパントに変身する。第19 - 27話「閉ざされたk」では古美術商の金森 大介（）の名を騙っている。
第46話で財団Xの母体の一部である「カイ・オペレーションズ」という会社のCEOであることが判明したが、地球の本棚の本は会社を離れてからの経歴が空白であり、裏風都に潜っていたため全容まで掴むことはできていない。
「xの残影」にて、ときめの双子の弟であり、異国の実験施設で生まれ育ったところで財団Xに拾われ、理想の世界を作るために財団Xを利用していることが判明した。

五条 一葉（） / スクリーム・ドーパント
声 - 伊藤美来
裏風都の一員で、ゴスロリ服を身に纏う不気味な女。鳥羽音吉曰く「特別な方向に頭が良すぎて普通のことができない」タイプ。強い男（ドーパント）を好み、好意を抱く（＝殺害）対象を見つけると、周囲の制止を振り切って暴走する傾向がある。興奮すると「好（シュ）キィィィ」と発するのが癖。
インスタ映えしそうな殺害写真をコレクションすることを趣味としている。アクセルと戦って以降、竜に目を付けている。ガイアドライバーrexに「スクリームメモリ」を挿し込むことで、スクリーム・ドーパントに変身する。
ハイドープの能力として、優れた耳と、相手のオーラを見る目を持っている。
「gが死へ招く」で竜を殺しにかかり、一度は死に至らせたが、息を吹き返した竜に返り討ちにされた。その後の「yの魔窟」で、メモリ後遺症の鎮痛剤「yoke」を手に入れるため、製造プラントである「安らぎの泉」へ向かうが、後をつけていた矢ノ神によって始末され、ときめの腕の中で息絶えた。

千葉 秀夫（） / ブラキオサウルス・ドーパント
声 - 藤原夏海
裏風都の一員で、正装の少年。万灯の補佐役。ときめの胸を触ったり、彼女の服を脱がして身体を調べようとするなど、マッドサイエンティストのような一面を持っている。ガイアドライバーrexに「ブラキオサウルスメモリ」を挿し込むことにより、ブラキオサウルス・ドーパントに変身する。
人間態のまま他人の身体を操るほか、ボーンズを生産することができる。
「迷路棟のh」にて発覚したその正体は、不老不死の研究をしていたヘルスタイン博士の息子フィルデオ・ヘルスタインであり、彼の研究の実験台にして成功例である。この姿で50年以上生き長らえている。日本人の母を持ち、母方の姓に合わせ、自分の名前をもじって「秀夫」と名乗っていた。

二階堂 守（） / リアクター・ドーパント
声 - 乃村健次
裏風都の一員で、準幹部。サングラスをかけた大男で、幹部に最も近い存在として万灯からの信頼を得ており、裏風都のエネルギー管理や番人の役割を持っている。ハイドープであり、一度変身するとリアクターの超高熱エネルギーがしばらく体内に残り続けるため、特殊な耐熱処理をした装飾品のみを身に付けており、普段は自身をコントロールする冷却装置に入っており、変身前でも目からビームを撃つことができる。
最後はCJXの前にメモリブレイクされる。その後、裏風都に逃げようとする黒服2人を焼殺したうえで全力で体内の余熱を一気に体外に解放し、熱暴走して爆発したことでその扉を閉めた。自身は万灯に看取られて燃え尽きて消滅した。

ポール東城　/ パズル・ドーパント
「pは悪魔だ」に登場した裏風都の一員。普段は東城整骨院の整体師として働いている。中学生の時に見た千手観音に心を打たれ、パズル・ドーパントの能力を使って様々な相手から腕（才能）を買い集めている。
欲しいものは手に入れないと気が済まない主義の持ち主で、Wを倒すことで「街」に認められ、ガイアドライバーrexを手に入れようと暗躍する。ハイドープの域に達しており、変身前でも相手の体を触れることでその人物の動きの癖などの情報を得ることができるほか、戦闘で得た情報を基に動きを先読みすることもできる。
正体が発覚した後は翔太郎を誘き出し、ダブルドライバーを封じたうえで監禁して能力で圧死させようするが、スタッグフォンにジョーカーメモリを挿してマキシマムドライブを発動させた翔太郎に脱出される。サイクロンジョーカーと交戦するも、翔太郎のパズル・ドーパントに対する怒りによってジョーカーメモリの性能が上がったため、劣勢に立たされ、最後はルナジョーカーにメモリブレイクされる。

双見 光（） / クラブ・ドーパント→リアクター・ドーパント
通称「ヒカル」。第75話「fに感謝を」に登場。メモリ犯罪者集団「蒼炎群」の構成員。逃げ癖があることで普段はテツによりメモリを持たされていない。風都タワーでふうとくんのスーツアクターである富士見ナオを襲い、ふうとくんの入ったスーツケースを盗もうとするがときめの活躍で未然に防がれる。その後アジトに戻った際にテツの変身したマグマ・ドーパントに殺されかけるが、万灯に許されたことで死なずに済み、クラブのガイアメモリを渡される。
ふうとくんのミニステージが行われている会場でWCJXを打つ手なしの状態まで追い込んだところで撤退し、その際にエターナルを真似て見せた。そして、風都感謝祭当日にテツと共に風都タワーを倒そうとするが、特訓したWの連続マキシマムによってメモリブレイクされた。
しかし、警察病院への極秘移送中に万灯の手引きで裏風都へ逃亡した。その際に街へのパスポートとリアクターメモリを所持していることが明らかにされた。変身時、リアクターの炎が蒼になり、より高温の熱を発していた。また、変身後の余熱もすべて外に放出するなど最初の変身者である二階堂とは違った面が描かれている。

矢ノ神夜一（） / デス・ドーパント
第119話「yの魔窟」に登場。プロの死神とも渾名される 五条一葉とはまた違ったタイプの殺し屋。一葉より身体能力は劣っているものの幹部クラスをも脅かすほどのある決定的な能力を持っている。 万灯雪侍によりアクセルとの死闘の末に返り討ちに遭った一葉の捜索及び刺客として送り込まれる。初戦でガイアメモリ使用者にとっては致命的な自身の能力をWに見せつけ、その後一葉を捜索するときめを尾行する形で一葉を発見。
Wの邪魔が入ることを予測しあらかじめ万灯雪侍 / オーロラ・ドーパントを助っ人として呼び込み、一葉の始末には成功したものの、このことが原因で「裏風都の守護神」としての記憶と力を取り戻したときめに手も足も出ないまま倒され、メモリと同時に命も失うことになった。

万灯 永遠（） / シティ・ドーパント
第145話「xの残影」に登場。雪待とときめの腹違いの妹。雪待に心酔しており、雪待の役に立つために財団Xに入り、シティ・ドーパントとなった。裏風都を創り上げたが、エターナルの事件でメモリが暴走し、封印された。

### ゲストキャラクター
「tに気をつけろ」のゲストキャラクター
漫画第1話から第7話（テレビアニメ第1話から第3話）「tに気をつけろ」のゲストキャラクター。
坪崎 忠太（）
声 - 新垣樽助
演 - 伊藤孝太郎（舞台『風都探偵 The STAGE』）
「tに気をつけろ」の依頼者。32歳。1週間前、北海道から風都に出稼ぎに来た独身男性。終業後の夜、帰宅の途中でときめに鞄を盗まれてしまった際に一目惚れし、彼女との再会を目的として鳴海探偵事務所を訪れる。
本性は「毒キノコ」のガイアメモリ「トードストールメモリ」に劣等感から夢中となっており、手首には生体コネクタが生じているうえ、先述の素性や理由も偽りのものである。ミュージアムの健在当時、風都を旅行で訪れた際に女性セールスマンから勧められて試用したメモリに夢中となった後、風都を再訪した際に大金を支払って入手しており、それを隠し底に入れておいた鞄ごと奪ったときめから取り戻そうと、裏では立川と結託して彼女の口封じも兼ねて追っていた。それらのことを推理した翔太郎に罪を償うように言われた際に泣きながら拒絶して変身しようとするが、亜樹子の連絡で事務所を訪れていた竜に制止されて逮捕される。

立川 蓮司（）
声 - 小西克幸
演 - 松本寛也（舞台『風都探偵 The STAGE』）
夕凪町に拠点のビルを構える悪徳企業家。手下たちを殺害したとされる「T字路の魔女」を恨んでいるが、真犯人がサブであることには彼に気絶させられるまで気づいていなかった。

サブ / ロード・ドーパント
声 - 興津和幸
演 - 梅澤裕介（舞台『風都探偵 The STAGE』）
立川蓮司の手下。犯行を重ねるうちにメモリに蝕まれて自制が効かなくなった末、立川たちの前で本性を現して彼を殴り倒し、変身する。最後はWにメモリブレイクされ、立川共々警察へ引き渡される。

「最悪のm」のゲストキャラクター
漫画第9話から第15話（テレビアニメ第4話から第6話）「最悪のm」のゲストキャラクター。
真島 伸太郎（）
声 - 赤羽根健治
ゲーム会社・マックスソフトのプロデューサーで、「最悪のm」の依頼者。風祭メグ宛に殺害予告が届いたため、鳴海探偵事務所に彼女の護衛を依頼する。殺害予告を無視してイベントを続けようとした会社の重役に激怒した結果、会社を辞めることになる。

森口 もな子（） / 風祭 メグ（）
声 - Machico
大人気の対戦型格闘ゲーム『モンスターエルドラド』のメインプログラマーを務める女性で、「最悪のm」の依頼対象。普段は一人称が「あたい」で地味かつ男性的な容姿をしており、開発リーダーとしてゲーム開発を行なっている傍ら、ゲームをPRする人気アイドル「風祭メグ」としてイベントの司会やイメージソングをこなしている。事件解決後、真島と共に会社を辞めて新しいゲーム会社を起業する道を選ぶ。

小泉 みどり（）
声 - 大西沙織
風祭メグのサポートをする「チームメグたん」のリーダー。美貌と才能が有りながらメグとしての活動を拒否するもな子に嫉妬しており、睦夫に情報を漏らしていた。事件解決後、警察へ引き渡される。

美原 睦夫（） / メガネウラ・ドーパント
声 - 沖野晃司
ゲーム雑誌記者であり、「マーダー」と呼ばれているゲーマー。勝つためならチートツールの使用も辞さない卑怯な性格。風祭メグにゲームで完敗させられたことを逆恨みし、彼女の命を狙っている。
一度目の戦闘において翔太郎を負傷させた後、小泉みどりの密告によってメグの正体を突き止めて更衣室でメグを襲うが、ときめとファングメモリに阻止されて二度目の戦闘となり、ファングジョーカーに倒される。一度目の戦闘後には「ハイドープかもしれない」と考えた万灯雪侍から援助されていたが、二度目の戦闘後には「ハイドープの入り口をウロウロするレベルの人間は『街』に必要ない」と見限られ、搬送先の風都警察病院にて竜による事情聴取前に万灯の変身したオーロラ・ドーパントに始末された。

「cは何処に」のゲストキャラクター
漫画第16話から第18話「cは何処に」のゲストキャラクター。
中条 朱美（）
「cは何処に」の依頼人。亡父の中条巖の飼い猫・チャオを探すように依頼し、巖の他の遺族も依頼を出しに訪れる。

チャオ
「cは何処に」の依頼対象。巖の飼い猫であった。優しい性格で、蝶野麻友がドーパントに変身したまま動けなくなった時に彼女を心配し、翔太郎たちが麻友のもとへ駆け付けるまでずっと彼女のそばを離れなかった。
首輪にはマリーナ・エメラルドという希少な宝石がはめ込まれており、朱美をはじめとする遺族はこの宝石を狙っていた。

蝶野 麻友（） / カラカル・ドーパント
「cは何処に」で登場。 結婚詐欺による自暴自棄からカラカル・ドーパントに変身したが、メモリの動作不良によって身体に不調が生じて人間に戻れなくなって下水道で動けなくなり、街中の猫に助けを求めていた。幸いにもメモリが不良品だったために毒素の影響が低く、それゆえに悪事を働かなかった。最終的にメモリがルナトリガーのマキシマムドライブによって破壊されて病院に運ばれた後、自分を翔太郎たちが助けるきっかけを作ったチャオと再会し、「退院して罪を償ったら、チャオと暮らしたい」と言いながら涙を流した。

「閉ざされたk」のゲストキャラクター
漫画第19話から第27話（テレビアニメ第7話から第9話）「閉ざされたk」のゲストキャラクター。
久保倉 環奈（）
声 - 菊地美香
「閉ざされたk」で登場。仮面を付けた花嫁候補の1人で、製薬会社に勤めるOL。26歳。爆弾低気圧の影響で季節外れの大雪に見舞われた雪山でカバイロツルタケのキノコ狩りをしたせいで山の麓へ戻れなくなった翔太郎たちを鏡野邸に避難させた。目に涙を浮かべながら、花嫁になれなくてもいいから助けてくれと翔太郎に言う。実は最初にアルコールメモリを使用した人間であり、メモリによる毒素で昏倒したが、メモリを使用したときの記憶を丸々無くしただけで済んだ。

財前 暦（）、有藤 蛍（）、難波 くるみ（）
声 - 上田瞳（財前暦）、石上静香（有藤蛍）、篠原侑（難波くるみ）
「閉ざされたk」で登場。鏡野邸に招かれた花嫁候補たち。素性を隠すため、全員が仮面を装着している。財前暦と有藤蛍は身体を巡った大量のアルコールを摂取したことで強い毒素によって中毒死するが、難波くるみはメモリの使用をフィリップが阻止したため、難を逃れた。暦は関西出身で23歳の舞妓（芸者の卵）、蛍は21歳の元グラビアアイドル、くるみは風都歓楽街で働く24歳のホステス（翔太郎曰く「典型的な夜の女」）。

鏡野 空也（）
声 - 楠大典
「閉ざされたk」で登場。錐通（）村にある鏡野家の末裔で鏡野邸の主人。外見に惑わされず内面だけで選ぶために土地の魔除けの仮面を付けた女性たちの中から自身の嫁を選ぶという風習を基に、花嫁決定戦を行なっていた。環奈に気があったが、家の遺産をを切り売りしてきただけの自分ではふさわしくないと考え、事件解決後には自分で働くことを決意した。実は下戸なため、夜会ではウイスキーを飲むふりをして烏龍茶を飲んでいた。
「iよ もう一度」では建設会社の社員となっており、風都イレギュラーズの一員となった。

鏡野 キク（） / アルコール・ドーパント
声 - 八百屋杏
「閉ざされたk」で登場。空也の祖母で、アルコール・ドーパントの真の変身者。鏡野家を守るために多くの裏仕事を行ってきた。地球の本棚に直結する前のフィリップないしミュージアム創設前の園咲家に会ったこともある。
ミュージアムに協力していたこともあって実験体として長年のメモリの使用によって一種の超能力を得ており、ハイドープの先駆けであり、典型。
自らの死期を悟って年老いた自身に代わる後継者を選出するため、花嫁候補4人にスロットを植え付け、アルコールメモリと空也の妻の座を奪い合うように仕向けた。「自分が万が一負けた時は屋敷を燃やすように」と正に頼んでいたため、CJXに敗北した後は空也を守るために彼を屋敷から追放し、自分は燃え盛る屋敷と運命を共にした。

木村 正（）
声 - 前田弘喜
「閉ざされたk」で登場。鏡野家の執事。52歳。10代のころより鏡野家に仕えており、その忠誠心は高く、キクと共犯しており、事件の最後にはキクの希望によって屋敷を爆破し、自身も運命を共にした。

「pは悪魔だ」のゲストキャラクター
漫画第28話から第37話「pは悪魔だ」のゲストキャラクター。
菅生 伝一郎（）
「pは悪魔だ」で登場する依頼人。売れない漫画家。
ある夜にドーパントと取引して右腕を売ってしまうも後悔し、右腕を取り戻そうと鳴海探偵事務所を訪れる。
アシスタント時代に養った非常に精密な作画力は、パズル・ドーパントに気に入られている。

奏 利津子（）
「pは悪魔だ」で登場。パズル･ドーパントに腕を売った者の1人で、元有名ピアニスト。
正体はポール東城の情婦であり、菅生とは違って右腕を売ったことに後悔するどころかむしろ感謝していた。ポール東城の敗北後、竜によって逮捕された。

浅野 弘（）
「pは悪魔だ」で登場。プロボクサーだったが網膜剥離により引退し、収入が不安だったためにパズル・ドーパントに左腕を売ったが後悔している。

近藤 恭二（）
「pは悪魔だ」で登場。元フェンシング選手。目の病気で引退したのち、パズル・ドーパントに右腕を売ったが後悔している。

「超人r」のゲストキャラクター
漫画第38話から第46話（テレビアニメ第10話から第12話）「超人r」のゲストキャラクター。
蘭堂 りつか（）
声 - 石見舞菜香
「超人r」の依頼人。小学6年生女子。行方不明になった祖父の捜索を依頼した。

蘭堂 廉太郎（）
声 - 斧アツシ
「超人r」の依頼対象。りつかの祖父で、蘭堂機械製作所の創始者。二階堂守が持ち込んだ特注バルブ製作の依頼を請け負った。かつてテロリストに騙されて対人地雷の部品を作ったことがあり、それを後悔している。バルブが小型原子炉の部品ではないかと思い、守の後をつけたが、その際に裏風都に迷い込んでしまっていた。
「異端児d」に再登場し、データの増幅送信機を作成した。

蘭堂 玲一（）
声 - 杉崎亮
「超人r」に登場。りつかの父で、蘭堂機械製作所の経営者。二階堂守の依頼を見たが、無理と判断し断ろうとした。

「sの肖像」のゲストキャラクター
漫画第47話から第55話「sの肖像」（アニメ映画『スカルの肖像』）のゲストキャラクター。
男 / アントライオン・ドーパント
声 - 上西哲平
「sの肖像」に登場。周囲の者たちに相手にされなかったことからメモリを購入し、街の人々全員を生贄に取って神になることを目論む。砂地獄を発生させ、落ちてきた人間を捕食していた。それに翔太郎が巻き込まれていることをシュラウドから聞いて駆けつけた荘吉が変身したスカルにメモリブレイクされ、自身が発生させた砂地獄に埋もれて死亡した。

「闇はoの巣」のゲストキャラクター
漫画第56話から第65話「闇はoの巣」のゲストキャラクター。
逢瀬 奈々（）
「闇はoの巣」で登場する依頼人。辰巻高校三年の不良少女。親友の沖田舞の捜索を依頼した。
舞に突き放されたことを恨み、ガイアメモリの存在を教えたが、それがきっかけで行方不明になったかもしれないと後悔している。

沖田 舞（） / オウル・ドーパントの胴体
「闇はoの巣」で登場する依頼対象。奈々の親友。
裕福な家の娘だが両親は冷え切っており、自分を変えるためにガイアメモリを手をに入れようとした。オウルメモリに適合したため音吉に利用され、望まぬ殺人を強いられていた。

鳥羽 音吉（） / オウル・ドーパント
「闇はoの巣」で登場。
表向きは王道学習塾の塾長だが、メモリ密売組織「ORIGIN」のトップ。万灯の協力者であり、五条一葉の才能を見出し、万灯に紹介した。
ハイドープ能力によって、相手と相性のいいメモリの色（タイプ）を識別できる。
人を切断することを好み、もう一本のオウルメモリに適合する舞を使い、強力な体を手に入れた。
竜を追い詰めるも、フィリップが調整していた強化アダプターでアクセルブースターとなったアクセルによって、舞のメモリを壊された。それでも自分のメモリが無事だったために逃げようとしたが、ファングトリガーの必殺技を受けてメモリブレイクされた。脳容量が多いメモリを使っていた反動のためか、眠り続けることとなった。

「bたちの宝物」のゲストキャラクター
漫画第66話から第74話「bたちの宝物」のゲストキャラクター。
弁財天 源十郎（）
「bたちの宝物」で登場する依頼人。偏屈だが名の通ったカメラマン。
風都湾岸特別廃棄場の夕陽の景色が好きで、その近くに家を建てて住んでいる。朝と夕方になると空が異常な色に染まるようになったため、原因を調べるよう依頼してきた。
彼の家は、廃棄場で探し物をしているbbb（ベイサイド・バッド・ボーイズ）の拠点になっている。

馬場 凡太（）
「bたちの宝物」で登場。bbbのメンバー。風都サイダーのビンの蓋のコレクターで、最後の一つを探している。

暮雨川 しおれ（）
第66話 - 第74話「bたちの宝物」で登場。bbbの紅一点。蟻マニアで、風都湾に来た船に紛れていた外来種の蟻を採集するのが趣味。

ビリー佛田（） / トラッシュ・ドーパント
「bたちの宝物」で登場。bbbのメンバー。旧車マニアで、廃棄場から集めたパーツで一台を復元するのが夢。
元カーレーサーだが、五年前に事故で半身不随となり、その際チームメンバーからゴミ呼ばわりされた。その後トラッシュメモリを買ってメンバーを殺し、その時にゴミを食べると人間時の身体も治ることに気付いた。廃棄場で身体に合うゴミを探しているときに源十郎と出会い、とっさに上記の夢をでっち上げたが、源十郎やbbbの仲間と過ごすうちにその夢も本当のものとなっていた。千葉秀夫との取引で装置を守るために廃棄場の職員を殺していたが、bbbのメンバーだけは殺さないようにしていた。しかし翔太郎たちによって正体が明かされ、追い詰められたことで皆殺しにすることを決意した。
エクストリームと交戦するが、プリズムソードによって溶解能力を封じられ、再生速度を上回るためにアクセルメモリを用いたビッカーファイナリュージョンによってメモリブレイクされた。その後、エクストリームをかばってオーロラ・ドーパントの攻撃を受け、死亡した。

「fに感謝を」のゲストキャラクター
漫画第75話から第84話「fに感謝を」のゲストキャラクター。
富士見 ナオ（）
「fに感謝を」に登場する、ふうとくんのスーツアクターをしている女性。
風都タワー感謝祭目前にヒカルによって怪我を負わされ、ときめに代役を頼んだ。かつて風都タワーがNEVERによって占拠された際に子供を助けたことから、自分の仕事に誇りを持っている。

深澤（）
「fに感謝を」に登場する依頼人で、風都タワー事務局長。風都タワー感謝祭を中止しようとしたが、ナオやときめ、ジミーの説得を受け、開催を決定した。

鷹岩 降雄（）
「fに感謝を」に登場する、ナオの後輩のスーツアクター。世界レベルの空手家でもある。クラブ・ドーパントの再生能力への対抗手段として、捻り込みを入れたパンチの習得に臨む翔太郎のコーチを務めた。
- モデルは仮面ライダーWのスーツアクターを務めた高岩成二であり、名前の「降雄」も高岩がかつて『ビーファイターカブト』で演じたフリオ・リベラにちなむ。

風吹 鉄男（） / マグマ・ドーパント→クラブ・ドーパント
「fに感謝を」に登場した、仮面ライダーエターナルを崇拝する犯罪グループ「蒼炎群」のリーダー。手下を平然と使い捨てるような性格で、入手したガイアメモリも手下で実験してから使用する。
仮面ライダーエターナルの意思を継ぎ、風都タワーを破壊しようとしていたが、仮面ライダーWによって阻止され、メモリブレイクされた。その後、病院に搬送中に、万灯にリアクターメモリを与えられた光によって始末された。

「死神はlの顔」のゲストキャラクター
漫画第85話から第93話「死神はlの顔」のゲストキャラクター。
東堂 幸三（）
「死神はlの顔」に登場。古代民族文化の研究者。琉兵衛の知人で、博物館の外部ブレーン「L・A・S・T」のメンバー。最初に死仮面を受け取り、第一の被害者となった。

ルーク・ランカスター / ラーフ・ドーパント
「死神はlの顔」に登場。電子工学と生物学の権威で、「L・A・S・T」のメンバー。専用回線を使った会議中にラーフ・ドーパントに襲われ、二人目の犠牲者となった。だが実は彼こそがラーフ・ドーパントであり、容疑者から外れるために能力を使って死んだように見せかけていた。
琉兵衛の思想に魅せられており、琉兵衛の死後に届いたラーフメモリを用いて「L・A・S・T」の頭脳データを集め、琉兵衛の後継者になろとしていた。響子を慕っており、第二の琉兵衛になれば響子に振り向いてもらえるとも考えていた。
仁を殺したところで翔太郎に企みを暴かれ、メモリブレイクされた。その後、能力を多用したことで急激に老化し、響子への想いを吐露し、悲しげな笑みのまま息絶えた。

吾妻 仁（）
「死神はlの顔」に登場。発掘・復元を得意とする調査技師で、「L・A・S・T」のメンバー。自分たちがミュージアムに協力するきっかけを翔太郎たちに話したのち、ラーフ・ドーパントに襲われ、三人目の犠牲者となった。

咲夜 栄介（）
「死神はlの顔」に登場。人間の遺伝子を専門とする研究者で、「L・A・S・T」のメンバー。事件ののち、博物館の正式な顧問となった。

「異端児d」のゲストキャラクター
漫画第94話から第102話「異端児d」のゲストキャラクター。
出紋 大騎（） / ディープ・ドーパント
「異端児d」に登場。ときめを誘拐した老人。自らを「世捨て人」・「芸術家（アーティスト）」と嘯く。 一人称は「ボク」。61歳。かつては裏風都に所属していたが、現在はディープメモリの能力を応用した地下空間に、自分しか入れないプライベートビーチを作り悠々自適な生活を送っている。趣味は絵画であり主に若い女性を中心に描いていた。忘れっぽくなっており覚える際にペンで手の甲にメモ書きする癖がある。饒舌かつ飄々としており、誰に対しても不遜かつ見下した態度を隠そうとしない傲慢な人物。一方で、女性の扱いには自信があると自称しており、これまでに誘拐してきた女性にもその意思を尊重しており、最終的には恋仲となった相手もいるし、そうならなかった相手に無理矢理に手を出したりはしていないと語る。もっとも、モデルとして気に入ると誘拐してでも同棲するという時点で立派な犯罪者であり、誘拐したら全裸にして水着のサイズが合っていないと眠らせて着替えさせるという完全なる変質者である。かつては財団Xの根幹企業の一つ『カイ・オペレーション』の社員であったが、その実態も知らず、年齢の割に待遇にも恵まれない窓際社員であった。そのうえに重い病に侵されてしまい、若い女性ばかりを描くのも「自らと違い健康的な体」であることへの鬱屈した感情によるものであった。そして、新たなCEOとなった万灯雪侍にその「心の闇」を見出され、秘書にまで抜擢される。そして裏風都も含め、長らく表でも裏でも彼を忠臣として支えており、お互いに能力や機密まで知り尽くした関係であった。しかしディープメモリを手にしたことで雪侍のもとを離反し、風都の地下に隠れ家を作り潜んでいた。目を付けた女性を隠れ家に連れ込んではドーパントに改造しており、女性は全員メモリの毒で死んでいる。
かねてから目を付けていたときめを隠れ家に連れ込み、雪侍に不干渉を要求したが断られ、翔太郎に共闘を持ちかけたがこれも断られた。腹いせに隠れ家に籠ろうとしていたが、肉体をデータ化したフィリップがときめのスタッグフォンを通して隠れ家に現れ、ファングメタルによって倒される。地上に出たところで、その場に現れた裏風都の面々に捕まり、ロード・ドーパントの餌にされた。

「迷路棟のh」のゲストキャラクター
漫画第103話から第110話「迷路棟のh」のゲストキャラクター。
本条 隼人（）
「迷路棟のh」に登場した依頼人。東風都大学准教授で、翔太郎の高校時代の友人でもある。在学中から天才として有名で、本の出版やテレビ出演もこなしている。東風都大学H棟、通称「迷路棟」で起こっている連続傷害事件の調査を依頼した。
研究が頓挫した際に財団Xと接触し、出資と引き換えに協力していた。加頭順からの要請で、ヘルスタイン博士の研究室を開けるための手段を探し、シザーズメモリを使用する計画を立案した。
事件が解決した後、警察に自首した。

羽柴 ひろみ（） / シザーズ・ドーパント
「迷路棟のh」に登場。東風都大学研究員で、隼人の大ファンでもある。歴史的価値があるとして、迷路棟の取り壊しに反対している。
隼人の研究室発掘計画書を見つけて、自分がその役目を果たそうとドーパントとなった。その際に裏風都と接触し、迷路棟の番人兼発掘作業要員となった。発掘の余波によってケガ人が発生しており、それが傷害事件の真相だった。

不動院 春馬（）
「迷路棟のh」に登場。東風都大学教授で、隼人の上司。ヘルスタイン博士のもとで研究員をしていたことがあり、傷害事件を「呪い」と評していた。迷路棟が壊された後、原因がなくなったことで晴れやかな顔になっていた。

ハルバー・ヘルスタイン
「迷路棟のh」に名前と肖像画として登場。東風都大学教授で、生物学の鬼才と呼ばれていた科学者。迷路棟の主であり、いかなる権力もはねのけていた。50年以上前から消息不明であり、その時点で75歳。迷路棟内部の秘密研究室で死亡していると推測されていた。消息を絶つ前に、春馬に「死なない方法を見つけた」と言っていた。不老不死について研究しており、財団Xの前身ともいえる「死の商人」とも繋がりがあった。息子であるフィルデオ（千葉秀夫）を実験台にしていた。

「gが死へ招く」のゲストキャラクター
漫画第111話から第118話「gが死へ招く」のゲストキャラクター。
玄道 修一郎（） / ディーバ・ドーパント
「gが死へ招く」に登場。風都署内のガイアメモリ特殊研究所の所長。本庁にいたころからガイアメモリに手を出しており、メモリに触れる機会を増やすために照井と共に研究所設立を推進した。一葉と協力し、特殊研メンバーを能力で操ってメモリを盗み出したが、正体がばれたことでWと交戦し、メモリブレイクされた。

銀野 真希（）
「gが死へ招く」に登場。特殊研メンバーで、メモリの移送や事件現場の調査を担当する。元交通機動隊所属だが、ドーパント事件に巻き込まれ、怪我によって隊を離れ、特殊研に入った。照井を「竜兄」と呼ぶ。

我那覇 祥子（）
「gが死へ招く」に登場。特殊研の常駐チームのリーダー。メモリの能力の研究を得意とする。恋人がメモリに手を出してドーパント化したのち、毒素で死亡している。特殊研が解散したのち、照井をサポートする研究チーム「チームアクセル」を結成した。

リィナ・グレースト
「gが死へ招く」に登場。特殊研メンバーで、生物学的見地からメモリの適合率や肉体の影響の測定を得意とする。勤めていた医療機関が財団Xと関わりがあり、そうと知らずにドーパント被験者を選出していた。

後藤 留美子（）
「gが死へ招く」に登場。特殊研メンバーで、メモリの電子解析を得意とする。ドーパント事件に巻き込まれたことがある。

「iよ もう一度」のゲストキャラクター
漫画第128話から第135話「iよ もう一度」のゲストキャラクター。
大山
「iよ もう一度」に登場。イタリア料理店『ネーロ』の店長であり、イブクロ横丁商工会会長。

伊倉
「iよ もう一度」に登場。イブクロ横丁にある中華料理店『威風』の店長。

森川 一清（） /ハングリー・ドーパント
「iよ もう一度」に登場。イブクロ横丁にあるケーキ店『天塔（あまとう）』の店長。5年前に一度ハングリーメモリを使い、イブクロ横丁に人を集めることで横丁存続の危機を乗り越えた。その後はメモリを厳重にしまっていたが、存在を思い出したことでメモリに操られ、店員を餓死させた。その後、メモリに乗っ取られて暴れまわったが、エクストリームとなったWに敗北。警察に逮捕された。

「愛しのq」のゲストキャラクター
漫画第136話から第143話「愛しのq」のゲストキャラクター。
プリンス
「愛しのq」に登場。天才子役中学生。クイーンとコラボしたことがきっかけで人気になり、二人で活動することが多くなった。カメラが回っていないところでは引っ込み思案なところがあり、自身を変えるきっかけにしようとクイーンとの仕事を依頼した。

久我
「愛しのq」に登場。番組プロデューサー。コッパの「人間狩り」の獲物にされたことでパニックを起こして怪我を負い、脱出後に入院した。

九重
「愛しのq」に登場。クイーン&エリザベスのマネージャー。

コッパ / クエスト・ドーパント
「愛しのq」に登場。目を付けたアイドルを裏風都に引き込み、「人間狩り」の獲物にする快楽殺人鬼。アイドルや同行者の悲鳴や喧嘩の声を堪能し、時間がたつと自ら「狩り」に乗り出す。クイーンをロケバスごと引き込み「狩り」の獲物にしたが、翔太郎たちにアジトを突き止められた。その時にエリザベスを「足手まとい」とバカにしたことで翔太郎たちの怒りを買った。Wとの交戦の際、自身が気付かなかった弱点を突かれて敗北。その後は一気に精気を失い、警察の医療施設に収容された。

## ドーパント

### 主要ドーパント
テラー・ドーパント
- 使用者：園咲琉兵衛

第4話から登場。「恐怖の記憶」を内包したテラーメモリで変身するドーパント。黒く伸びるマントと、饕餮を象った巨大な青い冠テラークラウンを戴いた頭頂が特徴である。
園咲家が所有する上位ガイアメモリ・ゴールドメモリの中でも最強クラスの能力を持つ。メモリのスイッチを押しただけで、常に余裕を見せる霧彦が後ずさるほどの威圧感を持っており、変身前の姿で翔太郎に会っただけで彼に恐怖心を抱かせ、ミュージアムの詮索を拒絶させている。 井坂やシュラウドの回想などから、琉兵衛は少なくとも10年以上前からこのメモリを所持していた。井坂からは「恐怖の帝王」と比喩され、フィリップからはその威圧感ゆえ「敵の根源」と称される。
浮遊能力と瞬間移動能力によって神出鬼没に出現し、周囲に青黒い粘液状の精神干渉空間テラーフィールドを生成させる能力を持つ。このテラーフィールドは効果範囲内の対象に激しい恐怖心を煽る効果があり、これにより相手を精神的に自滅させ、やがては発狂死にまで追い込む。また、自身や任意の対象を液状化したかのように吸収して移動させるほか、敵の飛び道具に対する防御壁にもなるなど、汎用性は極めて高い。
テラーフィールドによる精神干渉能力ゆえにゴールドメモリの中でも最高位の絶対的な実力を誇るが、ごく稀にフィリップや竜など精神干渉攻撃に耐性を持つ一部の者には効果が薄いという欠点もある。しかし、テラーフィールドが効かない敵に対しても、琉兵衛のテラーメモリとの適合率の高さにより、頭頂のテラークラウンの表面部分から魔竜テラードラゴンを形成させての強力な物理攻撃により、敵を圧倒する。しかし、テラードラゴン形成時はテラーフィールドの源となる恐怖のエネルギーテラークラウドをテラードラゴン形成に費やしていることから、テラーフィールドを発生させられなくなるという別の弱点が生まれるため、分離時はテラードラゴンとあまり離れすぎない範囲で戦う必要がある。
テラー・ドーパント本体の物理的な攻撃能力は、テラーフィールドやテラードラゴンほどの絶対的なレベルの特殊能力こそ備えていないものの、掌から石柱を容易に砕くほどの強烈な衝撃波を放つ能力を持ち、それをカウンター攻撃として用いることで、並のドーパントを凌ぐ接近戦を行い、戦闘技術により欠点を補っている。仮面ライダーWのCJXとの初戦では、この衝撃波によるカウンター攻撃を撃ち込んで吹き飛ばし勝利している。
最終決戦の際には、アクセルにテラードラゴンとの行動を分断されてWとの戦闘になり、前述の衝撃波を零距離で放とうとするも、恐怖を乗り越えたW CJXにはカウンター攻撃を合わせられず、ダブルエクストリームでメモリブレイクされると同時に、テラードラゴンもアクセルタービュラーの決死のマキシマムドライブで倒される。
書籍『仮面ライダーW超全集』では、NEVERとの開発競争において園咲琉兵衛自らテラー・ドーパントとなりガイアメモリの能力を見せつけ、財団Xからの資金援助を勝ち取ったことを記述している。
- 当初は全身を真っ黒にする予定だったが、末広がりのような安定感のあるものにするため、赤いスカートのような衣裳を穿かせている。テラードラゴンはただ龍に変身するだけではつまらないと思い、頭の上の恐怖への入口から、たまたま物理的な形を普段はしているが、次元などは関係なく空間として実は空いており、龍が顔を覗かせているだけというイメージである。

『オーズ・電王・オールライダー レッツゴー仮面ライダー』（以下『レッツゴー仮面ライダー』）
ショッカーと結託した組織や種族から集まった国連会議に参加する代表者11人のうちの1人として登場する。
『MOVIE大戦MEGA MAX』
財団Xが作り出したダミー怪人が登場する。仮面ライダーストロンガーと戦い、電キックで倒される。
『仮面ライダーゴースト 伝説！ライダーの魂！』
フレイに召喚されて登場する。テラードラゴンこそ用いないものの前述の能力を用いて仮面ライダースペクター / 深海マコトを恐怖で圧倒するが、それを仮面ライダーゴースト / 天空寺タケルへの友情で克服したスペクターがダブルゴーストを纏ったことで形勢を逆転され、オメガドライブ・ダブル魂で倒される。原典と同じく寺田が声を演じている（「友情出演」とクレジットされている）うえにオリジナルの個体と同じ記憶を持っているらしく、消滅する際には家族のもとへ帰る旨を述べている。

タブー・ドーパント
- 使用者：園咲冴子

第1話から登場。「禁忌の記憶」を内包したタブーメモリで変身するドーパント。女性の上半身と芋虫のような下半身を持つ赤いドーパント。目元に眼球がなく、下半身の先端に単眼がある。右側の胸にはゴキブリ、左肩には髑髏が付いている。
ビギンズナイトで、初めて翔太郎たちと対峙した。名前の「タブー」とは、冴子自身の「目的のためなら手段を選ばない」という行動心理も意味している。
その下半身ゆえに歩行することはなく常に空中を浮遊移動し、掌から強力な破壊光球（破壊光弾）を放つ。また井坂の度重なる「治療」を受けたことで、通常のドーパントの能力に対する高い抵抗力を得ている。
ミュージアムから追われていた際にスミロドンの強襲によってガイアドライバーを破壊され、メモリは琉兵衛に回収されたが彼の死後は加頭によって再び冴子のもとへ返還された。その後はRナスカと同じく胸元のコネクタに直挿ししていた。
『風都探偵』では、ビギンズナイト編に登場。スカルと対決し、マキシマムドライブで変身を解除されるも圧縮光球で、マスカレイドごとロストドライバーを撃ち抜いた。
17巻でも登場し、財団Xのエージェント12人が変身した。その際、一体ずつ別々な姿になっていた。このことから、使用者の内面性によって外見や能力が変化するという特性があることが判明した。

クレイドール・ドーパント
- 使用者：園咲若菜

第4話から登場。「土人形（土偶）の記憶」を内包したクレイドールメモリで変身するドーパントで、白い陶器人形のような姿をしている。
ドライバーのメモリ挿入口が背中側に位置するため、ドーパント形態の球体は腹部でなく背中側にある。
重力を攻撃に転用する能力を持ち、左腕からは黄色い重力エネルギー弾を連射し、右手からは一点に数十倍の重力波を与えて破壊する重いパンチを繰り出すほか、天井を歩くこともできる。また粉々に砕かれても破片が自動的に再結合し、何事もなかったかのように復元される高い再生能力を持ち、この状態では死ぬことはない。この能力ゆえに冴子からは「護身用のおもちゃ」と呼ばれていた。
井坂にドライバーを細工され直挿しと同じ状態となり、タブーを上回る攻撃力を持つようになった。その代わりメモリの暴走症状により若菜は一時的に情緒不安定に陥ったが、後に克服している。ガイアプログレッサーを若菜の遺伝子と融合してからはこの状態での全体的な能力も上がっている。
「祈りの人形」とも呼ばれ、地球の記憶と一体化するための依代となる。
- 人の顔をスーツに付けると人形っぽくなってしまうが、クレイドールのため、人形の顔ということとなった。デザイン画では腕が左右逆に描かれている。ドライバーの設定などが反映される前にデザインされたことからベルトを付けられず、背中にメモリ挿入口を作ることとなった。

クレイドールエクストリーム
第40話から登場。クレイドール・ドーパントの体に、有機情報制御器官試作体ガイアプログレッサーを遺伝子操作によって融合させることで、クレイドールにエクストリームの力を付加したクレイドールのエクストリーム態。
体長4メートルという巨体となり、頭部がクレイドール同様不気味な女性の素顔、下半身が遮光器土偶の意匠が取り入れられたドレスのような姿となる。声は男性のようなものになるが、男性声優の声ではなく、エフェクトを加えた飛鳥の声が使われている。元々「クレイドール＝土人形」とは古代の人間が神への祈りを込めるための「器」として作り出されたものであり、その性質を持つがゆえに完成させることができたと言える存在。琉兵衛曰く「地球という神の巫女」。
無限の飛翔能力を持ち、常に空中を浮遊して移動し、クレイドールの両腕が変化した両肩の突起を鞭のように伸ばして操る打撃や、W CJXのマキシマムドライブに匹敵する威力の赤黒い重力弾によって、他を圧倒する攻撃力を発揮する。重力弾の溜め撃ち（この際はタブーの破壊光球と同じ色になる）もでき、一撃で周辺を焼け野原にする威力を持つ。また、重力弾と同色のワームホールによる空間転移が可能であることから、巨体での踏み潰しも強力な攻撃となる。その戦闘力はRナスカ・ドーパントを一切寄せ付けず、CJXですら防戦で手一杯なほど。
さらにフィリップ同様、「地球の記憶・無限アーカイブ」に接続することが可能となり、若菜は「地球の記憶・無限アーカイブ」で彼と接触できるようになる。シンクロ率はフィリップを凌ぎ、地球の本棚の中で変身し、攻撃することも可能。ただし、一度クレイドール・ドーパントになってからでないとクレイドールエクストリームにはなれない。
琉兵衛と共にガイアインパクトを行おうとした際、制御データとしてその身に取り込んでいたフィリップの意識をWの変身システムを応用した翔太郎によって引きずり出され、エラーを起こす。さらには、フィリップの肉体データを取り戻すために飛来したエクストリームメモリに身体を貫かれたことで変身が解け、ガイアインパクトは阻止された。
- 遮光器土偶などドール系の要素を入れて大きくしている。

『MOVIE大戦MEGA MAX』
他の園咲家のドーパントと共にダミー怪人が登場。仮面ライダーV3にエネルギー弾で攻撃するもすべて避けられた末、V3反転キックで倒された。オリジナルと同様、舌打ちする癖がある。

ナスカ・ドーパント
- 使用者：園咲霧彦

第3話から登場。「ナスカ文明の記憶」を内包したナスカメモリで変身するドーパント。ナスカの地上絵のハチドリの地上絵の翼のような模様が刻まれた青い騎士の姿をしている。両肩からは長いマフラーが伸び、これを自在に操ることによって標的を捕縛する能力を持つ。
手から放つ光弾や、専用武器であるスナイパーライフルとしても使用可能な長剣ナスカブレードを用いた高速戦闘を得意とする。また、背中からエネルギー翼ナスカウイングを発生させ、それを利用しての飛翔能力をも備える。力を使いこなすにつれて肉体とメモリのリンクレベルが上がり、様々な特殊能力が付加されていく特徴を持っており、「レベル2」に達することでナスカウイングによって音速に達するほどの超加速能力を獲得した。
しかし、秘められているメモリの力があまりにも強大なため、力を開放するにつれて肉体がメモリに適さない者はガイアドライバーを使っても毒素に蝕まれ、やがては死に至る。ナスカメモリは霧彦の死ぬ直前に冴子に回収され、ディガル・コーポレーション社長室の隠し金庫に密かに保管されていたが、後にタブーメモリを失った冴子によって持ち出される。
- 横顔は『未来忍者 慶雲機忍外伝』の主人公の不知火のテイストを取り入れている。

『仮面ライダーW FOREVER AtoZ/運命のガイアメモリ』
- 使用者：風都の一般市民

ナスカのT2メモリにより変身。固有能力を使いこなすことなく、街で警官隊相手に暴れ回っていた。かつて霧彦が変身していた青い体色のもので、ガイアドライバーが付いていない状態で登場。アクセルと戦闘を繰り広げるが、ナスカはダイナミックエースで倒された。

Rナスカ・ドーパント
- 使用者：園咲冴子

第39話から登場。タブーメモリを奪われた冴子が、以前に自身が霧彦から回収・保管していたナスカメモリをディガル・コーポレーションの社長室のシークレットクローゼットから盗みだして使用した新たなナスカ・ドーパント。
井坂の遺志を継いだ直挿し（コネクタは左肩）のためガイアドライバーが存在せず、基本カラーおよびコアの球体の色が赤へと変化している。Rナスカの「R」には、基本カラーの「レッド（Red）」、冴子の復讐心である「リベンジ（Revenge）」など複数の意味が込められている。
基本的な戦闘方法はナスカ（霧彦）と同様だが、霧彦が「レベル2」まで開放させたメモリを直挿ししたことで、よりそのメモリの力に心酔したことと冴子自身のナスカメモリとの驚異的な適合率、彼女の高い能力値などの要因も重なり、霧彦が開放した「レベル2」からさらに先の「レベル3」にまで極短時間で到達する。ナスカメモリ本来の能力を十二分に発揮して霧彦が変身したナスカを上回る戦闘能力により、アクセルトライアルと互角の高速戦闘を行いながらタブー・ドーパント同様の破壊光弾による攻撃も可能となっている。
クレイドールエクストリームとの戦いで敗北した際、メモリブレイクされた。
- ガイアドライバーがないため、色と腹回りのみを変えている。

『MOVIE大戦MEGA MAX』
他の園咲家のドーパントと共にダミー怪人が登場。仮面ライダー1号と戦うもライダーキックで倒された。外見はRナスカだったが声は男性のものとなっていた。

スミロドン・ドーパント
- 声 - 高戸靖広
- 使用者：ミック

第4話から登場。「スミロドンの記憶」を内包したスミロドンメモリで変身する獣人型のドーパント。変身すると人間大まで巨大化するが、あくまで猫であるため人語は話せない。
変身時は人間がメモリを挿入する必要があるが、変身の解除は自らの意思で行える。また、このような特殊性からかスミロドンメモリは琉兵衛も起動可能。なお首輪の後頭部からメモリを挿入するが、他の園咲家の面々と同様、金色の球体を持ったドライバーが腹部に現れる。
獣型ならではの高い身体能力が特徴であり、高速移動と俊敏なアクションによって、ルナトリガーの追尾弾を容易くかわし、アクセルトライアルでさえ逆に翻弄してしまうほどの機動力を持つ。さらに素体が猫であるため、人間を凌駕する反射神経も持ち合わせている。両腕に装備されている、爪と一体になった装甲を武器とし、高い腕力を活かして爪をふるうことで、生身の人間ならば粒子化・消滅させてしまう一撃を放つ。また両腕の装甲を併せることで獣の顔のような模様が出現、その目の部分・キャッツアイから強烈な破壊光弾を発射する能力をも備える。
毎回ドーパントに変身してから出撃していたため、翔太郎らはメモリブレイクするまで正体がミック（猫）であることを知らなかった。
- 捻らずにそのままネコをデザインしたものとなり、色味だけを金と銀に変えている。スミロドンの長い牙を赤くしている。

『MOVIE大戦MEGA MAX』
他の園咲家のドーパントと共にダミー怪人が登場。仮面ライダーアマゾンと戦い、大切断で倒された。

ウェザー・ドーパント
- 使用者：井坂深紅郎

第27話から登場。「気象の記憶」を内包したウェザーメモリで変身するドーパント。白を基調とし陣羽織や丁髷など侍に似た姿のドーパント。
冷凍ガス・濃霧・竜巻・灼熱弾・落雷・黒雲・降雨・蜃気楼・集中豪雨・虹など様々な気象の操作および増幅を用いた多彩な攻撃手段を持つ。その能力は園咲家の上位ガイアメモリに匹敵、戦況によっては上回る。また、Wのハーフチェンジが追いつくことなく、かつWやアクセルのマキシマムドライブをも上回る攻撃を連発する。単純な格闘戦の技量も高く、腰にマウントされた伸縮自在の万能チェーン武器ウェザーマインによる物理攻撃も行う。多彩な能力通りアルファベットは陽射、雨、雷、竜巻で表現されている。井坂がアンチドライバー主義であるために、右こめかみのコネクタによる直挿しで直接変身する。
通常のメモリと異なり、シュラウドが井坂の嗜好に合わせて作った銀色の外装が施された一般には流通しないシルバーメモリで、園咲家の者が使う上位メモリ・ゴールドメモリに比肩する能力を誇る。井坂がこのメモリを愛用するのは一つのメモリで多くの能力を使用できるからである。さらにこれまで何人もの過剰適合者のもとで暴走させた数々のメモリの力を取り込み、その能力を強化してきたことが明らかとなっている。しかし、サイクロンジョーカーエクストリームには一歩及ばず、作中では何度かの撤退を強いられていた。また、劇中では実現できなかったが、「インビジブル」や「ケツァルコアトルス」のメモリの力を暴走させた上で吸収し、透明化能力や完全なる制空権の確保が可能になる飛翔能力などを追加して自らを強化し、その力で琉兵衛を倒すことを目論んでいた。
- 橡伎が日光東照宮をモチーフとしているのに対して、こちらは神々しい感じで風神雷神となっているが、何者でもない面にするため、雲のような形をモチーフにまとめている。
- ドーパントの中で唯一、アフレコ後にエコーを掛けている。

『仮面ライダーW FOREVER AtoZ/運命のガイアメモリ』
- 使用者：風都の一般市民

ウェザーのT2メモリにより変身。固有能力を使いこなすことなく、街で警官隊相手に暴れ回っていた。アクセルと戦闘を繰り広げるが、バイクフォームのマキシマムドライブで倒された。
『仮面ライダー×スーパー戦隊 スーパーヒーロー大戦』
大ショッカーの大幹部として登場し、仮面ライダーディケイドと共に天装戦隊ゴセイジャーを襲撃した。

ユートピア・ドーパント
- 使用者：加頭順

第47話・第48話に登場。「理想郷の記憶」を内包したユートピアメモリで変身するドーパント。黄金の甲冑を纏った騎士のような姿。
本来、園咲の者にしか使用不可能な上位ガイアメモリ・ゴールドメモリの一つだが、スポンサー特権として加頭が所有している。
変身時はメモリが自我を持つかのように自動的にドライバーに挿入され、周囲の人物や物体が浮き上がり、変身時の青炎と雷撃に吹き飛ばされる。ユートピアとは「理想郷」という意味だが、加頭によって「希望」の力のメモリであると説明されており、彼はその能力で風都の人々を襲いながら「まさに私にとっての理想郷」と口にしている。また、ガイアドライバーのカラーリングが園咲家の物は銀色なのに対して黒色（形状も園咲家の物とは異なる）で、中央の球体も金色ではなく青色となっている。
手にしたステッキ理想郷の杖を振るうことで地上の重力を自在に操ることが可能で、その能力を応用して引力や斥力を用いた戦闘を得意とする。その他にも、人間の"生きる希望"（生命エネルギー）を自らの身体に蓄え、エネルギーに転換する能力を持つ。"生きる希望"を奪われた者は顔が奪われた身体機能を停止した状態となる（いわゆるのっぺらぼう）。またガイアメモリから力を奪うこともでき、アクセルトライアルからアクセルに強制的に戻しているほか、タブー・ドーパントを強制変身解除に追い込んでいる（加頭曰く「"生きる気力"を奪い、私の力とした」）。速度にも秀でており、アクセルトライアルの高速攻撃にも的確に対応して理想郷の杖から発する斥力で防ぎ完封した。必殺技はその全身に黄金の炎を纏って放つ、きりもみ回転を加えたドロップキック。
上記のドーパントとしての能力だけでなく、NEVERやクオークスなどといった財団Xの様々な投資対象の優れた超人化技術の特性をすべて併せ持つ。また、戦闘以外の能力では、対象にイメージを伝える精神感応能力を持つようであり、電話を通してフィリップに風都の人々を襲っている事実を伝えて彼を精神的に追い込んだ。
- デザイン的には参考にしていないが、『仮面ライダーX』のアポロガイストのような存在感をイメージしている。
- スカした加頭が変身するため、少しデコ調のシブい金と銅でシックにまとめている。綺麗な右側に対して、左側は壊れているため、人には綺麗なほうを見せているという、ユートピアが存在しないことからそういう二面性が込められたデザインとなっている。

『エターナル』
風都着任以前に仮面ライダーエターナル ブルーフレアと対戦経験があったことが判明。この時はまだNEVERとしての身体強化以前で不死身でもなく、主に理想郷の杖からの斥力とクオークスのパイロキネシスを使用して戦った。
なおこの戦闘で死者であるNEVER相手では、ユートピア最大の利点である"生きる希望"を奪い自身を強化する能力が発揮できず、相性が悪い相手であることが加頭本人の口から語られている。
『レッツゴー仮面ライダー』
ショッカーの怪人連合として登場している。

### テレビシリーズに登場するドーパント
マスカレイド・ドーパント
- 使用者：ミュージアムメンバー、財団Xメンバー

「仮面舞踏会の記憶」を内包したマスカレイドメモリで変身する簡易ドーパント。コネクタは右の首筋。
量産されたメモリを用いて園咲家や財団Xに仕える男性たちが変身するが、着衣（タキシード）はそのままの状態で残り、頭部のみが背骨かムカデを思わせる覆面のような姿に変身する。通常のドーパントの球体は見られない。身体機能の向上以外には特殊な能力は持たずに肉弾戦や拳銃などで戦う。ごく普通の拳銃のほか、翔太郎や竜のような戦い慣れした人物なら格闘戦でも倒すことができ、倒されるとメモリブレイクされずに爆発して消滅する。
初登場の第13話では、若菜に求婚を断られた火野が変身し、逆上して若菜に襲いかかるが返り討ちに遭う。
『仮面ライダーW FOREVER AtoZ/運命のガイアメモリ』
ルナ・ドーパントが腕からマスカレイド・ドーパントのバイク部隊を出現させる。ヒート・ドーパントと共にWとバイクチェイスを繰り広げた。
『仮面ライダーオーズ/OOO』
第28話（仮面ライダーシリーズ通算1,000回記念話）で、元ショッカー戦闘員千堂院の欲望から生み出された戦闘員軍団に混じって登場する。正体はヤミー（『オーズ』の怪人）。
『MOVIE大戦MEGA MAX』
『W』での黒服（タキシード）に加え、財団X配下の白服とレム・カンナギ配下の白服も登場する。
『風都探偵』
ブラキオサウルス・ドーパントの体細胞から生み出される、マスカレイドに酷似した分身体ボーンズが登場する。

マグマ・ドーパント
- 使用者：戸川洋介

第1話に登場。「マグマの記憶」を内包したマグマメモリで変身するドーパント。コネクタの場所は左腕。
周囲を溶解するほどの超高熱のエネルギーを体から発生させているほか、火炎弾を生成して遠距離攻撃を可能としている。
- 「地球の記憶」という要素をアピールするため、マグマが選ばれた。デザインを担当した寺田は、漫画『鉄腕アトム』に登場するキャラクターをイメージしている。

ティーレックス・ドーパント
- 使用者：津村真里奈

第1話・第2話に登場。「ティーレックスの記憶」を内包したティーレックスメモリで変身するドーパント。コネクタの場所は左肩（左鎖骨）。ティラノサウルスの頭部に手足と背骨がくっついた形状となっている。
巨大な顎による噛み付き攻撃や突進攻撃を主にしている。また咆哮は衝撃波となって周囲を吹き飛ばす。さらには、全身から磁場を発生させることにより、自身が砕いた周囲の物体を身体に取り込んで巨大化したビッグ・ティーレックスになることができる。
- 「地球の記憶」という要素をアピールするため、ティーレックスが選ばれた。デザインを担当した寺田は、ティーレックスがモチーフであることからただの人型では面白くないという考えから頭部を強調したデザインとし、完全なティーレックスの形に成りきれていない状態とイメージしている。巨大化後は石森プロの門脇誠二がデザインを担当し、特撮研究所がCGを作成した。

『レッツゴー仮面ライダー』
ショッカーの怪人連合として登場している。

マネー・ドーパント
- 使用者：加賀泰造

第3話・第4話に登場。「通貨の記憶」を内包したマネーメモリで変身するドーパント。コネクタの場所は首の後ろ。
コイン型のメモリのライフコインを人の額に突き刺すことでその人の生命力を奪う能力を持ち、それを腹部に蓄えて、その額に比例して体が肥大化する特徴を持つ。コイン型のエネルギー弾を打ち出して攻撃することもできる。メモリの中でもかなり高額であり、Wとの交戦中に「アフターサービス」として霧彦が助けに入っていた。
- マグマとティーレックスに対し、マネーにすることで「今度の怪人は何でもいい」と視聴者に分かってもらえるようにしている。風都が舞台であるため、怪人が街の都市伝説の中に潜んでいるものとなった。
- ライフコインには本作品のスタッフたちの名前が入れられている。

『MOVIE大戦アルティメイタム』
無限モンスタープラントによって生み出された怪人の1体として登場。

アノマロカリス・ドーパント
- 使用者：鷹村源蔵とその部下（5・6）、EXEメンバー（49）

第5話・第6話・第49話に登場。「アノマロカリスの記憶」を内包したアノマロカリスメモリで変身するドーパント。鷹村のコネクタの場所は左の掌。
複数のメモリが出回っており、第5・6話ではプロダクション（完成版）モデルとプロトモデル（実験版）の2つが存在する。プロトモデルは腹部が異なる。
水陸両棲のドーパントで、水中ではその力を増幅することが可能。歯を弾丸にして発射することが主な攻撃手段で、楠原親子を水中から狙撃していた。左腕は鞭状に伸ばすことが可能。プロトモデルは全身から黒い煙幕を放出する能力も持つ。
またプロダクションモデルにはさらに水中戦に特化した形として脱皮することで巨大アノマロカリス（ビッグ・アノマロカリス）となる能力があり、水中から凄まじい攻撃を繰り出すことができる。
第49話ではEXEのメンバーが変身した。
- アノマロカリスの触覚は2本だが、何体もアノマロカリスのエキスが入っているということから、触覚を増やしている。

コックローチ・ドーパント
- 使用者：伊刈（7・8）、EXEメンバー（49）

第7話・第8話・第49話に登場。「ゴキブリの記憶」を内包したコックローチメモリで変身するドーパント。伊刈のコネクタの場所は左足の裏。
掌から青い粘液状の体液を出し、殺人対象の人間の口を塞ぎ、窒息死させる。また生命力が非常に高く、サイクロンの力を凌ぐハイスピードで活動することが可能で、Wの攻撃を次々とかわしていった。
第49話ではEXEのメンバーが変身した。
- デザインを担当した寺田は、生臭い気持ち悪さを出すため、色味で気持ち悪さを表現するために、モチーフそのものの色に加え下半身を青白くして、卵を腕に付けている。初期の『仮面ライダーBLACK』の怪人のインパクトのイメージが頭にあったため、気持ち悪くなってほしいという思いを込めている。

『風都探偵』
第8話「tに気をつけろ+α」に登場。宝石店を襲撃した強盗が変身する。
高性能であるうえに量産しやすいため、このメモリによる犯罪件数が多い。

スイーツ・ドーパント
- 使用者：佐々木由貴子

第9話・第10話に登場。「お菓子の記憶」を内包したスイーツメモリで変身するドーパント。佐々木のコネクタの場所は首。
口から生クリーム状の体液を噴出させて敵を拘束するほか、急激に硬化させて弾丸として発射し、攻撃を行う。周囲の環境に溶け込む擬態能力も持ち、姿を隠して敵を翻弄する。右手をナイフ状に変形させることも可能だが、接近戦は得意ではない。
- デザインを担当した寺田は、『ウルトラセブン』に登場するメトロン星人をはじめとしたウルトラシリーズの怪獣デザインを手がけた成田亨へのリスペクトを込めている。

『エターナル』
- 使用者：料理人

謎の料理人が、ミュージアムから流出したスイーツメモリの試作品で変身する。

バイラス・ドーパント
- 使用者：山村幸

第11話・第12話に登場。「細菌の記憶」を内包したバイラスメモリで変身するドーパント。コネクタの場所は左腕。
有機物、無機物すべてに感染し、意のままに操り、瞬時に死に至らしめる。作中では車に憑依し、対象となる人間をすり抜けるように通過するだけで、強烈な毒素をもつ細菌に感染させ瞬時に死に至らしめる怪物車にした。
このドーパントは山村幸の爆発した怒りと憎しみの感情が、メモリと呼応して生み出された精神エネルギーがドーパント化した変異体であり、実体を持たないため、本来の能力よりは著しく劣化している。従来通り肉体で変身した場合、強大な感染力を使ってあっという間に街ひとつを崩壊させ、死の街と化してしまうほどの力を持っていることが、作中でも言及されている。長い舌や両腕から伸びる触手を伸ばして攻撃する。高熱が弱点である。
- 第11話・第12話の脚本を担当した長谷川圭一は、当初は怪人態を登場させず車だけにするつもりであったと述べている。
- デザインを担当した寺田は、デザインソースは身体に血の色と病原菌のような、研究室のようなものやラボのような緑青の光があり、できもののようなものが血の中から生まれているというイメージで、フランスの漫画家メビウスの影響があるとしている。

バイオレンス・ドーパント
- 使用者：上尾強

第13話・第14話に登場。「暴力の記憶」を内包したバイオレンスメモリで変身するドーパント。上尾のコネクタの場所は左手の甲。
鉄球状の左腕は強烈な破壊力をもち、乗用車など一撃で叩き潰すほどの腕力がある。また身体そのものを破壊鉄球形態のバイオレンスボールに変形することにより、周囲を破壊しながら高速で移動が可能。
- デザインを担当した寺田は、武器を持たない人間系で「暴力」であると、筋肉が武器のため、筋肉をモチーフとしており、目や耳がない頭部は「話を聞かない」ことを象徴しており、「噛んだり叫ぶ」ことを象徴するため、歯を見せており、全身に刺さった鉄片は痛みへの強さを表現している。

『仮面ライダーW FOREVER AtoZ/運命のガイアメモリ』
- 使用者：ウォッチャマン

バイオレンスのT2メモリによりウォッチャマンが変身。
『風都探偵』
- 使用者：王道学習塾教師

第61話「闇はoの巣 6」に登場。沖田舞の監禁に関わっている王道学習塾教師4人が変身する。

アームズ・ドーパント
- 使用者：倉田剣児

第15話・第16話に登場。「兵器の記憶」を内包したアームズメモリで変身するドーパント。コネクタの場所は右のこめかみ。
背中に背負った剣型の盾シールドソードで、防御をしつつそのまま切り返すことも可能。また、右腕を剣、銃などの様々な武器に自在に変化させ、近距離・中距離問わずに攻守することが可能。銃からは相手に張り付く液体弾も発射可能で、ダブルドライバーに放ってメモリチェンジを阻止した。
- バイクに乗らせたいという塚田の注文から、ヘルメットの透明なゴーグルの代わりにスケルトンのドクロとなっている。

『風都探偵』
- 使用者：ORIGINの末端の男

第56話「闇はoの巣 1」に登場する。ミュージアムの施設跡からガイアメモリを回収している集団の1人が変身する。

バード・ドーパント
- 使用者：江草茜（マスターユーザー）、藤川統馬、金村有一、久保田弥生

第17話・第18話に登場。「鳥の記憶」を内包したバードメモリで変身するドーパント。コネクタの場所はいずれも左腕。
成層圏まで達する極めて高い飛翔能力と、身体から発射する羽根手裏剣、翼から巻き起こす強烈な風圧攻撃を行う。マスターユーザーが変身すると大きな爪が両手に生えた強化態へと異常進化を遂げることが可能で、通常の倍の身体能力と強烈な火球攻撃（火炎弾）を可能とする。
作中ではマスターユーザーである茜の他に3人の子どもたちで使いまわしされていた。生体コネクタ未設置者への直接的なガイアメモリの挿入はリスクが高く、強烈な毒素が驚異的なスピードで人体に影響をもたらし、死に至らしめる危険性を伴う。
- デザインを担当した寺田は、鳥を背負ったイメージで描いており、無理やり引っ付けるのは自身の表現法の1つとしている。首元が覗き穴になっているのは意識しないでやったことであったが、寺田はもう少し模様になっても良かったと語っている。

アイスエイジ・ドーパント
- 使用者：片平清

第19話・第20話に登場。「氷河期の記憶」を内包したアイスエイジメモリで変身するドーパント。コネクタの場所は不明。
ヒートのボディさえも凍結させるマイナス273.15度の冷気を放出する。また、その氷結能力で空気中の水分を氷結させてツララ状の弾丸と化すことや、道路を凍らせてそこで滑ることによって高速移動が可能となる。氷を用いて分身を作り出し、逃亡に使用することもできる。
- デザインを担当した寺田は、地球が出来立てのころに、冷えた溶岩が黒くなって降りてきた氷河が重なっている様子をイメージしている。

『仮面ライダーW FOREVER AtoZ/運命のガイアメモリ』
- 使用者：サンタちゃん

アイスエイジのT2メモリによりサンタちゃんが変身。

トライセラトップス・ドーパント
- 使用者：九条綾

第21話・第22話に登場。「トリケラトプスの記憶」を内包したトライセラトップスメモリで変身するドーパント。コネクタの場所は左太腿。
肉弾戦では自らの体細胞を変化させ生成したダイナソアクラブ（ダイノソアクラブ）と名の付くこん棒を使うパワーファイトを行い、遠距離ではガイアメモリのエネルギーを収束して発射する破壊光弾（エネルギー光弾）で攻撃を行うなど非常に強力な攻撃力をもつ。
使用者の感情が暴走すると巨大トライセラトップス（ビッグ・トライセラトップス）に巨大化する。巨大化後は角から電撃（エネルギー弾）を放つことができる。
- デザインを担当した寺田は、脚本を読んでいなかったため女性が変身するとは知らず、体色がピンクになったのは偶然であるという。巨大化後のデザインは、空を飛ぶトリケラトプスというイメージで後ろ足のない形状とした。
- 東映プロデューサーの塚田英明は、トライセラトップスとアイスエイジは第1話のティーレックスおよびマグマと対の存在と位置づけている。

『レッツゴー仮面ライダー』
ショッカーの怪人連合として登場している。

ライアー・ドーパント
- 使用者：沢田さちお

第23話・第24話に登場。「嘘つきの記憶」を内包したライアーメモリで変身するドーパント。コネクタの場所は右の首筋。
自身が言った嘘を針状に固めた特殊な針ライニードルを頭部から撃ち出し、撃ちこまれた人間に脳に作用し、一定期間虚実を真実と思わせる一種の催眠暗示状態に陥れる。先端が口を象った杖ライスピークスからは赤い光弾を放つ。
- デザインを担当した寺田は、人々を扇動するためにマイクを持たせ、言葉で人を傷つけることから口元に棘があるデザインとした。また、背面は舌を出した口を象っている。

『MOVIE大戦アルティメイタム』
無限モンスタープラントによって生み出された怪人の1体として登場。

パペティアー・ドーパント
- 使用者：堀之内慶應

第25話・第26話に登場。「人形使いの記憶」を内包したパペティアーメモリで変身するドーパント。コネクタの場所は顎。
指先から放つコントロールラインと呼ばれる操り糸で、対象物を絡め捕り、自分の分身のように動かすことができる。本作品では人形のリコちゃんの他にクレイドール・ドーパントや仮面ライダーアクセルも操った。護身用の音波クラリネットから放つ音波で攻撃することもできるが、パペティアー自身の戦闘能力は低い。
- デザイン画では「パペッター」という名称であった。
- 造形物はリコちゃんの人形と2体分になるため、人形に予算が掛かるため、マスクと衣裳によるデザインとなった。人形を笛で躍らせるような感じからオーケストラの人のような衣装となったが頭はなぜこのような形になったのかは分からず、ガルーダのような形に最終的にはなったが、人形に命を吹き込むため、あまり中身がない形が定かではない感じのものとなった。リコちゃんの人形は『怪奇大作戦』のような普段は可愛いがあとは怖い感じとなっており、短くなる前髪はグッと顔が引っ張られてガッとなるニュアンスとなっている。一見すると普通だが、長い手など変なバランスにするため、決定稿のような服となった。

インビジブル・ドーパント
- 使用者：リリィ白銀

第27話・第28話に登場。「不可視の記憶」を内包したインビジブルメモリで変身するドーパント。コネクタの場所は右腕。
自分の意思によって自在に透明になることができる能力を持ち、本来は怪人態もあったが、井坂がメモリを改ざんしたことによって体内でロックがかかるようにし、人間態のまま透明になれる。しかし、ガイアメモリは排出できず、自分の意思で透明を操れなくなっていた。さらには、ガイアメモリの力で透明化するたびに命を削っており、命を尽きた後にはガイアメモリが排出される仕様になっていた。
怪人態にはならないが、肉体は強化されている。

ナイトメア・ドーパント
- 使用者：福島元

第29話・第30話に登場。「悪夢の記憶」を内包したナイトメアメモリで変身するドーパント。コネクタの場所は左手首。
夢と現実世界を自在に行き来する能力を持つ。眠った人の夢の中に現れ、夢空間拘束器具ドリームキャッチャーを使用して夢の中に人を閉じ込め、眠り病に陥らせる。閉じ込められた人の額には「H」の痣が浮かぶ。夢の中では実体を持たないことからメモリブレイクはされず、左肩の口から光弾を放つなどの強力な攻撃能力も持つが、現実世界での戦闘能力は低い。
- デザインを担当した寺田は、映画『カリガリ博士』をイメージしたオフセットになった肋骨など奇形として描いたが難色を示され、左肩の頭部と背部の鳥の頭を追加した。
- 第29話・第30話は京都・大阪の観光名所でのロケが敢行され、東映太秦映画村も含むそれらの各所でWとの戦闘シーンが撮影された。夢の中で亜樹子が翔太郎と共にサイクロンジョーカーに変身するシーンは、「一度は変身したい」との山本ひかるの要望が叶った結果である。

ビースト・ドーパント
- 使用者：有馬丸男

第31話・第32話に登場。「野獣の記憶」を内包したビーストメモリで変身するドーパント。コネクタの場所は左腕。
重戦車をはるかに凌ぐ怪力による肉弾戦が主流の戦い方。また装甲皮膚はメモリブレイク級のダメージを受けても瞬時に回復してしまう高い自己回復能力を持つ。左手には鉤爪を備えている。
本作品の10年前から暗躍していたドーパントで、当時は「野獣人間」と報道され、一種の都市伝説となっていた。
- デザインを担当した寺田は、大きな獣の顔を腹に付けるなど、漫画家の石川賢の作品『魔獣戦線』をオマージュしたことを述べている。毛だけの背中にして、獣を無理やり前面に押し込めている。獣の主要である爪と牙を散りばめ、獣っぽくない色味として少し青にしている。

『レッツゴー仮面ライダー』
ショッカーの怪人連合として登場している。

ゾーン・ドーパント
- 使用者：有馬鈴子

第32話に登場。「地帯の記憶」を内包したゾーンメモリで変身するドーパント。他のドーパントと違い人間型にならず非常に小型のドーパントである。コネクタの場所は首。
将棋盤を思わせる9マス×9マスのゾーンボードを生成し、その地帯のマス目内にある物体を、一瞬に指定するマス目に瞬間移動させる能力を持つ。眼からは破壊光弾を放つこともできる。攻撃力は持ち合わせているが、破壊力に乏しく他のドーパントと共闘することで真価を発揮する。
- 当初は登場の予定がなく、脚本中に出てきたため急遽デザインが発注されたが、造形の予算はなかったため非人型の形状となった。グリッドを切って人間を操って動かせるという能力のため、直線で構成した複雑な面取りの無機的なものとなった。

イエスタデイ・ドーパント
- 使用者：須藤雪絵

第33話・第34話に登場。「昨日の記憶」を内包したイエスタデイメモリで変身するドーパント。コネクタの場所は胸元。
砂時計型の「イエスタデイの刻印」を目標に撃ちこみ、撃ち込まれた者に24時間前と同じ行動をとらせる能力を持つ。仕組みとして、まず腹部にあるトリップクロックを操作し、目標の体のどこかに「イエスタデイの刻印」を刻む。1日経過後に腕のスタートクロックを操作することで、イエスタデイの刻印の効力を発動させる。また、刻印を撃たれた24時間後には二度と目覚めない昏睡状態に陥ってしまう。右手の盾からは円盤状の光弾を放つ。
- 頭部の形状は砂時計をホールドするメカをモチーフとしている。当初は、「昨日に戻る」という設定で、時間を遡るという話になったが、『電王』と被るため、「昨日と同じ行動をする」ということとなった。

ケツァルコアトルス・ドーパント
第35話・第36話に登場。「ケツァルコアトルスの記憶」を内包したケツァルコアトルスメモリで変身するドーパント。園咲家の者が持つゴールドメモリと同等の力を有する上位メモリであり、このメモリのみ通常のメモリケースの上部に巨大な翼のオブジェが生えたようなデザインとなっている。園咲琉兵衛はこのメモリを極秘裏に保管していたのだが、井坂深紅郎によって盗み出される。
オリジナルであれば音速の飛行スピードと成層圏にまで達する超高度飛翔能力、翼からのエネルギー弾による爆撃を得ることができる。
井坂が試験的に複製したメモリでオウムに使用した際は巨大なケツァルコアトルス・ドーパントの試験体を誕生させたが、本来のパワーが発揮できるまでに至らず、仮面ライダーW CJXによって倒される。
井坂はこのメモリの過剰適合者である島本凪を利用して、メモリのパワーを増幅した上で奪い、ウェザー・ドーパントの背中にケツァルコアトルスの翼を生やしたパワーアップを目論んでいたが、井坂がアクセルトライアルとの勝負に敗れ、未遂に終わり、オリジナルのメモリも島本凪に使用されることなく砕かれた。
- フォルムのみをオリジナルのケツァルコアトルスに近付け、CGのため、ツノを多く付けている。

ホッパー・ドーパント
- 使用者：イナゴの女

第37話・第38話に登場。「バッタの記憶」を内包したホッパーメモリで変身するドーパント。コネクタの場所は右太腿。
バッタ特有の驚異的な脚力と跳躍能力を得て、縦横無尽に高速移動が可能となる。その速さはアクセルトライアルと同等以上である。攻撃はその脚力を生かした蹴り技であり、極めて立体的な撹乱攻撃を仕掛ける。
- デザインを担当した寺田は、頭部とずれた位置に小さな仮面ライダーの顔を付けたいというイメージから、頭部にバッタを真横に乗せた形状とした。強力な足のため、下に足が行くような感じで、下にすべての足を繋げている。

『レッツゴー仮面ライダー』
ショッカーの怪人連合として登場している。

ジーン・ドーパント
- 使用者：川相透

第39話・第40話に登場。「遺伝子の記憶」を内包したジーンメモリで変身するドーパント。コネクタの場所は左手の甲。
遺伝子操作能力に優れ、右腕についたコイル状のDNAミキサーを使用することで異なるふたつの遺伝子を操作、組み換えすることでまったく別の物体を作りだすことができる。戦闘能力に関してはほぼ皆無に等しい。
- デザインを担当した寺田は、遺伝子というモチーフから胴体を螺旋状の幾何学模様とし、光学的な注射を付け、本人は戦わないという塚田からの要望により顔はシンプルなものとした。当初は真っ黒の全身だったが、何者でもない得体の知れない感じにするため、四角い腕にして上から流している。

ジュエル・ドーパント
- 使用者：上杉誠

第41話・第42話に登場。「宝石の記憶」を内包したジュエルメモリで変身するドーパント。コネクタの場所は左掌。
右腕から噴霧されるダイアモンドミストによって人体を構成する炭素を瞬時に増殖変質させ、宝石に変えてしまう能力を持つ。また強靭な装甲はダイヤモンドの硬度10と同等の硬度を備えたボディのため防御力が高く、CJXのプリズムソードでも破壊不可能。ダイヤの微粒子を操り、シールドや鏡像を作り出すことも可能である。
- 優雅なものになってほしいという思いから、上は宝石と指輪の銀の歯止め、エレガントな曲線のみをメインにウェイトが行き、下をタイツにしている。

オールド・ドーパント
- 使用者：相馬卓

第43話・第44話に登場。「古き記憶」を内包したオールドメモリで変身するドーパント。シュラウドが仮想・テラー・ドーパントとして用意した。前面と背面がリバーシブルとなった特殊な姿である。コネクタの場所は左側腹部。
左掌から精神干渉波・オールドクリークを発生させ、その攻撃を受けた人間を任意の年月設定で老化させる能力を持つ。
- デザインを担当した寺田は、テラーと同等の存在という塚田からの要望に基づき、不気味さを出すため、テラーと同じく頭部に造形を付けた形状とした。また、赤と青の色分けは人の時間を加速させるためドップラー効果をデザインソースに、同様のデザインの両面にして、時間経過を色で表現している。
- 造型では足を表裏2個作っているため、どちらにも動けるようになっている。

エナジー・ドーパント
- 使用者：ペットショップの店員

第49話に登場。「エネルギーの記憶」を内包したエナジーメモリで変身するドーパント。コネクタの場所は鼻。
体内に電磁エネルギーを蓄積し、左腕のレールガンでエネルギーを転換し、強烈な超電導弾（加速超電導弾）を加速発射する。また、右掌から体内の蓄積された電磁エネルギーを敵に注入することで、ショック状態にして動きを奪う。
- デザインは乾電池をモチーフとしている。面白い色味にするため、オシャレ家電のように緑を使用している。

### 映画に登場するドーパント
デス・ドーパント
ダミー・ドーパント
T2・ドーパント
ヒート・ドーパント
ルナ・ドーパント
メタル・ドーパント
トリガー・ドーパント
サイクロン・ドーパント
スパイダー・ドーパント
バット・ドーパント

### オリジナルDVDに登場するドーパント
オヤコドン・ドーパント
- 使用者：相田伊三

「エッグの記憶」と「チキンの記憶」との二つの記憶を内包したエッグ / チキンメモリで変身するドーパント。
口から吐く光弾と巨大な割り箸が武器。なりはふざけているが、意外と強い。卵が硬くなることから熱に弱い。
- デザインは『てれびくん』の一般公募企画「新ドーパントデザインコンテスト」のグランプリを元に田嶋秀樹がクリンナップしている。

### Vシネマに登場するドーパント
コマンダー・ドーパント
アイズ・ドーパント

### 小説に登場するドーパント

#### 小説『Zを継ぐ者』
ズー・ドーパント
- 使用者：弓岡あずさ→禅空寺俊英

「動物園の記憶」を内包したズーメモリで変身するドーパント。死んだ香澄たちの祖父・義蔵（ぎぞう）を名乗って「大自然の使者」と称し、禅空寺家の人間を襲っていた。ガイアメモリはファングメモリと同様にライブモードとメモリモードの2つの姿を持ち、狼型のライブモードに変形して自立行動が可能。
さまざまな動物の力を駆使できるため、亜樹子は「一人動物園」と称している。

ゼロ・ドーパント
- 使用者：ミュージアムのエージェント

「ゼロの記憶」を内包したゼロメモリで変身するドーパント。
ミュージアムから送り込まれた刺客。手で触れたもののエネルギーを文字通りゼロにする力を持つ。

ゼブラ・ドーパント
- 使用者：財前勇一

「シマウマの記憶」を内包したゼブラメモリで変身するドーパント。

クインビー・ドーパント
- 使用者：禅空寺朝美

「女王バチの記憶」を内包したクインビーメモリで変身するドーパント。

フラワー・ドーパント
- 使用者：禅空寺麗子

「花の記憶」を内包したフラワーメモリで変身するドーパント。

ビー・ドーパント、エイプ・ドーパント、ドルフィン・ドーパント、エレファント・ドーパント、サラマンダー・ドーパント、フィッシュ・ドーパント
- 使用者：ZENONリゾート社員

それぞれのメモリで変身するドーパント。

#### 小説『Nのはじまり/血と夢』
アンモナイト・トーパント、トリロバイト・ドーパント、マンモス・ドーパント
- 使用者：ミュージアムの被験体

それぞれが「アンモナイト」「三葉虫」「マンモス」の記憶を内包した試作段階のガイアメモリで変身するドーパント。
どのメモリも開発途上の試作段階であり、変身はできても被験体の理性や人格などがすべて失われ、ただ単に暴れ回るだけの怪物と化してしまっているため、特殊能力などの具体的な能力の詳細は不明。
3体とも、暴れ回った直後に仕掛けが作動して自動的にメモリブレイクされると、その強力過ぎる毒素のために変身者も死亡してしまう。

#### 小説『HEROSAGA』
メモリー・ドーパント
- 使用者：小野寺由恵

「記憶の記憶」を内包したメモリーメモリで変身するドーパント。メモリーメモリ自体は、『仮面ライダー×仮面ライダー オーズ&ダブル feat.スカル MOVIE大戦CORE』にて初登場。

### 漫画『風都探偵』に登場するドーパント

#### ガイアドライバーrexで変身するドーパント
オーロラ・ドーパント
- 使用者：万灯雪侍

「オーロラの記憶」を内包したオーロラメモリで変身するドーパント。
目、鼻、耳が省略された人のような顔と辮髪、その名を象徴するかのような不思議なゆらぎを見せる手と腰布が特徴。掌からあらゆる物を消滅させる破壊光線を放つことができる。
詳しい能力は不明だが、このドーパントに殺された美原は、ボロボロの骨の状態で発見された。

ブラキオサウルス・ドーパント
- 使用者：千葉秀夫

「ブラキオサウルスの記憶」を内包したブラキオサウルスメモリで変身するドーパント。
頭からブラキオサウルスの骨のようなものが生えた巨人のような姿をしており、ビースト・ドーパントを噛み砕くほどの顎の力を持っている。また巨体を活かした質量攻撃、猛烈な鼻息も牽制などに使用する。その風圧はたとえ仮面ライダーであっても迂闊に動くことはできない。
黒い液体を出してマスカレイドに酷似した戦闘員（通称・ボーンズ）を生み出す。

スクリーム・ドーパント
- 使用者：五条一葉

「絶叫の記憶」を内包したスクリームメモリで変身するドーパント。
女性のような上半身で、右手の人差し指と中指が長く関節も複数あり、左手は女性の右手首と恋人つなぎになっており、口の中に目玉がある。詳しい能力は未だ不明だが、悲鳴のような超高周波を口や身体から直線的に放出し、常人であればズタズタに引き裂かれる。

ジョーカー・ドーパント
使用者：ときめ
「切り札の記憶」を内包したジョーカーメモリで変身するドーパント。
生体エネルギーのオーラを操る能力を持ち、このオーラで全身を覆うことで高い防御力を発揮する。また、このオーラを圧縮してカードを作り、武器や防具として使用できる。相手を巨大なカードに閉じ込め、動きを封じることも可能。

#### その他の作中に登場するドーパント
ロード・ドーパント
声 - 興津和幸、杉崎亮、蒔村拓哉
- 使用者：サブ、その他『街』の住人

第1話 - 第6話「tに気をつけろ」に登場する「道の記憶」を内包したロードメモリで変身するドーパント。人間を襲っては分断して殺害し、その肉体を喰らう。
超高速と超高熱を駆使して空間を切り裂いて、本物の風都とは似て異なる異世界「裏風都」への道を別次元に生成するほか、この超高速と超高熱を攻撃に応用して人体を切り裂く。しかし、道を形成するためには自身の体成分を使用する必要があるため、能力を用いるたびに肉体を過度に消費される。それゆえ、形成される道は黒くなり、自身の肉体を補うために食人行動を起こしてしまう。また、車のように身体を変化させ、高速で移動することも可能。
ロードメモリは量産されており、マスカレイド・ドーパントのように裏風都の一般戦闘員の役割を担っている。また、裏風都にはサブ以上に自我を失って野獣も同然の状態と化した利用者が多々徘徊しており、変身するたびにメモリの影響で思慮が浅く凶暴になっていく。

トードストール・ドーパント
- 使用者：坪崎忠太

第1話 - 第6話「tに気をつけろ」の回想シーンに登場する「毒キノコの記憶」を内包したトードストールメモリで変身するドーパント。
- デザインは佐藤まさきが担当している。

メガネウラ・ドーパント
- 使用者：美原睦夫

第9話 - 第15話「最悪のm」に登場する「メガネウラの記憶」を内包したメガネウラメモリで変身するドーパント。
背中の羽による飛行能力を持っており、尻尾から太く鋭利な針を撃ち出すことができるほか、全身の小翅を振動することによって発生する振動波を周囲の相手に浴びせ、動きを鈍らせることもできる。万灯から貰い受けたドーパントの体質向上サプリを飲んでからは、自立行動するヤゴのような分身体を無数に生み出す能力が備わった。

カラカル・ドーパント
- 使用者：蝶野麻友

第16話 - 第18話「cは何処に」に登場する「カラカルの記憶」を内包したカラカルメモリで変身するドーパント。
猫にだけ届く声を放つ。爪を伸ばして武器にできる。

アルコール・ドーパント
- 使用者：鏡野キク（オリジナル）、花嫁候補

第19話 - 第27話「閉ざされたk」に登場する「アルコールの記憶」を内包したアルコールメモリで変身するドーパント。アルコールメモリはシルバーメモリの一種であるため、適合率の低い人体にかかる負担は大きく、体質が合わない者は泥酔した際の記憶を失うように身体がメモリを受け付けず、その場に昏倒して変身したことすら忘れてしまう。
キク自身の願望によって花嫁候補全員がこのメモリの所有者にされており、毒素が体質に合わなかった財前暦が身体を巡った大量のアルコールを摂取したことによって中毒死したほか、体質がかろうじて合っていた有藤蛍も浴場で変身したことから血行が良くなって中毒死した。
常時酩酊状態にあり、アルコールによって痛覚が麻痺されているため、痛みを感じない身体を持ち、その表皮からにじみ出た体内のアルコール成分で熱線を浴びせて付着した敵を発火させる。

パズル・ドーパント
- 使用者：ポール東城

第28話 - 第36話「pは悪魔だ」に登場する「パズルの記憶」を内包したパズルメモリで変身するドーパント。
全身をバラバラにする、頭部のパーツを組み替えることで身体能力を変えることくらいしかできなかったが、ポール自身の才能によって「相手の腕（技術）を奪う能力」が目覚め、腕の数が4本に増えた。
右腕のみで通常は行動しているが、戦闘の際には他の部位が飛来して人型になる。体の一部である箱を利用して相手の腕を任意で奪う（正確には、箱にコピーして同時に本人の技術を封じ、本人の腕は封じられた証として透明化する）ことが可能で、その腕の能力を4本の腕に自在に付け替えてドーパントの力を上乗せし、用いることもできる。ただし、箱を奪われるとその腕の能力は使用不能となり、倒されると腕の能力はすべて持ち主に戻るなど、性質としてはマネー・ドーパントに近い。また、頭部のパーツを銃や知恵の輪を模した武器に変化させることもできる。
上記の能力に加え、相手の身体状況を把握する変身前でのハイドープとしての能力で動きを先読みし、翔太郎がベースのWの各形態を圧倒するが、フィリップがベースのファングジョーカーは先読みできなかった。

リアクター・ドーパント
- 使用者：二階堂守、双見光

第38話 - 第46話「超人r」に登場する「炉の記憶」を内包したリアクターメモリで変身するドーパント。リアクターメモリは、シルバーメモリの一種である。
Wとアクセルのマキシマムドライブを同時に受けても無傷でいられるほど防御力が高いほか、胸から武器を練成できる。メモリの記憶ゆえに全身から仮面ライダーの生体装甲をも溶かす超高熱を発しているため、変身解除後には特殊な冷却炉を必要とする。
メモリと役割が双見に引き継がれてからは全身から吹き出す炎が赤から青へと変化し、さらなる高出力を獲得したほか、解除後の冷却炉も不必要になるほど性能が安定した。

アントライオン・ドーパント
- 使用者：男性

第47話 - 第55話「sの肖像」に登場する「アリジゴクの記憶」を内包したアントライオンメモリで変身するドーパント。翔太郎が幼少期に遭遇したドーパントで、砂地獄を発生させ、そこに落ちてきた人間を捕食する。また、体から飛ばした針には痺れさせる力がある。
仮面ライダースカルにメモリブレイクされ、変身者は自身が発生させた砂地獄に埋まって死亡した。

オウル・ドーパント
- 使用者：鳥羽音吉、沖田舞

第56話 - 第65話「闇はoの巣」に登場する「梟の記憶」を内包したオウルメモリで変身するドーパント。本体は通常の梟のような姿で、巨大な頭脳領域を持っているが小型であることが欠点。しかし、適合する者にもう1本のメモリを使用することで、その者を「胴体」に変身させることができる。この時に思念波を撃ち込むことで、胴体になった者の意識を操ることができる。
胴体は首の無い巨体で、首からは木の根のようなものが生えている。胴体と一体化することで、高いパワーとスピード、鋭い爪による殺傷能力、さらには飛行能力を有する強力なドーパントとなる。

トラッシュ・ドーパント
- 使用者：ビリー佛田

第66話 - 第74話「bたちの宝物」に登場する「ゴミの記憶」を内包したトラッシュメモリで変身するドーパント。
身体の右半分が黒い粘液で構成され、この粘液には有機物を腐食させる効果がある。また、ゴミを食べることでダメージを回復することもできる。ハイドープ能力により、人間時の身体も回復させることが可能。

クラブ・ドーパント
- 使用者： 風吹鉄男、双見光

第75話 - 第84話「fに感謝を」に登場する「蟹の記憶」を内包するクラブメモリを使用して変身するドーパント。
背中から生えた伸縮自在のカニ脚と、顔についたハサミから放出する斬撃が武器で、いずれもWのメタルメモリによる装甲すら切り裂いてしまう威力を持つ。全身を覆う硬い殻と泡の粘膜によって高い防御力を持ち、傷がついても泡を出して傷を治してしまう。再生能力は、メモリと使用者の相性によって差が出る。

ラーフ・ドーパント
- 使用者：ルーク・ランカスター

第85話 - 第93話「死神はlの顔」に登場する「笑顔の記憶」を内包するラーフメモリを使用して変身するドーパント。ラーフメモリは、ゴールドメモリの一つである。
怪力を誇り、強力なビームを放つ。さらには、ライブテクスチャーなる自分の皮膚を消費して別の物に変え、自在に操ることができる能力を持つ。この能力は、単なる壁から巨大な恐竜はおろか人間にさえ加工が可能であるうえ、テラードラゴンにまで加工することが可能。ただし、強さはラーフ・ドーパント自体のパワーを上回ることはない。また、このドーパントの本体は死仮面に貼り付いており、それに攻撃を当てなければ完全に倒すことはできない。この状態で使用できるハイドープ能力として、人間に付着してその頭脳すべてをデータ化し、取り込むことができる。それを行えば相手は死ぬが、急速に全記憶をデータ化されて吸い上げられた結果、額の部分にすべての表情筋が引っ張り上げられ、笑顔のような死顔となる。

ディープ・ドーパント
- 使用者：出紋大騎

第94話 - 第102話「異端児d」に登場する「深き記憶」を内包するディープメモリを使用して変身するドーパント。
地面やコンクリートを泳ぐことができる。また、液状の触手の表面を高速で動かすことで、あらゆるものを削り取れる。液状の身体にはドーパントの体質開発薬を溶かしており、取り込んだ相手に投薬していた。

シザーズ・ドーパント
- 使用者：羽柴ひろみ

第103話 - 第110話「迷路棟のh」に登場する「ハサミの記憶」を内包するシザーズメモリで変身するドーパント。
指で作ったハサミを用いて対象を切断できる能力を持ち、手の届かない距離でも視認できていれば切断できる。ひろみ自身の適合率が高いことから腕が4本生じ、空間を切断する能力が覚醒した。この能力により、ルナトリガーのビーム銃撃すら防いでしまう。

ディーバ・ドーパント
- 使用者：玄道修一郎

第111話 - 第118話「gが死へ招く」に登場する「歌姫の記憶」を内包するディーバメモリで変身するドーパント。
自身の歌声を一定時間聞いた相手を操る能力を持ち、一度支配下に置いた相手は離れた位置にいても操れる。また、超高周波の歌声を圧縮した爆弾を飛ばすこともできる。

デス・ドーパント
- 使用者：矢ノ神夜一

第119話 - 第127話「yの魔窟」に登場する「死の記憶」を内包するデスメモリで変身するドーパント。
死神らしく手に持つ大鎌を格闘戦に用い、飛行するコックローチ・ドーパントを撃墜するなど高い戦闘技術を持っている。この大鎌はデスの一部であるため、本体から離れた状態でも思念を送ることで引き寄せるなど、ある程度の遠隔操作が可能。ガイアメモリの力を刈り取り、殺すという能力を持っており、身体を構成するドクロの口から、伸縮自在の舌を高速で撃ち出すことが可能。この舌自体は霊体のようなもので攻撃力はほとんどないが、当たった仮面ライダーやドーパントはその身に宿るガイアメモリの機能が『仮死』状態に陥り、能力の行使はおろかまともに運動できる力すら失われてしまう。ただし、刈り取れる力はドクロ一個につき一つまでであり、相手の力を殺したドクロは口を閉じ、力を奪った証のように光る。しかし、エネルギーを幾分か消費することで、ドクロを後から増やすことができる。また、ガワだけを残して幽体離脱もできて、これを応用することでメモリブレイクを回避することも可能。

ハングリー・ドーパント
- 使用者:森川一清

128話 - 135話「iよ もう一度」に登場する「飢えの記憶」を内包するハングリーメモリで変身するドーパント。
半径100メートル以内の人間に空腹をもたらし、さらに目を合わせた相手を一瞬で極度の栄養失調状態にしてしまう。内包された記憶が強烈であるためにメモリ自身が意志を持ち、森川の身体を乗っ取って暴れまわっていた。

クエスト・ドーパント
- 使用者:コッパ

136話 - 143話「愛しのq」に登場する「探求の記憶」を内包するクエストメモリで変身するドーパント。
マーキングした場所に異空間への扉を作る能力と、マーキングした通信機器を繋ぐ能力を持つ。また、左手を分離させることが可能なうえに、腕の付け根から配下のスライム状のモンスターを生み出すことができる。さらに、長柄武器を用いた直接戦闘も可能。しかし、モンスターを生み出すほど本体の力が弱まっていくという欠点がある。

シティ・ドーパント
使用者:万灯永遠
144話 - 151話「xの残影」に登場する「街の記憶」を内包するシティメモリで変身するドーパント。
異空間に街を生成する能力を持つ、裏風都を創り上げたドーパント。エターナルメモリによって暴走し、メモリがドライバーを貫通して直接肉体に挿入され、制御不能になり、現在は裏風都のどこかに封印されている。